# デジモン一覧 (た-は)
デジモン一覧（デジモンいちらん）では、架空の生命体・デジタルモンスター（通称：デジモン）のうち、た行からは行に属するものについて解説する。

## た

### タイガーヴェスパモン
- 英名:TigerVespamon / 世代:究極体 / タイプ(種族):サイボーグ型 / 属性:ウィルス
- 必殺技:マッハスティンガーV / 得意技:

『デジモンペンデュラムエックス』で初登場。
ファンビーモンの究極体。空中要塞ローヤルベースの秘蜜戦闘部隊であるローヤルコマンドの一員で単独での戦闘能力が強い。
俊敏性と体力に優れており戦闘中に動きを止めることが無いと言われ、秘蜜武器「ローヤルマイスター」を二刀流で使いこなす。

### タイタモン
- 英名:Titamon / 世代:究極体 / タイプ(種族):神人型 / 属性:ウィルス
- 必殺技:魂魄芯撃（こんぱくしんげき）、幻刃無痕（げんじんむこん） / 得意技:呼応冥軍（こおうめいぐん）

ゲーム『デジモンワールド リ:デジタイズ デコード』で初登場。
オーガモンの究極体。オリンポス十二神族とデジタルワールドの支配権を巡る戦いで敗れ去ったデジモンたちの怨念が集まった結果、誕生したデジモンで、大きな腕には倒した敵から奪った力のデータである大量の頭蓋骨が敷き詰められている。
その力は恨み募ったオリンポス十二神族にも匹敵しており、さらに不死の軍団を大量に召喚できることから「一人師団」という異名で呼ばれて恐れられ、オリンポス十二神族の首を求めて戦場を駆けている。愛用の武器である「斬神刀（ざんじんとう）」は、スカルグレイモンの骨から削り出した骨刀で、刀に籠もる怨念が低い唸り声を上げる。
元々はオリンポス十二神族の一体であるバッカスモンの初期案でもあったが、オーガモンと被さるのは変であるということから、「オーガモンの究極体」に設定が絞られたという逸話がある。

### ダイブモン
- 英名:Divenmon / 世代:完全体 / タイプ(種族):水棲型 / 属性:データ
- 必殺技:フィレットブレード、リップルエッジ、リキッドヴェール / 得意技:

『バイタルブレス デジタルモンスター』のDimカード「インパルスシティ」で初登場。
水泳選手のフォームを検証するデータから誕生した鮫の人魚のような姿のデジモンで、頭部はシュモクザメに似たものになっている。
遊泳速度は水棲型デジモンの中でもトップクラスとされ、合計で四つある目は水中の獲物を決して見逃さず、体の鋭いヒレや高圧水流の刃で攻撃する。
一方で、その凶暴そうな外見とは裏腹に常に美しい泳ぎを追求しているフェアプレイ精神の持ち主であるとも言われている。
水中では下半身は尾ビレ状になっているが、陸上においては二足での活動が可能であり、その際には全身を水の鎧で覆うことで水中と変わらない能力を発揮する。
『バイタルブレス デジタルモンスター』の専用アプリ『デジタルモンスター バイタルブレスラボ』にてデータおよび詳細設定が判明し、2021年4月2日にデジモンウェブのデジモン図鑑に追加された。

### ダイペンモン
- 英名:Daipenmon / 世代:ハイブリッド体（『バイタルブレス デジタルモンスター』では完全体） / タイプ(種族):サイボーグ型 / 属性:ヴァリアブル
- 必殺技:イチゴデス / 得意技:ブルーハワイデス

『ディースキャナ』で初登場。
氷のダブルスピリットエボリューションにあたるが、チャックモンとブリザーモンの身体的特徴は見られない。巨大な氷塊でえる「カキカキクン」を装備する。
アニメ『デジモンクロスウォーズ』に登場。氷のスピリットの融合形態という設定は使われず、強力かつ凶暴なデジモンという扱いだった。
アニメ『デジモンアドベンチャー:』にも登場。こちらでは善良な心を持つ設定になっている。

### タイラントカブテリモン
- 英名:TyrantKabuterimon / 世代:究極体 / タイプ(種族):昆虫型 / 属性:ウィルス
- 必殺技:シャインオブビー / 得意技:

『デジモンアクセル』で初登場。
コカブテリモンの究極体。あらゆる昆虫型デジモンを支配する蟲の王でアンダーフォレストに生息する。ヘラクルカブテリモンより偉大にしてグランディスクワガーモンより残忍な性格とされ、他の虫型デジモンを操るため、姿を現すことは少ない。

### タオモン
- 英名:Taomon / 世代:完全体 / タイプ(種族):魔人型 / 属性:データ
- 必殺技:梵筆閃（ぼんひつせん） / 得意技:狐封札（こふうさつ）、塵染、オン

レナモンの完全体。陰陽道に精通しており呪術を得意とする。
武器の扱いにも精通しており体中に暗器を隠している。
名前の由来は「道」の中国語読み。
アニメ『デジモンテイマーズ』では牧野留姫のパートナーデジモンであるレナモンの完全体として登場。
ゲーム『デジモンワールド -next 0rder-』で登場。声は浪川大輔。

#### タオモン（銀）
- 英名:Taomon（Silver） / 世代:完全体 / タイプ(種族):魔人型 / 属性:ワクチン
- 必殺技:梵筆閃（ぼんひつせん） / 得意技:狐封札（こふうさつ）

銀色の衣を纏ったタオモン。ワクチン種になっている。

### タクティモン
- 英名:Tactimon / 世代:究極体（クロスウォーズ） / タイプ(種族):魔人型 / 属性:データ
- 必殺技:壱の太刀、弐の太刀、参の太刀、星割り、死の太刀（アニメ『デジモンクロスウォーズ』のみ）、悟の太刀「五稜郭」、無の太刀「六道輪廻」、天守閣、地鎚閣（漫画『デジモンクロスウォーズ』のみ） / 得意技:タネガシマ、鬼神突

アニメおよび漫画 『デジモンクロスウォーズ』で初登場。
星をも斬り裂くと言われる巨大な妖刀「蛇鉄封神丸」を持つ鎧武者および武人のような姿をした魔人型デジモン。この刀は鞘から抜かずとも、一度大地を突けば地震を引き起こし、二度突けば百の亡者を呼び覚まし、三度突けば強力な衝撃波を解き放つと共に周囲の地面を瓦解させると言われている。
これほどの威力を秘めた蛇鉄封神丸は誰にでも扱える剣ではなく、それだけでも実力の深さがうかがい知れており、武人としての実力もさることながら、「知謀、泉が如く湧くがごとし」（この言葉はグラビモンも評されているが、「知謀、湧くが如し」となっている）と言われるほど計略と戦略に長けており、その真の実力は腕力ではなく優れた策略性と知謀そのものであり、軍団を率いて戦場に立った時点で「戦う前に勝敗は決している」と評されており、様々に張り巡らされた計略により既に絶対的な有利さが保証されている。
アニメ（第1期のみ）および漫画『デジモンクロスウォーズ』では主人公と敵対するバグラ軍の幹部である三元士の一人として登場。アニメ版の声は島田敏（日本語版）、カーク・ソーントン（英語版）。

### ダゴモン
- 英名:Dragomon / 世代:完全体 / タイプ(種族):水棲獣人型 / 属性:ウィルス
- 必殺技:フォービトゥントライデント / 得意技:

『デジモンペンデュラム2』で初登場。
船の方向を狂わせるコンピュータウイルスから誕生した海底の破戒僧の異名を持つ邪神型デジモン。モデルはクトゥルフ神話の父なるダゴン。手足のように見えるのは無数の触手を束ねたもので解き放った真の姿を見たものは生きて帰れないと言われている。
アニメ『デジモンアドベンチャー02』、『デジモンクロスウォーズ～時を駆ける少年ハンターたち～』に登場。後者では声は飯塚昭三が担当し台詞が出た。

### タスクモン
- 英名:Tuskmon / 世代:成熟期 / タイプ(種族):恐竜型 / 属性:ウィルス
- 必殺技:パンツァーナックル / 得意技:

『デジタルモンスターVer.5』で初登場。
緑色の体と背中から伸びる湾曲した二本の角が特徴の恐竜型デジモン。目の前のものを破壊して突き進んでいく所からパンツァー（戦車）デジモンと呼ばれており、肩の星マークは100体撃墜するごとに増えていく。
必殺技は力任せの強烈なストレートパンチ。「パンツァーナックル」。
アニメ『デジモンテイマーズ』では第6話で他のデジモンと混じって牧野留姫を自分のテイマーにしようとし、デジモンクィーンに異名を取る彼女の前に現れたデジモンの群れとしてシルエットとして登場（右側のビジョンにおり、他にはギザモン、アクィラモン、デスメラモン、アポカリモンが映っていた）。
ゲーム「デジモンサヴァイブ」ではアグモンの進化系として登場した。

### ダスクモン
- 英名:Duskmon / 世代:ハイブリッド体（成熟期相当） / タイプ(種族):魔人型 / 属性:ヴァリアブル
- 必殺技:ガイストアーベント、エアオーベルング、ゲデヒトニスシュトェールング（アニメ『デジモンフロンティア』のみ）、ブルートストライク、ゴーストムーブ、デスゲーズ、エアオーベルングストーム（ゲーム『デジモンバトルフロンティア』のみ）、ケイオスフィールド、ネガ・ケイブ（『デジタルモンスターカードゲーム』のみ） / 得意技:

『ディースキャナ』で初登場。
闇のヒューマンスピリット（悪）で誕生した闘士。両腕に「ブルートエヴォルツィオン」と呼ばれる二振りの妖刀を持った魔人型デジモン。「闇の魔闘士」の異名を持ち、デジモンの無念が集まり闇のエネルギーと化した状態で、真の邪悪は三つ首と七つの目玉に封じ込められていると言われている。
アニメ『デジモンフロンティア』で登場。木村輝一が敵だった時はこのデジモンに進化したが、輝一が解放されるとこの闇のスピリットはレーベモンとなる。声は鈴村健一。
漫画『デジモンクロスウォーズ』では第9話から第10話で登場。この時は公式イラストやアニメ『フロンティア』とは違い、兜で顔を隠しているため人の顔は見せていない。
必殺技
ケイオスフィールド
『デジタルモンスターカードゲーム』オリジナル。ヴォルフモンとの合体技。ヴォルフモンと共に生み出す光とダスクモンが生み出す闇が一体となり脱出不能の混沌を作り出す。
ネガ・ケイブ
『デジタルモンスターカードゲーム』オリジナル。ギガスモンとの合体技。

### タネモン
- 英名:Tanemon / 世代:幼年期II / タイプ(種族):球根型 / 属性:
- 必殺技:粘着性の泡 / 得意技:

『デジタルモンスターVer.4』で初登場。
ユラモンが地上に舞い降り成長した姿。臆病な性格で、敵の存在に気がつくと足で穴を掘ってカラダを地面の中に埋めて植物のふりをしてしまうが時折草食デジモンに食われそうになってしまうらしい。
アニメ『デジモンアドベンチャー』では太刀川ミミのパートナーデジモンであるパルモンの幼年期として登場。『デジモンフロンティア』では土から大量のタネモンが出てくるシーンが多く見られる。

### ダメモン
- 英名:Damemon / 世代:成熟期（クロスウォーズ） / タイプ(種族):突然変異型 / 属性:ウィルス
- 必殺技:ブンブン拳、ガンバルカン、ブー・スト・アタック / 得意技:

アニメ『デジモンクロスウォーズ』で初登場。
デジタルワールドのデータのクズがデタラメに集まって生まれたデジモンで、空気を読まずにすぐダメ出ししてくる性質を持つ。後頭部の「チューチュートレイ」と呼ばれる場所に居座っているチューチューモンという小型デジモンが操ることでようやく一人前と言われている。
しかし、これは世を忍ぶ仮の姿であり、その正体は高い実力を持つ強豪デジモンのツワーモンである。
アニメおよび漫画『デジモンクロスウォーズ』で登場。アニメ版第2期および第3期では天野ユウのパートナーデジモンとして活躍した。声は菊池正美（日本語版）、マイケル・ソリッチ（英語版）。

### ダルクモン
- 英名:Darcmon / 世代:成熟期 / タイプ(種族):天使型 / 属性:ワクチン
- 必殺技:バテーム・デ・アムール / 得意技:

映画『デジモンフロンティア 古代デジモン（オニスモン）復活!!』で初登場。
ジャンヌ・ダルクをモデルにした天使型デジモン。四枚の羽を持つ。別名“戦場の女神”と呼ばれ、天使群の中で常に先頭に立って戦う切り込み隊長とされる。「ラ・ピュセル」という2本の剣を装備している。
映画『デジモンフロンティア』で初登場。声は上原多香子。
アニメ『デジモンゴーストゲーム』では第35話で登場。声は斎賀みつき。

### タンクドラモン
- 英名:Tankdramon / 世代:完全体 / タイプ(種族):マシーン型 / 属性:ウィルス
- 必殺技:ストライバーキャノン / 得意技:

『デジモンペンデュラムエックス』で初登場。
コマンドラモンの完全体で「D-ブリガード」に所属するマシーン型デジモン。数十体の標的を同時にマークし、さらにそのデータを友軍で共有しているため、一度狙われると逃げるのは困難。生存率も極めて高い。
『ウルトラセブン』の恐竜戦車を思わせるデザインをしている。

### タンクモン
- 英名:Tankmon / 世代:成熟期 / タイプ(種族):サイボーグ型 / 属性:データ
- 必殺技:ハイパーキャノン / 得意技:

『デジモンペンデュラム5』で初登場。
戦車のような姿をしたサイボーグ型デジモン。自分の得になるなら善にでも悪にでも味方する傭兵デジモンで、強力な火力を誇る。

### ダンデビモン
- 英名:Dandevimon / 世代:究極体 / タイプ(種族):堕天使型 / 属性:ウィルス
- 必殺技:デストロイクロウ、アルティメットフレア、マイアスピウ / 得意技:

アニメ『デジモンアドベンチャー:』で初登場。
マイナスのデータを限界まで取り込み究極体となったデビモンの姿で、大きく裂けた口や瞳のない見開かれた眼が特徴。
精神状態が正常と異常の間で揺れ動く非常に不安定なものになっており、一度激怒すれば理性が消えて凄まじい形相で相手に襲い掛かり、そして跡形もなく消去してしまう。
2020年11月16日にデジモンウェブのデジモン図鑑に追加され、詳細設定が判明した。
アニメ『デジモンアドベンチャー:』では第24話で登場。声は置鮎龍太郎。

### ダークスーパースターモン
- 英名:DarkSuperStarmon / 世代:完全体 / タイプ(種族):突然変異型 / 属性:ウィルス
- 必殺技:ダークイクスプロージョン / 得意技:シュバルツネーベル、ダークホール

ブラックホールの観測データから生まれたとされる闇に染まった突然変異型デジモン。夢も希望も持たず、さらに光をサングラスで閉ざしてしまうほど重い過去を背負っているらしい。

### ダークティラノモン
- 英名:DarkTyrannomon / 世代:成熟期 / タイプ(種族):恐竜型 / 属性:ウィルス
- 必殺技:ファイアーブラスト / 得意技:

『デジタルモンスターVer.5』で初登場。
ウイルス感染によって黒く変色し凶暴化したティラノモン。肉体を作るデータがバグを起こして狂暴なデジモンに変化しており、目の前の物全てを敵と見なすようになっている。
アニメ『デジモンアドベンチャー』ではヴァンデモンの手下として登場したが、用済みとして始末される。

#### ダークティラノモン（X抗体）
- 英名:DarkTyrannomon X / 世代:成熟期 / タイプ(種族):恐竜型 / 属性:ウィルス
- 必殺技:ファイアーブラスト、フレイムスナッチ / 得意技:

ダークティラノモンが「X抗体」で変化した姿。X抗体の影響でむしろ冷静さを取り戻しており、強かに戦いを生き抜ける器量を持つようになった。
体内のウイルスを自在に操作して身体を硬質化させてそこから緑色の炎を放つなど力のコントロールもできるようにもなっている。

### ダークドラモン
- 英名:Darkdramon / 世代:究極体 / タイプ(種族):サイボーグ型 / 属性:ウィルス
- 必殺技:ダークロアー、ギガスティックランス / 得意技:

『デジモンアクセル』で初登場。
コマンドラモンの究極体で機械化旅団「D-ブリガード」の最終兵器と目されている。
バンチョーレオモンに敗れたタンクドラモンにダークマターを組み込んで生み出されたが、使用したダークマターの量が多すぎたため制御不能に陥り暴走した。
今でもライバルであるバンチョーレオモンを探して世界中を彷徨っていると言われている。
アニメ『デジモンセイバーズ』では聖（コウキ）と融合したバイオデジモンとして登場。

### ダークナイトモン
- 英名:Dark Knightmon / 世代:完全体（クロスウォーズ） / タイプ(種族):暗黒騎士型 / 属性:ウィルス
- 必殺技:ツインスピア、トリーズン・ヴォーテクス（漫画『デジモンクロスウォーズ』のみ） / 得意技:ショルダーブレード、アンデッドソルジャー

アニメおよび漫画『デジモンクロスウォーズ』で初登場。
スカルナイトモンとデッドリーアックスモンがデジクロスした暗黒騎士型デジモン。スカルナイトモンの知力とデッドリーアックスモンの戦闘能力を併せ持っており、このデジモンに真正面から戦って勝てるデジモンは少ないと言われている。それほどの実力を持ちながらも勝つためには如何なる手段も選ばず、時には仲間をも平気で裏切る冷酷なデジモンでもある。
2011年1月28日にデジモンウェブのデジモン図鑑に追加され、詳細設定が判明し、さらに2020年10月2日に世代・属性が判明した。
アニメおよび漫画『デジモンクロスウォーズ』では天野ネネ率いる黒の軍（トワイライト）の主力戦士として登場し、アニメ版では後に第2期でバグラ軍に加入した。アニメ版の声は小杉十郎太（日本語版。スカルナイトモンも兼任）、カーク・ソーントン（英語版。デッドリーアックスモンも兼任）。
アニメ『デジモンアドベンチャー:』ではスカルナイトモンが超進化した姿として登場（そのためデッドリーアックスモンは登場していないが、武器としては登場している）。声はスカルナイトモンと同じく園崎未恵（声は加工されている）。
アニメ『デジモンゴーストゲーム』では第51話で登場。声は三宅健太。
アニメ『デジモンクロスウォーズ』と『デジモンアドベンチャー:』では最後は倒されているが、漫画『デジモンクロスウォーズ』とアニメ『デジモンゴーストゲーム』では生存している。
なお、目はアニメおよび漫画『デジモンクロスウォーズ』やアニメ『デジモンアドベンチャー:』では黄色いが、公式イラストや『デジモンジントリックス』やアニメ『デジモンゴーストゲーム』では黒塗りになっている。
得意技
アンデッドソルジャー
アニメ『デジモンアドベンチャー:』で使用。死んだデジモンを蘇生させる技。
必殺技
トリーズン・ヴォーテクス
漫画『デジモンクロスウォーズ』オリジナル。第10話で使用。自身の全身を覆うように黒い渦を生み出す技。

#### ダークナイトモン（X抗体）
- 英名:Dark Knightmon X / 世代:究極体 / タイプ(種族):暗黒騎士型 / 属性:ウィルス
- 必殺技:クルーエルトルネード、デッドリーブレイクロスト / 得意技:アンデッドソルジャー

ダークナイトモンが「X抗体」によって変化を遂げた姿で、通常体には無かった世代と属性が設定されている（通常体は2020年10月2日に判明した）。
究極体相当の存在へと進化しており、装備するツインスピアは「ヴォルテックスピア」となり、それをショルダーブレードと組み合わせた「サイクロンデスサイズ」を武器とする。戦闘能力だけでなく内に秘める野心と欲望も増幅・肥大化しており、世界のみならず七大魔王の座も狙うようになった。
2019年6月26日にデジモンウェブのデジモン図鑑に追加され、詳細設定が判明した。

### ダークネスバグラモン
- 英名:MegaDarknessBagramon / 世代:究極体（クロスウォーズ） / タイプ(種族):合成型 / 属性:ウィルス
- 必殺技:ゴッドオブデススナッチャー、バルフィアイズ、エターナルダークメア / 得意技:

アニメ『デジモンクロスウォーズ～悪のデスジェネラルと七つの王国～』でラスボスとして初登場。
バグラモンとダークナイトモンがデジクロスした姿で、強力な暗黒騎士と魔王の両方の力を持つ最強の皇帝となった。その体からは悪の力である「インペリウムビシャス」と呼ばれる波動を放ち、この波動で並の悪性デジモンを瞬く間に従え、抗おうとした者も胸にあるダークナイトモンの眼に睨まれれば自我を保つのは困難と言われている。全ての善を滅ぼして悪だけが存在する全てが自分の意のままとなる世界を作り出すため、使えそうなデジモンを次々と手駒として取り込むことで己の軍団を増強しながら決起の時を待っている。
2011年10月21日にデジモンウェブのデジモン図鑑に追加され、詳細設定が判明し、さらに2020年10月2日に世代・属性が判明した。
アニメ『デジモンクロスウォーズ～悪のデスジェネラルと七つの王国～』ではラスボスとして登場し、クロスハートと激闘を繰り広げた。声は草尾毅（日本語版）、ニール・キャプラン（英語版）。
必殺技
バルフィアイズ
アニメ『デジモンクロスウォーズ～悪のデスジェネラルと七つの王国～』では第24話（通算第54話、第2期最終話）で使用（ただし、技の表記は無い）。この時は着弾すると怨念のような青い炎が発生し敵味方のデジモンを巻き込む巨大な火災旋風を発生する技になっている。
エターナルダークメア
アニメ『デジモンクロスウォーズ～悪のデスジェネラルと七つの王国～』では第23話（通算第53話）で使用。

### ダークボリューモン
- 英名:DarkVoluemon / 世代: / タイプ(種族): / 属性:
- 必殺技: / 得意技:

アニメ『デジモンクロスウォーズ～悪のデスジェネラルと七つの王国～』に登場したオリジナルキャラクター。
バリスタモンのかつての姿で、クワガタムシのような頭部を持つ。声は草尾毅（日本語版）、カイル・エベール（英語版）。

### ダークメイルドラモン
- 英名:DarkMaildramon / 世代:成熟期 / タイプ(種族):サイボーグ型 / 属性:ウィルス
- 必殺技:ダークウィング / 得意技:

アニメ『デジモンアドベンチャー:』で初登場。
ナイトモンの従者であり奇跡の力を受けたメイルドラモンが正義を捨て悪に正しさを見出した姿。クロンデジゾイド製の装甲は闇色に染まり、主人であるナイトモンにも闇の心を求める。強い悪の心を持つナイトモンであれば従順に懐くが、良心の欠片でも感じ取れば主人といえどもその巨体で圧殺してしまう。
2020年10月26日にデジモンウェブのデジモン図鑑に追加され、詳細設定が判明した。
アニメ『デジモンアドベンチャー:』ではスカルナイトモン（ダークナイトモン）の配下デジモンとして登場。

### ダークリザモン
- 英名:DarkLizardmon / 世代:成熟期 / タイプ(種族):邪竜型 / 属性:ウィルス
- 必殺技:ドレッドファイア / 得意技:

ゲーム『デジモンワールド』で初登場。
ウィルス種に目覚めたフレアリザモンの亜種。黒い炎を身に纏い金の兜をかぶる。クールに生きる闇のデジモンとされる。

### ターゲットモン
- 英名:Targetmon / 世代:成熟期 / タイプ(種族):パペット型 / 属性:ウィルス
- 必殺技:ハグハグスニーカー / 得意技:トンガリヘッド、アンニャセレナーデ

超広角で超高解像度の“ヤリマスグラサン”（ブレ補正付き）を装着し、狙った獲物を確実にロックオンして逃さないパペット型デジモン。なぜか両腕にスニーカーを装備しており、それを使って相手に屈辱的な攻撃を加える。

## ち

### チィリンモン
- 英名:Chirinmon / 世代:完全体 / タイプ(種族):聖獣型 / 属性:ワクチン
- 必殺技:疾風天翔剣（しっぷうてんしょうけん）、迅速の心得（じんそくのこころえ） / 得意技:改心の波動

『デジモンアクセル』で初登場。
雷鳴を纏いながら雲海を駆け抜けるデジタルワールド創成期のころに誕生した聖獣型デジモン。究極体とほぼ同等の力を持っていると云われるが、争いは好まない性格。しかし無益な殺生を行う者には容赦なく鉄槌を食らわす。
名前は麒麟の中国語読みを由来にしている。
アニメ『デジモンセイバーズ』ではDATSの隊長である薩摩廉太郎のパートナーデジモンであるクダモンの完全体として第27話で登場。声は葛城七穂（日本語版）、サム・リーゲル（英語版）。なお、声優は日本語版では女性が担当していたが、英語版では男性が担当している。
ゲーム『デジモンリアライズ』では小日向真由（声 - 田中美海）のパートナーデジモンであるクダモンの完全体として登場。声は伊瀬茉莉也。

### チクリモン
- 英名:Chikurimon / 世代:成長期（クロスウォーズ） / タイプ(種族):機雷型 / 属性:ウィルス
- 必殺技:ファイナルチクリモン、コンペートーハンマー / 得意技:

機雷のように水中を浮遊しているデジモンで、基本的には動かずにじっとその場にとどまっているが、不用意に近づいたものを攻撃し、さらに触れると爆発する性質を持つ。気温が30度を超える夏場には水辺に大量発生することもあり、その水場に近づいたデジモンたちが被害を被る事態が度々発生する。

### チコモン
- 英名:Chicomon / 世代:幼年期I / タイプ(種族):スライム型 / 属性:
- 必殺技: / 得意技:

ブイモンの幼年期。小さくて青い色をした幼竜型デジモン。多様な竜型デジモンに進化する可能性を秘めている。

### チッチモン
- 英名:Chicchimon / 世代:幼年期II / タイプ(種族): / 属性:
- 必殺技:酸の泡、プチホーリーフレア / 得意技:

ゲーム『デジモンストーリー サンバースト&ムーンライト』で初登場。
ヒヨコの姿をした小型デジモン。今はまだ力も弱く実戦には不向きだが幼年期でありながら既にその素質は進化後の将来の姿を予感させる。

### チビカメモン
- 英名:ChibiTortomon / 世代: / タイプ(種族):サイボーグ型 / 属性:
- 必殺技:ポインタ・アロー、メットタックル / 得意技:コーラガード

アニメ『デジモンクロスウォーズ』で初登場。
体の一回り小さいカメモンの亜種。ヘルメットが完全に目を覆っていないため、表情豊かである。声は白石涼子（日本語版）、シンディ・ロビンソン（英語版）。

### チビキウイモン
- 英名: / 世代: / タイプ(種族): / 属性:
- 必殺技: / 得意技:

キウイモンと行動を共にするデジモン。キウイモンの必殺技であるリトルペッカーの弾でもある。
アニメではリトルペッカーが相殺されたり、回避されても爆死している悲惨なデジモンである。

### チビックモン
- 英名:Chibickmon / 世代:幼年期I（クロスウォーズ） / タイプ(種族):スライム型 / 属性:
- 必殺技:チンチクリンリン、プチシュガープラム / 得意技:

アニメおよび漫画『デジモンクロスウォーズ』で初登場。
非常に人懐っこく、いつも一生懸命なデジモン。誰かのマネや手伝いが好きであり、誰かが何かの作業をしていると大量に現れて作業を手伝ってくれる。しかし、その作業を理解しているわけでは無いので、はっきり言って邪魔になることの方が多く、泣き虫で怒るとすぐ泣き出すので鬱陶しい。いつかスターモンズの仲間として認められるのが夢である。
アニメおよび漫画『デジモンクロスウォーズ』では主人公である工藤タイキ率いるクロスハートの仲間であるスターモンズの一員として登場。アニメ版ではスターモンと合体してスターソードやスターアックスに変形する。
アニメ『デジモンアドベンチャー:』では第38話、第61話、第67話（最終話）で登場（『クロスウォーズ』の個体とは別個体）。

### チビモン
- 英名:Chibimon / 世代:幼年期II / タイプ(種族):幼竜型 / 属性:
- 必殺技:ホップアタック / 得意技:

ブイモンの幼年期。幼年期にしては珍しく手足を備えている。食べることと寝ることが好きだが、活動時には両足でぴょんぴょんと跳ねるように動き回る。

### チャックモン
- 英名:Kumamon（Digimon） / 世代:ハイブリッド体（成熟期相当） / タイプ(種族):獣人型 / 属性:ヴァリアブル
- 必殺技:スノーボンバー / 得意技:ツララララ～、カチカチコッチン

『ディースキャナ』で初登場。
氷のヒューマンスピリットから誕生した闘士。白熊のような獣人型デジモンでポーラー軍の軍曹とされる。「氷の戦闘士」の異名を持ち、足についたスキーで雪上を自由自在に駆け回り、ロメオというランチャーから雪玉を発射する。
アニメ『デジモンフロンティア』では氷見友樹がヒューマンスピリットを使って進化するデジモンとして登場。声はアニメ『デジモンクロスウォーズ～時を駆ける少年ハンターたち～』でガムドラモン（アレスタードラモン）を担当した渡辺久美子。
得意技
ツララララ～
体を溶かし、ツララ状に変形させる。
カチカチコッチン
敵をカチカチに凍らせる息を吐き出す。
必殺技
スノーボンバー
ロメオから超氷結の雪玉を撃ち出す。

### チャツラモン
- 英名:Caturamon / 世代:完全体 / タイプ(種族):聖獣型 / 属性:データ
- 必殺技:シュヴァボージャナ / 得意技:宝鎚（パオツェイ）

バイフーモンに仕える十二神将で戌にあたる。狛犬のような姿をしている。
物事をはっきりさせないと気がすまない性格で十二神将の議長役を務めている。
アニメ『デジモンテイマーズ』に登場。

### チャップモン
- 英名:Chapmon / 世代:幼年期II / タイプ(種族):レッサー型 / 属性:
- 必殺技:フォームシャワー / 得意技:

河童とおたまじゃくを足したような姿のデジモン。ほぼ1日中水面で生活しており、睡眠時も顔だけ水面に出して寝る。周囲の動きにとても敏感。

### チューモン
- 英名:Chuumon / 世代:成長期 / タイプ(種族):獣型 / 属性:ウィルス
- 必殺技:チーズ爆弾 / 得意技:

常にスカモンと行動を共にする獣型デジモン。かつてトラップにかかったところを助けられたことがあり、以後スカモンと行動を共にして悪知恵を吹き込んでいる。
アニメ『デジモンアドベンチャー』にもスカモンとコンビで登場しており、テーマソングもある。
アニメ『デジモンフロンティア』では第11話にて占い師の村の住民として登場（後ろ姿のみ）。

### チューチューモン
- 英名:Tyutyumon / 世代:成長期（クロスウォーズ） / タイプ(種族):獣型 / 属性:ウィルス
- 必殺技:チューチュー・ツイッター / 得意技:

アニメ『デジモンクロスウォーズ』で初登場。
頭の切れる小型デジモンで、常にダメモン（ツワーモン）にくっついている。こう見えて非常に知性が高く、このデジモンの練る戦略にかかればどんな弱いデジモンも勝つことが出来るという。しかし、勝利を得るためにはいかなる手段を選ばない打算的な性格でもあり、その策略の下にどんなデジモンの仲間にもなれば、時に平気で裏切ることもある。
アニメ（第2期『悪のデスジェネラルと七つの王国』まで）および漫画『デジモンクロスウォーズ』ではダークナイトモン率いるトワイライトの一員として登場。アニメ版の声は赤羽根健治（日本語版）。
アニメ『デジモンアドベンチャー:』では第51話で2体登場。本作品では善良なデジモンとして描かれた。

### チョ・ハッカイモン
- 英名:Cho・Hakkaimon / 世代:完全体 / タイプ(種族):パペット型 / 属性:データ
- 必殺技:強振砲舞乱（きょうしんホームラン） / 得意技:打々々魅飲血（だだだみんち）、豚ノ丸焼（ぶたのまるやき）

豚を模した鎧を羽織り、手には「炉傑塔釘鈀（ロケットテイハ）」と呼ばれるハンマーを装備した女性のようなデジモン。
かつてはオファニモンに仕えた天使型デジモンだったが悪事を働いたために天界を追放され、今のような姿に変えられたという過去を持つ。
明るく楽天的な性格だが、空腹になると途端に手がつけられないほど攻撃的な性格に変わってしまうためそれを改善するために旅をしている。
アニメ『デジモンクロスウォーズ～時を駆ける少年ハンターたち～』では洲崎アイルのパートナーデジモンであるオポッサモンが超進化した姿として登場。声は白石涼子。

### チョコモン
- 英名:Chocomon / 世代:幼年期I / タイプ(種族):レッサー型 / 属性:
- 必殺技: / 得意技:

ロップモンの幼年期。グミモンととても仲が良く、いつも一緒にいるが、グミモンとは正反対のおとなしい性格をしている。

### チョロモン
- 英名:MetalKoromon / 世代:幼年期II / タイプ(種族):マシーン型 / 属性:
- 必殺技:ジャミングパウダー / 得意技:

『デジモンペンデュラム5』で初登場。
光センサーになっている赤い目を持つデジモン。光に反応して動くデジモンなので暗闇だと活動できなくなる。

## つ

### ツカイモン
- 英名:Tsukaimon / 世代:成長期 / タイプ(種族):哺乳類型 / 属性:ウィルス
- 必殺技:バッドメッセージ / 得意技:パープルスモッグ、フレンドリーファイア

ゲーム『デジモンワールド』で初登場。
負の属性を持つパタモンの亜種。パタモンとはまるで正反対の性格でケンカが好き。デビモンなどの使い魔をしている。

### ツチダルモン
- 英名:Chuchidarumon / 世代:成熟期 / タイプ(種族):突然変異型（初期のみ「鉱物型」） / 属性:データ
- 必殺技:ピースオブアース / 得意技:

ゲーム『デジモンワールド』で初登場。
土の属性を持つユキダルモンの亜種。戦いは好まないが、いざという時には凄まじいパワーを出す。見た目に寄らず俊敏。

### ツノモン
- 英名:Tsunomon / 世代:幼年期II / タイプ(種族):レッサー型 / 属性:
- 必殺技:酸の泡 / 得意技:

『デジタルモンスターVer.2』で初登場した幼年期。
頭に生やした大きな角はプニモン期の三本の触手のうちの一本が硬質化したもの。やんちゃでイタズラ好きな性格をしている。ここから角のデータを残してガブモンへ、毛皮のデータを残してエレキモンへと進化する。
アニメ『デジモンアドベンチャー』では、石田ヤマトのパートナーデジモンであるガブモンの幼年期として登場。

### ツブモン
- 英名:Tsubumon / 世代:幼年期I / タイプ(種族):スライム型 / 属性:
- 必殺技: / 得意技:

『D-3』で初登場。
アルマジモンの幼年期。風に乗って野菜のフワフワと浮かんだり、水の上をぴょんぴょん跳ねながら移動する。
アニメ『デジモンテイマーズ』では第6話で他のデジモンと混じって牧野留姫を自分のテイマーにしようとし、デジモンクィーンに異名を取る彼女の前に現れたデジモンの群れとしてシルエットとして登場（左側のビジョンにおり、他にはマミーモン（『デジモンアドベンチャー02』で見せた人間態の姿で、本来のデジモンとしての姿は見せていない）、ハヌモン、バクモン、ファントモンが映っていた）。

### ツメモン
- 英名:Tsumemon / 世代:幼年期II / タイプ(種族):種族不明 / 属性:不明
- 必殺技:ネイルスクラッチ / 得意技:

クラモンが進化した姿。人間の足のような姿をしている。クラモンの時より目が赤くこれは闘争本能がでてきた証とも言われている。高速で動き回りながらデータを破壊しまくる。

### ツワーモン
- 英名:Tuwarmon / 世代:成熟期（クロスウォーズ） / タイプ(種族):突然変異型 / 属性:ウィルス
- 必殺技:マンティスダンス、スモーキンブギ、デジ忍法・星嵐（アニメ『デジモンクロスウォーズ～時を駆ける少年ハンターたち～』のみ） / 得意技:デジ忍法・隠者復活、デジ忍法・変わり身の術、忍法 風神波、デジ忍法・クモ縛り、デジ忍法・風呂敷包み、デジ忍法・かわし身の術（アニメ『デジモンクロスウォーズ』のみ）

アニメ『デジモンクロスウォーズ』で初登場。
ダメモンの真の姿であり、あえて愚者を演じることで相手の油断を誘いそのまま標的を抹殺する忍者のようなデジモン。ダメモン時には蜷局巻状だった外装は展開すると「噴噴（ぷんぷん）アーマー」と呼ばれるブースターとなり、ツワーモンの機動性を飛躍的にアップさせる。他にも「マンティスアーム」と呼ばれる二本の鎌型武器を持っており、この武器を電磁鎖でつなげて鎌ヌンチャク、二本を合体させて長い柄のポールアーム、投げつけて鎌のブーメランと、状況に合わせて変化させることで変幻自在の攻撃を駆使できる。
アニメおよび漫画『デジモンクロスウォーズ』ではダークナイトモンの直属の部下として登場する。アニメ版の声は菊池正美（日本語版）、リチャード・エプカー（英語版）。アニメ版第3期では天野ユウのパートナーデジモンであるダメモンが超進化した姿になる。当初は英語交じりの口調で話していたが、第2期以降からは侍口調で話すことが多くなった。
アニメ『クロスウォーズ』第3期ではチューチューモンを失っている状態を披露している。
得意技
全てアニメ『デジモンクロスウォーズ』オリジナル。
デジ忍法・隠者復活
第2期第7話（通算第37話）で使用。札を貼り付けることによって封印したデジモンを復活させることができるが、特定の場所でしか使用できない。
デジ忍法・変わり身の術
第3期第5話（通算第59話）で使用。「デジ忍法」と技名がついているが、技自体はかかしと入れ替わるという普通の変わり身と変わらないように見える。
忍法 風神波
第3期第5話（通算第59話）で使用。両手を振るい突風を発生させる技。
デジ忍法・クモ縛り
第3期第8話（通算第62話）で使用。手から電磁糸のようなものを蜘蛛の巣状に放出して相手を捕える技。
デジ忍法・風呂敷包み
第3期第14話（通算第68話）で使用。罠として使用した技で、相手を風呂敷で包んで捕獲することができる。
デジ忍法・かわし身の術
第3期第14話（通算第68話）で使用。素早く動くことによって相手の攻撃を回避する技。
必殺技
デジ忍法・星嵐
アニメ『デジモンクロスウォーズ～時を駆ける少年ハンターたち～』オリジナル。第24話（通算第78話）でスーパースターモンとデジクロスし、クロスアップした際に使用。無数の小さな星型手裏剣を放つ。

## て

### ディアトリモン
- 英名:Diatrymon / 世代:成熟期 / タイプ(種族):古代鳥型 / 属性:ワクチン
- 必殺技:メガダッシュインパクト / 得意技:

『デジモンアクセル』で初登場。
ファルコモンの成熟期。金属でできた羽毛と強靭な脚力を持つ翼竜に似た始祖鳥のような姿をした古代鳥型デジモン。翼があるが飛ぶことはできず、その代わりに時速200キロで疾走することが可能。非常に凶暴でもある。

### ディアナモン
- 英名:Dianamon / 世代:究極体 / タイプ(種族):神人型 / 属性:データ
- 必殺技:クレセントハーケン、アロー・オブ・アルテミス、グッドナイト・ムーン / 得意技:

ゲーム『デジモンストーリー ムーンライト』で初登場。
ルナモンの究極体で、クレシェモンが進化した姿。オリンポス十二神族の一体で、月の表裏のような二面性を持ち、氷と水の力を司るとされ、絶対零度の環境下でも問題なく活動できる。
モデルはローマ神話に登場するディアーナ。
ゲーム『デジモンストーリー ムーンライト』ではパートナーデジモンであるルナモンの究極体として登場。

### ティアルドモン
- 英名:Tialudomon / 世代:成熟期 / タイプ(種族):防具型 / 属性:データ
- 必殺技:フリスビッカー、アサルトクロー / 得意技:

ルドモンの進化体で、頭身が伸び、オオカミの頭のような形状をした青い鎧を纏い、両腕の手甲およびクローもさらに大型化している。
防御力だけでなく機動力が大幅に向上しており、戦場を素早く駆け回ってはそこから逃げ遅れた弱いデジモンを保護するという活動を行っている。
自身の体を盾に変えてそのデジモンに持たせることで敵の攻撃から護り、さらにその攻撃は盾から展開した氷の結界で無力化する。

### ディグモン
- 英名:Digmon / 世代:アーマー体 / タイプ(種族):昆虫型 / 属性:フリー
- 必殺技:ゴールドラッシュ、ビッグクラック / 得意技:

『D-3』で初登場。
アルマジモンが知識のデジメンタルでアーマー進化を遂げた姿。全身にドリルを備えたケラのような昆虫型デジモン。
アニメ『デジモンアドベンチャー02』に登場。『デジモンセイバーズ』では、ドリモゲモンから通常進化する。

### ディノタイガモン
- 英名:Dinotigermon / 世代:究極体 / タイプ(種族):古代獣型 / 属性:データ
- 必殺技:ハイランドファング / 得意技:

『デジモンペンデュラムエックス』で初登場。弱肉強食の戦いに勝ち残ったサーベルレオモンの一部が到達すると言われている形態。
大地の金属成分を体内に取り込んでおり、全身に硬質化されている。極少数の個体のみ進化できる貴重な存在。

### ディノビーモン
- 英名:Dinobeemon / 世代:完全体 / タイプ(種族):突然変異型 / 属性:フリー
- 必殺技:ヘルマスカレード / 得意技:イリタントバズ

『D-3』で初登場。
スティングモンとエクスブイモンのジョグレスで誕生した完全体。「恐ろしい蜂」の通り名を持つ突然変異型デジモン。パイルドラモンと同じく竜と昆虫のキメラだが昆虫の特性の方が強く出ており、非常に凶暴な性格をしている。

### ディノヒューモン
- 英名:Dinohyumon / 世代:成熟期 / タイプ(種族):竜人型 / 属性:データ
- 必殺技:リザードダンス / 得意技:

『デジモンワールド3』で初登場。
コテモンの成熟期。まだ文明が開けていない地に住む竜人型デジモン。戦闘竜族で部族全てが戦士の素質を持っており、「アキナケス」という大剣を装備する。

### ディノレクスモン
- 英名:Dinorexmon / 世代:究極体 / タイプ(種族):恐竜型 / 属性:データ
- 必殺技:スプラッターハンティング、オーガフレイム / 得意技:

『デジモンペンデュラムエックス』で初登場。
体長の半分近くの大きさを持つ鉤爪を武器にしている恐竜型デジモン。「恐怖の王」の異名を持ち、時には同族同士で殺しあう非常に凶悪なデジモンで、そのため常に個体数は少ない。

### ディルビットモン
- 英名:Diarbbitmon / 世代:究極体 / タイプ(種族):獣騎士型 / 属性:ワクチン
- 必殺技:トラスゲイン、ボルジャーグ、バックストラッシュ / 得意技:

『VITAL BRACELET BE』のDimカード「BEMEMORY アンゴラモンDim」で初登場。
アンゴラモンの究極体で、ラモールモンが進化した姿。多くの獣型デジモンが生息する自然豊かな大地を守護する頭脳明晰な獣騎士型デジモン。穏やかな性格で周りのデジモンと触れ合いながら静かに過ごすことを好む。そんな大地を脅かす敵が現れれば2本の愛剣「モラルタ」と「ベガルタ」を抜き素早い動きで敵を撃退する。大地を酷く荒らす者には、普段は紳士的なディルビットモンでも激憤を呼び痕跡すら残さぬまで斬り刻み、その仲間も消滅するまで追い続ける。
無涯の太刀筋で敵に斬りこむ技と2本の魔槍を召喚し自動追尾する技を使い、さらに敵を中心に全方位に高速残像を残しながら斬り刻む技で敵の退路も断つ。
2023年1月8日にデジモンウェブのデジモン図鑑に追加され、詳細設定が判明した。
アニメ『デジモンゴーストゲーム』では月夜野瑠璃のパートナーデジモンであるアンゴラモンの究極体として第58話から登場。声は中井和哉。

### ティロモン
- 英名:Tylomon / 世代:アーマー体（カードゲームでは成熟期、ゲーム『デジモンストーリー サンバースト&ムーンライト』、『バイタルブレス デジタルモンスター』では完全体） / タイプ(種族):海竜型 / 属性:フリー（カードゲームではワクチン種）
- 必殺技:トーピードアタック / 得意技:テラープランクトン、ティルトアンカー、イレイザービロウ、ハイドロウェーブ

『D-3』で初登場。
テイルモンが誠実のデジメンタルでアーマー進化した姿。「深海のジェット機」の異名を持つ。水中でのスピードはメタルシードラモンに匹敵するほどで、縄張の侵入者には容赦なく攻撃してくる。
モデルは白亜紀の海生爬虫類ティロサウルス。

#### ティロモン（X抗体）
- 英名:Tylomon X / 世代:成熟期 / タイプ(種族):海竜型 / 属性:ワクチン
- 必殺技:トーピードアタック、シックルストーム / 得意技:テラープランクトン

「X抗体」を得てX-進化したティロモン。水中での戦闘により適したフォルムへと変化しており、さらに各部に備わった武器にもなる鋭利なフィンによって直線上のスピードを落すことなく、水中において高速で立体的かつ縦横無尽に旋回できる能力を得ている。

### ティンカーモン
- 英名:Tinkermon / 世代:成長期 / タイプ(種族):妖精型 / 属性:ウィルス
- 必殺技:ピーターモンシンドローム / 得意技:スピードナイトメア、ナイトメアパンデミック、フェアリーパウダー

常にピーターモンに寄り添い、パートナーとして行動する妖精型デジモン。手には蜂の尾のようなネイルアートを施し、返しの着いた槍を装備している。
ピーターモンのことを強く慕っていて彼にかまってもらえることを最上の喜びとしており、彼と一緒にいると常に上機嫌だが、逆に放っておかれると途端に気を悪くする。彼女の感情の変化は羽の動きを見れば分かる。
子供だけの世界「ネバーエヴァーランド」の創造に協力しており、背中の羽からの粉でデジモンを幼年期まで退化させ、それをピーターモンが誘惑しネバーエヴァーランドに連れて行くという。

### デクスドルガモン
- 英名:DexDorugamon / 世代:成熟期 / タイプ(種族):アンデッド型 / 属性:ウィルス
- 必殺技:メタルキャスト / 得意技:

『デジモンペンデュラムエックス1.5』で初登場。
「デジコア」を貪るアンデッド化したドルガモン。死んでも進化のために生き続ける“ドルモンシリーズ”が「X抗体」によって「Drath-X-Evolution」を起こしたとされる。

### デクスドルグレモン
- 英名:DexDoruGreymon / 世代:完全体 / タイプ(種族):アンデッド型 / 属性:ウィルス
- 必殺技:ブラッディーケイブ、メタルメテオ / 得意技:

『デジモンペンデュラムエックス1.5』で初登場。
「デジコア」を求め捕食本能の赴くままに残虐に進化したアンデッド型のドルグレモン。自分が進化し続けるために他者のデジコアを喰らい続ける“デジコアプレデター（電脳核捕食者）”となって彷徨い続けている。

### デクスドルゴラモン
- 英名:DexDorugoramon / 世代:究極体 / タイプ(種族):アンデッド型 / 属性:ウィルス
- 必殺技:メタルインパルス、ドルディーン / 得意技:

『デジモンペンデュラムエックス1.5』で初登場。
他のデジモンの「デジコア」を捕食して生き続けるアンデッド型のドルゴラモン。ただドルモン種に組み込まれたプログラムであった「さらなる進化」を遂げるためだけにデジコアを喰らうとされている。

### デクスモン
- 英名:Dexmon / 世代:究極体 / タイプ(種族):解析不能 / 属性:ウィルス
- 必殺技:プロセス0、プロセスF / 得意技:

『デジモンクロニクル』で初登場。
デクスドルゴラモンから生命データ「ドルモン」を取り除かれた後の姿。デジコアを体内に取り込み、二度と再構築できないように処理するプロセスを永遠に繰り返し続けるため全てのデジモンの敵ともいえる存在。実体は無く、デジコアを失い生物で無くなってもなお活動し続ける。厳密に言うとデジモンではなく、破壊プログラムの1種。単純なプログラムであるがその力は異常であり、オメガモン（X抗体）の「オールデリート」でさえ倒すことは不可能である。

### デジタマモン
- 英名:Digitamamon / 世代:完全体 / タイプ(種族):パーフェクト型 / 属性:データ
- 必殺技:ナイトメアシンドローム、エニグマ / 得意技:

『デジタルモンスターVer.4』で初登場。
全てのデジモンの原点であるデジタマの姿をしたパーフェクト型デジモン。別次元のデータと組み合わせないと進化できないといわれており、そのデジタマそっくりの外骨格は全ての攻撃を無力化させる。なお、成長期であるバクモンと必殺技が同じだが、こちらは完全体相応の威力を持っている。
アニメ『デジモンアドベンチャー』では第23話でレストランの店長として登場。 声は堀川仁（本編）、鶴岡聡（PSPゲーム版）。
アニメ『デジモンアドベンチャー02』では第14話、第36話、第37話、第49話に登場。前作に登場した個体は改心し引き続きレストランを経営している。第36話で登場した別個体（レストランを経営している個体の従兄弟）は中華街にてバクモンと料理店を経営する。声は前作と同じく堀川仁。また、殻の内部には宇宙のような空間が広がっている様子が描かれた。
アニメ『デジモンフロンティア』では第11話では占い師の村の住民として、第17話でアキバマーケットの客として登場。また、第11話では4体（最初のシーンで1体、次のシーンで3体）が登場している（後ろ姿のみ）。
アニメ『デジモンクロスウォーズ～悪のデスジェネラルと七つの王国～』では第10話（通算第40話）でゴールドランドの住民として登場。
アニメ『デジモンゴーストゲーム』では第26話で登場。声は釘宮理恵。
なお、これまでのアニメシリーズでは生存していたが、『ゴーストゲーム』で初めて死亡した個体となった。また、『アドベンチャー』と『アドベンチャー02』では男性が声を担当していたが、『ゴーストゲーム』では女性が声を担当した。

### デストロモン
- 英名:Destromon / 世代:完全体 / タイプ(種族):不明 / 属性:不明
- 必殺技:3連装砲、ジャガーノートブラスト、ロングレンジバスターキャノン / 得意技:

ゲーム『デジモンワールド3』で登場。
謎の組織によって改造された戦艦がデジモン化したもので、世界最強の戦艦とされるデータを取り込んだサイボーグ型デジモン。戦闘用デジモンなどを輸送できる大きさを誇り、襲撃ポイントに到達すれば自らも圧倒的な破壊力で戦いに加わる。
武装は腕の3連装砲、胸から放つ「ジャガーノートブラスト」に背中の「ロングレンジバスターキャノン」と高火力なものばかりで、デストロモンに攻められれば塵すら残らない。
2022年9月9日にデジモンウェブのデジモン図鑑に追加され、詳細設定が判明した。

### デスメラモン
- 英名:SkullMeramon / 世代:完全体 / タイプ(種族):火炎型 / 属性:データ
- 必殺技:ヘヴィーメタルファイヤー / 得意技:

『デジモンペンデュラム3 ナイトメアソルジャーズ』で初登場。
メラモンの進化形態でさらに高温になったため体に纏う炎が青くなっている。その炎は金属も溶かしてしまうほどで戦闘ではその溶かした金属を吐いて攻撃する。
アニメ『デジモンテイマーズ』では第6話で他のデジモンと混じって牧野留姫を自分のテイマーにしようとし、デジモンクィーンに異名を取る彼女の前に現れたデジモンの群れとしてシルエットとして登場（右側のビジョンにおり、他にはギザモン、タスクモン、アクィラモン、アポカリモンが映っていた）。

### デスモン（黒）
- 英名:Ghoulmon（Black） / 世代:究極体 / タイプ(種族):魔王型 / 属性:ウィルス
- 必殺技:デスアロー、エクスプロージョンアイ / 得意技:

デスモンがある時期において変貌した姿。属性はウイルスへと変わり、灰色時に蓄えた力で善なる存在と戦う破壊神。

### デスモン（灰）
- 英名:Ghoulmon（Ash） / 世代:究極体 / タイプ(種族):魔王型 / 属性:データ
- 必殺技:デスアロー、エクスプロージョンアイ / 得意技:

『D-3』で初登場。
元は大天使型デジモンだったが、ダークサイドに堕ちて魔王と化したデジモン。上記のデスモン（黒）の体が黒く染まる前の姿。他の堕天使たちと違い、普段は中立の存在であるが、ある時期が来ると黒く染まり善なる存在と闘う破壊神へと変貌するという。
漫画『デジモンアドベンチャー Vテイマー01』ではジュレイモンとメガドラモンのジョグレス体として登場。

### テスラジェリーモン
- 英名:TeslaJellymon / 世代:成熟期[2] / タイプ(種族):軟体型 / 属性:データ
- 必殺技:フィサリスト、パニッシューネ、ボルスプライト / 得意技:

『バイタルブレス デジタルモンスター』のDimカード「ジェリーモン」で初登場。
頭身が伸び、全体的に大人びた雰囲気となったジェリーモンの成熟期。刺激と快感を求めて金網デスマッチなどの過激な格闘技のデータを吸収したことでこの形態となった。身体能力と運動能力に優れたより格闘に適した肉体を手に入れ、柔軟な体の動きも活かして敵の攻撃を軽々と躱すことができる。繰り出す技は空手やプロレスなどから応用したものが増え、さらに攻撃と同時に放つ電撃の出力も強化されている。
『バイタルブレス デジタルモンスター』の専用アプリ『デジタルモンスター バイタルブレスラボ』にてデータおよび詳細設定が判明し、2021年12月12日にデジモンウェブのデジモン図鑑に追加された。
アニメ『デジモンゴーストゲーム』では東御手洗清司郎のパートナーデジモンであるジェリーモンの成熟期として第10話から登場。声は嶋村侑。

### テッカモン
- 英名:Tekkamon / 世代:完全体 / タイプ(種族):マシーン型 / 属性:ウィルス
- 必殺技:斬電剣 / 得意技:スカルスタンド

ゲーム『デジモンワールド』で初登場。
悪のハッカーがギロモンに対抗すべく造ったデジモン。右手に「斬電剣」を装備している。
『デジタルカードバトル』ではなぜか成熟期扱いだった。
2021年6月25日にデジモンウェブのデジモン図鑑に追加され、詳細設定が判明した。

### デッカードラモン
- 英名:Deckerdramon / 世代:成熟期（クロスウォーズ） / タイプ(種族):サイボーグ型 / 属性:ウィルス
- 必殺技:デッカードランチャー / 得意技:スモーキーファング、ヘビーテイルフック

アニメ『デジモンクロスウォーズ』で初登場。
全ての飛行デジモンの天敵とも言うべきサイボーグ型デジモンで、全身に対空兵装を満載している。全高が低いため障害物の多いところでは上空からは発見され難く、障害物の少ない場所では煙幕を発生させることでその姿を隠してしまう。
アニメ『デジモンクロスウォーズ』ではフォレストゾーンの守護神として初登場し、後に蒼沼キリハ率いるブルーフレアの戦力となっている。声は矢田耕司（日本語版）、マイケル・ソリッチ（英語版）。また、第2期第10話（通算第40話）と第11話（通算第41話）では「フロートモード」という形態も披露している。第13話（通算第43話）で一度消滅したが、後に第24話（通算第54話、第2期最終話）で復活した。
漫画『デジモンクロスウォーズ』では第11話で登場しているが、アニメ版以上に活躍していない。
アニメ『デジモンアドベンチャー:』では第28話、第32話、第64話にて野生の個体で登場。
得意技
ヘビーテイルフック
英語版での名称はCyclone Crusher（サイクロンクラッシャー）。
必殺技
デッカードランチャー
英語版での名称はCrocodile Cannons（クロコダイルキャノンズ）。

#### デッカーグレイモン
- 英名:Decker Greymon / 世代:完全体（クロスウォーズ） / タイプ(種族):強化型 / 属性:ウィルス
- 必殺技:プラズマデッカードランチャー、メイルバードランチャー、テラデストロイヤー、ファイナルスパーク / 得意技:

アニメ『デジモンクロスウォーズ』で初登場。
メタルグレイモン（クロスウォーズ版）とデッカードラモンがデジクロスした「強襲突撃形態」で、右腕には巨大なライフル、両足にはクローラーが新たに装備されている。約324体分の戦闘型デジモンで構成された一個大隊に匹敵する総合戦闘力を有しており、複数の必殺技を同時に発動させることにより一体で大軍団を殲滅でき、たとえ倒されてもその内包されたエネルギーが解放され、周囲10kmもの範囲を吹き飛ばしてしまうほどの大爆発を発生させる。
アニメ『デジモンクロスウォーズ』に登場。

### デッドリーアックスモン
- 英名:Deadly Axemon / 世代:成熟期（クロスウォーズ） / タイプ(種族):魔獣型 / 属性:ウィルス
- 必殺技:エアスライサー、アクアレジア、アクアレイジ / 得意技:

アニメ『デジモンクロスウォーズ』で初登場。
スカルナイトモンと義兄弟の杯を交わした弟分の魔獣型デジモンで、兄貴分であるスカルナイトモンに忠実に従っている。
「走る稲妻」の異名を持つ無限の体力と高い機動能力を有した屈強な闘士で、残像も残さないほどの凄まじいスピードを誇っている。
細かい動きが出来ないことが欠点だが、立ちはだかる障害物さえも轟音ともに粉砕してしまうほどの頑強な体のため問題にはならない。
アニメおよび漫画『デジモンクロスウォーズ』ではスカルナイトモンのパートナーとして登場。彼とデジクロスし、ダークナイトモンとなる。

#### デッドリーツワーモン
- 英名:Ruthless Tuwarmon / 世代: / タイプ(種族): / 属性:
- 必殺技: / 得意技:

アニメ『デジモンクロスウォーズ～悪のデスジェネラルと七つの王国～』で登場。
デッドリーアックスモンがツワーモンとデジクロスした姿。
英語版での名称はRuthless Tuwarmon（ラースレスツワーモン）。

#### デッドリーツワーモン ヘルモード
- 英名:Ruthless Tuwarmon Beast Mode / 世代: / タイプ(種族): / 属性:
- 必殺技:ツワーモンミサイルストーム、ヘルズマンティスダンス、バーニングブギ / 得意技:

アニメ『デジモンクロスウォーズ～悪のデスジェネラルと七つの王国～』第17話（通算第47話）で登場。
デッドリーツワーモンが強化された姿。体は大きく巨大化し、全身に棘が生えている。
英語版での名称はRuthless Tuwarmon Beast Mode（ラースレスツワーモン ビーストモード）。
必殺技
ツワーモンミサイルストーム
技名は『クロスウォーズ』の海外版『Digimon Fusion』から。
ヘルズマンティスダンス
「マンティスダンス」の強化版といえる技。
英語版での名称はMad Mantis Dance（マッドマンティスダンス）。
バーニングブギ
肩上の4つの砲身から火炎を発射して攻撃する。
英語版での名称はUltimate Firestorm（アルティメットファイアストーム）。

### テティスモン
- 英名:Thetismon / 世代:完全体 / タイプ(種族):水棲獣人型 / 属性:データ
- 必殺技:ビリースマッシャー、ハンマーサンダー、アドゥワールド、ドクテアーゼ / 得意技:

『バイタルブレス デジタルモンスター』のDimカード「ジェリーモン」で初登場。
ジェリーモンの完全体で、テスラジェリーモンが進化した姿。デジモンの発祥の地“ネットの海”の最も深い海溝で発見された記録がある、女性の姿をした水棲獣人型デジモン。とても広大な自身のテリトリーに安寧をもたらし、喧噪で脅かすデジモンには一瞬にして詰め寄り鉄槌を下す。テリトリーを荒らすものに慈悲はないが、救助を求めて入ったデジモンには優しく接し安全な場所まで導く、弱きを助け強きを挫く精神を持つ。
戦闘では掌に電撃を溜めることで拳を飛ばしたり、蹴り上げた敵に組み合わせた電流の両拳を振り下ろしたり、相手との空間を消失させて瞬間転移する技で侵略者を排除する。さらに触手から様々な薬を生成して流し込み、味方には傷の治癒や一時的な力のブースト、敵ならば劇毒で内部から分解し死に至らしめる。
モチーフはギリシャ神話に登場する海の女神であるテティス。
『バイタルブレス デジタルモンスター』の専用アプリ『デジタルモンスター バイタルブレスラボ』にてデータ（『デジモンカードゲーム』にて2022年5月27日に発売された拡張パック第10弾「クロスエンカウンター」でも判明）および詳細設定が判明し、2022年6月12日にデジモンウェブのデジモン図鑑に追加された。
アニメ『デジモンゴーストゲーム』では東御手洗清司郎のパートナーデジモンであるジェリーモンの完全体として第29話から登場（OP映像では第30話から登場）。声は嶋村侑。ジェリーモン、テスラジェリーモンとは異なり、穏やかな口調で話す。
必殺技
ビリースマッシャー
英語版での名称はShock Smasher（ショックスマッシャー）。
アドゥワールド
英語版での名称はGgooodbye World（グッドバイワールド）。

### デビタマモン
- 英名:Devitamamon / 世代:究極体 / タイプ(種族):突然変異型 / 属性:データ
- 必殺技:ブラックデスクラウド / 得意技:

『D-3』で初登場。
デジタマモンが暗黒進化を遂げた姿で、見るもの触れるもの全てを破壊する突然変異型のデジモン。その卵の中にはデジタルワールドのあらゆる邪悪と災厄が詰め込まれており、“パンドラの箱”とも呼ばれている。古代の高等プログラムを駆使する。

### デビドラモン
- 英名:Devidramon / 世代:成熟期 / タイプ(種族):邪竜型 / 属性:ウィルス
- 必殺技:クリムゾンネイル / 得意技:レッドアイ

『デジタルモンスターVer.5』で初登場。
デビモンの手によって、ダークエリアから召喚された邪竜型デジモン。「複眼の悪魔」の異名を持ち、その邪悪な4つの瞳に睨まれたものは動けなくなり、そして鋭利な爪でズタズタに切り裂かれてしまう。
アニメ『デジモンアドベンチャー』、『デジモンアドベンチャー02』、『デジモンテイマーズ』に登場。

### デプスモン
- 英名:Depthmon / 世代:アーマー体（カードゲームでは成熟期） / タイプ(種族):水棲獣人型 / 属性:フリー（カードゲームではデータ種）
- 必殺技:バブルボム / 得意技:サルガッソードラッグ

『D-3』で初登場。
ブイモンが誠実のデジメンタルで進化したアーマー体。アーマーに耐水性があるため深海まで潜ることが可能でその潜水能力は水中を主に行動範囲とするデジモンの中でも屈指のものとされている。
アニメ『デジモンクロスウォーズ～悪のデスジェネラルと七つの王国～』では元デスジェネラルの一人であったオレーグモン率いる金賊団の一員として複数体が登場。声は赤羽根健治（日本語版）。

### デュラモン
- 英名:Duramon / 世代:完全体 / タイプ(種族):武器型 / 属性:データ
- 必殺技:グラスラッシュ、ブリンデッド / 得意技:

ズバイガーモンが進化した鋭利なエッジを備えた金色の鎧を纏った騎士のような姿のデジモン。走り続けた先に見えるさらに向こう側の世界を目指し、いかなる未来とそこに待ち受ける困難も長い鍛錬の末に新たな強さを得た自らの剣で切り開いていくという。背中に特徴的な大剣を背負っているがこの剣は自身の身体を武器に変えた時、無類の攻撃力を発揮するとされる。

### デュランダモン
- 英名:Durandamon / 世代:究極体 / タイプ(種族):聖剣型 / 属性:ワクチン
- 必殺技:ツヴァングレンツェ、トロンメッサー / 得意技:

己の剣を極限まで磨き上げ、そこの様々な神話や伝承、さらにはゲームまであらゆるところから集めた“伝説の剣”のデータを取り込んで進化したデュラモンの進化系。剣に変形する「Legend-Arms」の中では最強の強さを誇るとされ、このデュランダモンが変形した剣を手にすればその者には勝利がもたらされるという。その剣の斬撃はいかなる盾も壁も容易く切り裂くが、唯一盾に変形する「Legend-Arms」の頂天に立つデジモンのみがそれに耐えられたという記録が残されている。

### デラモン
- 英名:Deramon / 世代:完全体 / タイプ(種族):鳥型 / 属性:データ
- 必殺技:ロイヤルナッツ / 得意技:

『デジモンペンデュラム4』で初登場。
キウイモンと同じく植物の特性を持つ珍しい鳥型デジモン。黄金色のくちばしが自慢だが、飛べないことはコンプレックスでもある。
アニメ『デジモンアドベンチャー』では第43話、第46話、第47話で登場。声は竹内順子（本編）、小島幸子（PSPゲーム版）。語尾が「である」の男爵口調で話す。当初はピノッキモンの配下としてフローラモンと共に行動していたが、後に子供たちの協力者になった。
アニメ『デジモンテイマーズ』では第6話で他のデジモンと混じって牧野留姫を自分のテイマーにしようとし、デジモンクィーンに異名を取る彼女の前に現れたデジモンの群れとしてシルエットとして登場（真ん中のビジョンにおり、他にはゲコモン、ミノモン、ムシャモン、ルカモン、ワルもんざえモンが映っていた）。
アニメ『デジモンフロンティア』では第11話にて占い師の村の住民として、第13話では蕎麦屋の店長として、第15話にてトーカンモンの妄想で2体（その他にもヌメモン、フローラモン、ベジーモンも2体ずつ登場した）、第17話にてアキバマーケットの客として登場。声は第13話では堀本等が務めており、関西弁で話す。

### デルタモン
- 英名:Deltamon / 世代:成熟期 / タイプ(種族):合成型 / 属性:ウィルス
- 必殺技:トリプレックスフォース、スカルファング / 得意技:

『デジタルモンスターVer.5』で初登場。
遺伝子情報の誤作動で両手が機械とガイコツの頭になった不気味な肉食恐竜のような姿をした合成型デジモン。
3つの頭はそれぞれに意志を持ち、カラダの特徴をいかした3段攻撃を得意とし、一度に3体のデジモンと戦うことも可能。基本的に仲は悪いが戦闘時には団結する。
なお右腕の機械の頭はメタルヘッド、左腕の蓋骨の頭はスカルヘッドという名前が付いている。旧名はヒドラモン。
アニメ『デジモンアドベンチャー02』に登場。

### テンポモン
- 英名:Tenpomon / 世代:完全体 / タイプ(種族):鳥人型 / 属性:データ
- 必殺技:リズミック・アーツ、ハウリングブラスト、アップビートツイスター / 得意技:

『バイタルブレス デジタルモンスター』のDimカード「インパルスシティ」で初登場。
ダンスミュージックのデータから誕生したペンギン風のパーカーを着込んだような姿のデジモン。生粋のダンスパフォーマーで、陽気な曲からしっとりとしたムーディな曲まで様々などんな種類の音楽でも踊りこなし、戦闘時においても踊りながらの格闘技をメインとする。
平時であっても常にダンスのリズムを取りながら行動し、逆に音楽がないと落ち着かないのかヘッドホンが外れたり音が止まってしまうと機嫌を悪くして暴れ出す。
2021年2月12日にデジモンウェブのデジモン図鑑に追加され、詳細設定が判明した。

## と

### トイアグモン
- 英名:ToyAgumon / 世代:成長期 / タイプ(種族):パペット型 / 属性:ワクチン
- 必殺技:トイフレイム / 得意技:ブロックパンチ、ファンシースター、マリオンパンチ

『デジモンペンデュラム5』で初登場。
体がブロックで構成されているパペット型デジモン。ネットで遊んでいた子供がアグモンを真似て作ったと言われている。正義の心を持っているが驚くと構築ブロックがばらばらになる。

#### トイアグモン（黒）
- 英名:ToyAgumon（Black） / 世代:成長期 / タイプ(種族):パペット型 / 属性:ウィルス
- 必殺技:トイフレイム / 得意技:ブロックパンチ、マリオンパンチ

トイアグモンがウィルスに染まった姿。子供に優しいトイアグモンとは対照的に子供をいじめるデジモンになった。しかし臆病なのは治っておらず、驚くとバラバラになってしまう。

### ドウモン
- 英名:Doumon / 世代:完全体 / タイプ(種族):魔人型 / 属性:データ
- 必殺技:鬼門遁甲 / 得意技:呪禁札（じゅごんさつ）

闇に潜み、闇に生きるタオモンの影ともいうべきタオモンの亜種。
精神が闇に染まっていて闇の力を使うことが出来るとされ、暗殺や呪殺を得意とする。

### トゥルイエモン
- 英名:Turuiemon / 世代:成熟期 / タイプ(種族):獣人型 / 属性:データ
- 必殺技:巌兎烈斗（がんとれっと） / 得意技:忍迅拳、兎角鉄爪（とかくてっそう）

ロップモンの成熟期のひとつ。中国深山省エリアの奥地で発見された武道家のような姿をしたデジモン。自らが編み出した“兎牙拳”という拳法を使う（修行中）。
隠密活動を専門にしていてメールを悪用するウイルスを宿敵として世界を流離っているらしい。
名前の由来は中国の民芸品の兎面人身の泥人形「兎児爺（とぅるいえ）」から。
アニメ『デジモンクロスウォーズ～悪のデスジェネラルと七つの王国～』では第15話（通算第45話）と第19話（通算第49話）でブライトランドの住民として登場。
ゲーム『デジモンサヴァイブ』では加山シュウジのパートナーデジモンであるロップモンが進化した姿として登場。声は大空直美。ちなみに、条件を満たした場合で発生する出来事で、逆に条件を満たさなかった場合はウェンディモンに暗黒進化してしまう。

### ドキモン
- 英名:Dokimon / 世代:幼年期I / タイプ(種族):スライム型 / 属性:
- 必殺技:静電気 / 得意技:

『バイタルブレス デジタルモンスター』のDimカード「インパルスシティ」で初登場。
人間のバイタルデータから誕生した幼年期型のデジモン。自分を手に持った者の鼓動に合わせた一定のリズムで体を振動させる性質を持つ。威嚇時には静電気を発生させる。
2021年1月29日にデジモンウェブのデジモン図鑑に追加され、詳細設定が判明した。

### ドクグモン
- 英名:Dokugumon / 世代:成熟期 / タイプ(種族):昆虫型 / 属性:ウィルス
- 必殺技:スティンガー・ポレーション / 得意技:アラクノバトト

『デジタルモンスターVer.WS』で初登場。
コンピューターウイルスに侵食された髪の毛と角が生えた巨大なタランチュラのような姿をした昆虫型デジモン。元は大人しいデジモンであったが、電磁波の嵐でコンピューターウイルスに感染してしまい、凶暴化した。
アニメ『デジモンアドベンチャー』第28話でヴァンデモンの配下デジモンとして登場。声は田野恵（本編）、鶴岡聡（PSPゲーム版）。
アニメ『デジモンアドベンチャー02』では第18話、第28話、第29話、第42話で登場（最後はデジタルワールドに送り返された）。
アニメ『デジモンテイマーズ』では第6話で現実世界にリアライズしたデジモンとして登場（最後はキュウビモンの「鬼火玉」で巣を焼き尽くされ、「狐炎龍」で倒された）。
アニメ『デジモンセイバーズ』では第15話でメタルファントモンの配下デジモンとして多数登場（最後はジオグレイモンに注意を引き付けられた所にサンフラウモンの「サンシャインビーム」で纏めて倒され、残った個体もメタルファントモンが無差別に放った「ソウルプレデター」で倒された）。
アニメ『デジモンアドベンチャー:』では第5話でデビモンの部下として登場（最後はグレイモンに倒される）。
アニメ『デジモンゴーストゲーム』では第21話でアルケニモンの配下デジモンとして多数登場（彼女が倒された後の顛末は不明だが、逃げた可能性が高い）。

### ドクネモン
- 英名:Dokunemon / 世代:成長期 / タイプ(種族):幼虫型 / 属性:ウィルス
- 必殺技:ワームベノム、エレクトリックスレッド / 得意技:キャプチャネット、インセクトボード

毒を持つ緑色のクネモンの亜種。やはり毒性を持つ成熟体に進化しやすいと言われており、昆虫型デジモンの研究における調査対象になっているが、性格は臆病で普段から森の中に隠れて生きているため発見が難しく、研究はほとんど進んでいない。
2021年9月1日にデジモンウェブのデジモン図鑑に追加され、詳細設定が判明した。

### トゲモン
- 英名:Togemon / 世代:成熟期 / タイプ(種族):植物型 / 属性:データ（初期はウィルス種）
- 必殺技:チクチクバンバン / 得意技:マッハジャブ、ココナッツパンチ、ニードルスプレー

『デジモンペンデュラム4』で初登場。
サボテンのような姿をした植物型デジモン。体の中に栄養のデータを貯蔵することができる。一日中ボーッとしていることが多いが、一度怒ると暴走して手が付けられなくなる。
アニメ『デジモンアドベンチャー』および『デジモンアドベンチャー:』では太刀川ミミのパートナーデジモンであるパルモンの成熟期として登場。
アニメ『デジモンセイバーズ』では野生のデジモンとしてガオモンとタイマンで格闘対決をした。

#### トゲモン（X抗体）
- 英名:Togemon X / 世代:成熟期 / タイプ(種族):植物型 / 属性:データ
- 必殺技:チクチクバムバム / 得意技:マッハジャブ

トゲモンが「X抗体」でX-進化を遂げた姿。頭にはソンブレロ、体にポンチョのようなものを巻いている。
心の奥底に秘められていた何かが目覚めたことで放浪を始めたが、砂漠での孤独な生活が長かったことから他者とコミュニケーションが上手く取れず、その苛立ちからか最近はとても怒りっぽくなっている。
そのルーツに関してはベーダモンとの関連が指摘されており、トゲモンとは彼らが侵略用に生み出した植物型兵器で、放浪を始めたのも攻撃のために敵の拠点を目指しているからではないかとの説が浮かんでいるが、行動に謎が多いため真相はいまだ不明である。

### トゲモグモン
- 英名:Togemogumon / 世代:アーマー体（カードゲームでは成熟期） / タイプ(種族):哺乳類型 / 属性:フリー（カードゲームではウィルス種）
- 必殺技:ヘイルマシンガン、トゲトゲパラライズ / 得意技:クリスタルガード

『D-3』で初登場。
ワームモンが友情のデジメンタルで進化したアーマー体。ハリモグラをモデルにした背中に多数のアイスクリスタルを生やした哺乳類型デジモン。アイスクリスタルは超低温の氷の針であり、攻撃にも防御にも使用できる。

### トコモン
- 英名:Tokomon / 世代:幼年期II / タイプ(種族):レッサー型 / 属性:
- 必殺技:超酸のアワ、アワ / 得意技:

『デジタルモンスターVer.3』で初登場。
体の下にある短い4本の足でトコトコ歩くことができるレッサー型デジモン。愛くるしいが、口の中には鋭いキバがびっしり生えている。
アニメ『デジモンアドベンチャー』ではヤマトの弟の高石タケルのパートナーデジモンであるパタモンの幼年期として登場。エテモン編～ヴァンデモン編序盤までこの姿で登場した。

#### トコモン（X抗体）
- 英名:Tokomon X / 世代:幼年期II / タイプ(種族):レッサー型 / 属性:
- 必殺技:トコトコダイブ / 得意技:噛みつき

アニメ『DIGITAL MONSTER X-evolution』で初登場。
とても珍しい幼年期のX-進化デジモン。額にXの文字がある。その希少性ゆえ他のデジモンから狙われることが多いが、そんな境遇をものともしない凛々しい性格をしており、小さな体格と向上した素早さでどんな危機もかいくぐってきたという。

### ドッグモン
- 英名:Dogmon / 世代:成熟期 / タイプ(種族):パペット型 / 属性:データ
- 必殺技:ウルトラかみつく / 得意技:ジステン・ハウリング

アメリカのカートゥーンテレビに登場する犬をモチーフにしたパペット型デジモン。体はゴムのように伸び縮みし、敵の攻撃を跳ね返すことができる。見た目は怖いが無害である。
アニメ『デジモンフロンティア』では第11話にて占い師の村の住民として登場。別個体は第18話と第45話で登場し、第18話ではワーガルルモン（黒）と一緒にノリモンレースに出ていた。声は世田壱恵。

### ドットアグモン
- 英名:DotAgumon / 世代:成長期 / タイプ(種族):爬虫類型 / 属性:ワクチン
- 必殺技:ベビーフレイム / 得意技:レインボーフォース

ゲーム『デジモンストーリー』で初登場。
ゲームの画面上に移っているような姿のパペット型デジモン。アグモンの亜種でドット姿のアグモン。

### ドットシャイングレイモン
- 英名:DotShineGreymon / 世代:究極体 / タイプ(種族):光竜型 / 属性:ワクチン
- 必殺技:コロナブレイズソード、ファイナルシャイニングバースト / 得意技:トリッドヴァイス

ゲーム『デジモンストーリー サンバースト&ムーンライト』で初登場。
キーチェーンのゲームから現れた特別なシャイングレイモン。見た目は小さいが他の究極体に劣らない強大な力を秘めていてその潜在能力は計り知れない。

### ドットファルコモン
- 英名:DotFalcomon / 世代:成長期 / タイプ(種族):鳥型 / 属性:ワクチン
- 必殺技:スクラッチスマッシュ、手裏裏剣 / 得意技:打竹落とし

ゲーム『デジモンストーリー ムーンライト』で初登場。
アニメ『デジモンセイバーズ』に登場したファルコモンのドット。

### ドットミラージュガオガモン
- 英名:DotMirageGaogamon / 世代:究極体 / タイプ(種族):獣騎士型 / 属性:データ
- 必殺技:ダブルクレッセントミラージュ / 得意技:ゲイルクロー

『デジモンストーリー ムーンライト』で初登場。
キーチェーンのゲームから現れた特別なミラージュガオガモン。見た目は小さいが他の究極体に劣らない強大な力を秘めていてその潜在能力は計り知れない。

### ドドモン
- 英名:Dodomon / 世代:幼年期 / タイプ(種族):スライム型 / 属性:
- 必殺技:小さな鉄粒 / 得意技:

ドルモンの幼年期。伝説上の生き物“ドラゴン”のデータを持っている。
ミスリルヘアーに覆われており、既に闘争本能も持っているが、そのため他のデジモンにやられやすく個体数が少ない。

### トノサママメモン
- 英名:TonosamaMamemon / 世代:究極体 / タイプ(種族):突然変異型 / 属性:データ
- 必殺技:天晴れ桜 / 得意技:扇子返し

『デジヴァイスiC』で初登場。
マメモンが時代劇のデータを取り込むことで生まれた突然変異型デジモン。普段はおどけたりして周りを笑わせているが、城下を乱す者が現れたら成敗してしまうらしい。
2020年2月19日にデジモンウェブのデジモン図鑑に追加され、詳細設定が判明した。

### トビウモン
- 英名:Tobiumon / 世代:成熟期 / タイプ(種族):水棲型 / 属性:ワクチン
- 必殺技:サッカーフィッシュダーツ、フライングフィニッシュ / 得意技:

腕の生えたトビウオのような姿の水棲型デジモン。異様に発達したヒレで空中を飛行するだけでなく、大きな腕で地上でも活動ができ、陸海空を問わずに狙った標的を高速で追跡して仕留めることから“ハンターフィッシュ”の異名で呼ばれている。

### トブキャットモン
- 英名:Tobucatmon / 世代:成熟期 / タイプ(種族):パペット型 / 属性:データ
- 必殺技:トブトブフェニックス、グルグルファイト / 得意技:

『デジモンペンデュラムエックス』で初登場。
「F-14」と呼ばれる戦士の証が刻まれた羽の生えた子猫のようなパペット型デジモン。可愛い顔に似合わずネットの海上を飛び回りながら戦いを繰り返す気性の荒いデジモンで、その中のエースは“キャットガン”と呼ばれ尊敬される。
旋回時にはそれぞれの爪を光らせて曲がる方向を示すが、それゆえ敵に動きを予期されることもある。

### ドミニモン
- 英名:Dominimon / 世代:究極体 / タイプ(種族):主天使型 / 属性:
- 必殺技:ファイナルエクスキャリバー / 得意技:

漫画『デジモンアドベンチャー Vテイマー01』で初登場。
アルカディモンとの戦いに敗れ去ったホーリーエンジェモンが新たに身につけた進化形態。「神々の軍団」としても数えられているが、滅多に出現しないため詳しいことは解っていない。

### ドラクモン
- 英名:Dracmon / 世代:成長期 / タイプ(種族):アンデッド型 / 属性:ウィルス
- 必殺技:アイオブナイトメア / 得意技:

『デジモンアクセル』で初登場。
「ダークエリア」出身のアンデッド型デジモン。とにかく悪戯が大好きでそのためなら命さえも平気で掛けるとされ、過去には四聖獣にすら悪戯を仕掛けたことがあるらしい。
アニメ『デジモンクロスウォーズ～時を駆ける少年ハンターたち～』では戸張レンのパートナーデジモンとして登場し、ヤシャモンに超進化する。声は岸尾だいすけ。
アニメ『デジモンゴーストゲーム』では第3話、第25話で登場。声は『デジモンアドベンチャー』でピコデビモンを担当した宮田幸季。
ゲーム『デジモンサヴァイブ』では東雲カイトのパートナーデジモンとして登場。声は根本幸多。イタズラ好きで怖いもの知らずな性格。カイトとは適度な距離を保ちつつも、直情的になりやすいカイトに冷静に熟考するようにアドバイスするなど、それなりに良好な関係を築いている。

### とりからボールモン
- 英名:TorikaraBallmon / 世代:幼年期II / タイプ(種族):食物型 / 属性:
- 必殺技:植物性の泡 / 得意技:

アニメ『デジモンフロンティア』で初登場。
から揚げの姿をした食物型デジモン。唐揚げのレシピデータから生まれ、パタパタと美味しそうな匂いを漂わせながら飛ぶため、とりからボールモンが近くにいると、周囲にいる他のデジモンは空腹感が増していくらしい。お腹を空かせたデジモンに追いかけられると植物性の泡を口から吹いて相手を滑らせ、動きを妨害している間に匂いだけ残して飛び去る。
2021年3月8日にデジモンウェブのデジモン図鑑に追加され、詳細設定が判明した。
アニメ『デジモンフロンティア』では第19話でバーガーモン夫婦の子供たちとして6体が登場。
アニメ『デジモンアドベンチャー:』では第39話、第67話で登場。

### ドリモン
- 英名:Dorimon / 世代:幼年期 / タイプ(種族):レッサー型 / 属性:
- 必殺技:メタルドロップ / 得意技:

ドルモンの幼年期。人間に飼い慣らされるのが嫌いな極めて野性的なデジモン。
敵には後先考えずに相手に突進するが、スピードを出しすぎて曲がることができなくなる。

### ドルガモン
- 英名:Dorugamon / 世代:成熟期 / タイプ(種族):獣竜型 / 属性:データ
- 必殺技:パワーメタル / 得意技:

ドルモンの成熟期。多くのデジモンがその影を見ただけで逃げ出すほど恐れられている獣竜型デジモン。
獣としての凶暴性と竜としての高い知性を持っており、平時には比較的大人しい。
ゲーム『デジモンリアライズ』では柊拓己（声 - 内田雄馬）のパートナーデジモンであるドルモンの成熟期として登場。声優は江口拓也。

### ドルグレモン
- 英名:Dorugremon / 世代:完全体 / タイプ(種族):獣竜型 / 属性:データ
- 必殺技:メタルメテオ、ブラッディータワー / 得意技:

ドルモンの完全体。“最後の敵”との異名を持つ超大型の獣竜型デジモン。
山ほどもある巨体で立ち向かってくるデジモンを次々と撃破するが、やはり知能は保っており、普段は姿を隠している。
ゲーム『デジモンリアライズ』では柊拓己（声 - 内田雄馬）のパートナーデジモンであるドルモンの完全体として登場。声優は江口拓也。

### ドルゴラモン
- 英名:Dorugoramon / 世代:究極体 / タイプ(種族):獣竜型 / 属性:データ
- 必殺技:ブレイブメタル、ドルディーン / 得意技:

『デジモンペンデュラムエックス』で初登場。
ドルモンの究極体。電脳核の空想が生み出した架空の存在で、破壊の権化であり究極の敵の化身である。
『デジモンクロニクル』ではオメガモンを一時追い込むほどの実力を見せた。

### ドルビックモン
- 英名:Dorbickmon / 世代:究極体（クロスウォーズ） / タイプ(種族):竜人型 / 属性:ウィルス
- 必殺技:タイラントコルブラント、バーニング・ザ・ドラゴン、ドラゴンブレストニックファイア / 得意技:

アニメ『デジモンクロスウォーズ～悪のデスジェネラルと七つの王国～』での初登場を経て『デジモンクロスローダー』でも登場。
ビッグデスターズの火烈軍団将軍（モチーフは火曜日）。数多のドラゴンデジモンを一糸乱れず統率し、いかなる戦況下でも圧倒的な戦力を持って敵を撃破し、討ち滅ぼしてきた竜人型デジモン。パワーとスピードなどあらゆる能力に長けており、それでいて戦闘経験も豊富で直感力にも優れているため、臨機応変にどんな戦いをもこなすことが出来る。しかし、性格は極めて残忍で（戦場に迸る破滅の炎を好んでいる）、平穏な地域を見つけては戦闘を起こし、世界とそこに住むデジモンが燃え死んでいく様を眺めるのを好み、快楽を得ている。
戦闘においては、昂る怒りを炎の剣に変化させ、激怒と同期し強大な威力を発揮する。また、地形に龍脈を突き、地形変動させ敵団体にダメージを与え、超高熱の炎で触れた者を一瞬にして焼き払うなど一騎当千な戦いを繰り広げる。
2011年6月3日にデジモンウェブのデジモン図鑑に追加され、詳細設定が判明し、さらに2020年10月2日に世代・属性が判明した。
アニメ『デジモンクロスウォーズ～悪のデスジェネラルと七つの王国～』ではバグラ軍の新幹部であるデスジェネラルの一人として登場。声は堀秀行（日本語版）、第1話（通算第31話）のみクリストファー・コーリー・スミス、第2話（通算第32話）以降はグラント・ジョージ（英語版）。
漫画『デジモンクロスウォーズ』本編では登場しなかったが、単行本第2巻のカバー裏に収録されているオマケ漫画「ばぐら家の横顔 第0回」ではネオヴァンデモン、スプラッシュモン、オレーグモンと共に登場し本編で登場しなかったことを怒っていた。続く第3巻のカバー裏では「お料理将軍・中華のドルビックモン」になった。
必殺技
タイラントコルブラント
アニメ『デジモンクロスウォーズ～悪のデスジェネラルと七つの王国～』では第2話（通算第32話）で使用。
英語版での名称はDragon's Fury Blade（ドラゴンズフューリーブレード）。
バーニング・ザ・ドラゴン
アニメ『デジモンクロスウォーズ～悪のデスジェネラルと七つの王国～』では第1話（通算第31話）、第2話（通算第32話）で使用（どちらも技の表記は無い）。
ドラゴンブレストニックファイア
アニメ『デジモンクロスウォーズ～悪のデスジェネラルと七つの王国～』では第2話（通算第32話）、第20話（通算第50話）、第21話（通算第51話）で使用。その時は胸部にある二つの炎のエンブレムから火炎を発射して攻撃し、相手に回避されても追尾する効果がある描写になっている（第20話（通算第50話）では心を失った状態で使用した）。
英語版での名称はDragon Infernal Fire（ドラゴンインファーナルファイア）。

### ドルルモン
- 英名:Dorulumon / 世代:成熟期（クロスウォーズ） / タイプ(種族):獣型 / 属性:ウィルス
- 必殺技:ドリルバスター、ドルルトルネード、ドリルブレーダー、ドルルチェックメイト（アニメ『デジモンクロスウォーズ』のみ） / 得意技:

アニメおよび漫画『デジモンクロスウォーズ』で初登場。
義侠心に厚い獣型デジモン。主に岩だらけの山岳地帯で群れることなく単体で行動することが多い一匹狼とされる。頭部のドリルは毛髪が硬質化したもので、これをミサイルのように飛ばしたり、尻尾のドリルを高速回転させて竜巻を起こしたりなど多彩な戦力を有している。
2010年6月21日にデジモンウェブのデジモン図鑑に追加され、詳細設定が判明し、さらに2020年10月2日に世代・属性が判明した。
アニメおよび漫画『デジモンクロスウォーズ』では主人公である工藤タイキ率いるクロスハートの一員として活躍した。アニメ版の声は櫻井孝宏（日本語版）、カイル・エベール（英語版）。
必殺技
ドルルチェックメイト
アニメ『デジモンクロスウォーズ～時を駆ける少年ハンターたち～』オリジナル。第24話（通算第78話）でポーンチェスモンズとデジクロスし、クロスアップした際に使用。尻尾のドリルを回転させ無数のエネルギーの槍を伴った竜巻を発生させて攻撃する。

### トループモン
- 英名:Troopmon / 世代:成熟期(クロスウォーズ) / タイプ(種族):アンデッド型 / 属性:データ
- 必殺技:ハラショーアタック、デスマーチ / 得意技:

アニメおよび漫画『デジモンクロスウォーズ』で初登場。
特殊ゴムの身体の中に他のデジモンから奪ったエネルギーを詰め込んで生み出された人造デジモン。命令されたことを実行するだけの機械のようなデジモンで、疲れもせず、痛みも感じず、死も恐れず、眠ることも必要ないが、自発的行動は一切出来ない。しかも体が傷ついてもその内部のエネルギーを新しい容れ物に交換するだけで再生させることが可能で、何度も戦場に駆り出され続ける。
アニメおよび漫画『デジモンクロスウォーズ』では主人公たちと敵対するバグラ軍の兵士として登場。
アニメ『デジモンアドベンチャー:』では第19話、第38話で登場（『クロスウォーズ』の個体とは別個体）。声は寺崎千波也、中村光樹、片貝直生、今川柊稀。

### トレイルモン
- 英名:Trailmon / 世代:成熟期 / タイプ(種族):マシーン型 / 属性:データ
- 必殺技:クールランニング、急ブレーキスパーク / 得意技:

アニメ『デジモンフロンティア』で初登場。
デジモンや貨物を運ぶ列車のようなマシーン型デジモン。外観の異なる様々なトレイルモンが存在しそれぞれ愛称がつけられている。
現在までに「アングラー」・「ケトル」・「バッファロー」・「フランケン」・「ボール」・「モール」・「ラクーン」・「ワーム」・「C-98」が確認されている。
カードゲームでは「ボール」が描かれている。
2021年4月28日にデジモンウェブのデジモン図鑑に追加され、詳細設定が判明した。

### トロピアモン
- 英名:Toropiamon / 世代:完全体 / タイプ(種族):植物型 / 属性:ウィルス
- 必殺技:ペタリーカーネイジ、トロピカルヴェノム / 得意技:

『デジモンペンデュラムZII』で初登場。
ジャングルに生息する恐竜に似た姿の植物型デジモンで、その派手な格好は様々な樹木・果実のデータを取り込むことで得たものと思われている。
体から放つ匂いはあらゆる果物を混ぜ合わせたようなものと形容され、慣れない者はその強烈さに耐えられず気絶してしまうほど。
体内で毒素を熟成させており、翼の役割を果たす葉から分泌される雫ですら鉄をも溶かすほどの強い毒性を秘め、その毒を口から吐いてそれを吸い込んだ者を体内から溶かしてしまう。
2020年10月5日にデジモンウェブのデジモン図鑑に追加され、詳細設定が判明した。
アニメ『デジモンアドベンチャー:』では第40話で登場。
アニメ『デジモンゴーストゲーム』では第29話で登場。声は山田真一。

### ドンシャウトモン
- 英名:DonShoutmon / 世代:成熟期（クロスウォーズ） / タイプ(種族):強化型 / 属性:データ
- 必殺技:漢魂乱れ太鼓 / 得意技:ラウディドラマー

シャウトモンとドンドコモンがデジクロスした「漢魂形態」。そのあふれる闘争心から、自分には全く無関係の争いにも介入しては、両手のスティックで相手に殴りかかりさらに事態を悪化させる。
相手を連続して叩いているとそこから次第にリズムが生まれて曲となり、それがドンシャウトモンの必殺技になっている。

### ドンドコモン
- 英名:Dondokomon / 世代:成長期（クロスウォーズ） / タイプ(種族):楽器型 / 属性:ワクチン
- 必殺技:ドンドコ音頭、乱れ打ちラッシュ、極め太鼓 / 得意技:

アニメおよび漫画『デジモンクロスウォーズ』で初登場。
騒ぎが起こった所にどこからともなく現れては熱いリズムを刻んで場を盛り上げるお祭りが大好きな太鼓のような体のデジモン。
その体を叩いて発するリズムと波動は聞く者の神経を刺激して興奮状態にする効果があり、騒動が喧嘩の場合は野次馬も巻き込んだ大乱闘に発展することもある。
本人は応援しているだけのつもりだが、演奏を邪魔しようとすると衝撃波を乱射して抵抗してくる。
アニメおよび漫画『デジモンクロスウォーズ』では主人公である工藤タイキ率いるクロスハートの一員として活躍した。アニメ版の声は櫻井孝宏（日本語版）。
アニメ『デジモンアドベンチャー:』では第53話、第60話、第67話（最終話）で登場（『クロスウォーズ』の個体とは別個体）。

### トーカンモン
- 英名:Toucanmon / 世代:アーマー体（カードゲームでは成熟期、ゲーム『デジモンストーリー サンバースト&ムーンライト』では完全体） / タイプ(種族):鳥型 / 属性:フリー（カードゲームではデータ種）
- 必殺技:ペンチカッター / 得意技:マーブル・マーブル

『D-3』で初登場。
ホークモンが優しさのデジメンタルで進化したアーマー体。見た目とは裏腹に内気な性格。陸地での長い生活により、羽は退化して飛ぶことができない。敵に襲われると鶏冠を立てて威嚇する。
アニメ『デジモンフロンティア』では拓也たちからデジヴァイス（ディースキャナ）を盗み、ナノモンに売りとばした。

### トータモン
- 英名:Tortomon / 世代:成熟期 / タイプ(種族):爬虫類型 / 属性:ワクチン
- 必殺技:シェルファランクス / 得意技:回転たいあたり、グランドダッシュ

『デジモンペンデュラム1』で初登場。
するどい刃物がいくつも生えた甲羅で身を守る陸亀のようなデジモン。歩みは遅いが、足音も鳴き声も非常に大きいため「騒音デジモン」と呼ばれる。手足を引っ込めて回転飛行する
アニメ『デジモンアドベンチャー02』では太輔とブイモンが転がってくる岩に逃げる途中、川の近くで気持ちよく尿をしていたところを目撃してしまい、突然怒り出し太輔たちに追いかけてくる。しかし、ブイモンが成熟期に進化することに成功したエクスブイモンのエクスレイザーに押し出され、崖に落ちて敗れたが、再び尿を始めた（しかし今度は見ていない）。最後は太輔が言われた通り、川の水で前足を洗っていた。

### ドーベルモン
- 英名:Dobermon / 世代:成熟期 / タイプ(種族):魔獣型 / 属性:ウィルス
- 必殺技:グラオ・レルム、シュバルツ・シュトラール / 得意技:

「デジコアハンター」と呼ばれるデジモン。トゲの首輪を着けたドーベルマンのような姿をした獰猛な魔獣型デジモン。稀にワクチン種もいるが、やはり並のテイマーにとっては扱いにくいデジモンである。
『Vジャンプ』における読者公募の入賞作から制作された。
アニメ『デジモンテイマーズ』ではアリスのパートナーデジモンとして登場。

#### ドーベルモン（X抗体）
- 英名:Dobermon X / 世代:成熟期 / タイプ(種族):魔獣型 / 属性:ウィルス
- 必殺技:グラオ・レルム、シュバルツ・シュトラール / 得意技:

「X抗体」を取り込んで新たな力を得たドーベルモン。背中や四肢から大きな三日月型の刃が突き出しているのが特徴。
狂犬と言われるほど凶暴性が増しており、それでなお知性が高く獲物を狩る獣としては最高と言われるこのデジモンを操るには一切の甘えのない主人の絶対的な関係が必要とされる。
2021年3月19日にデジモンウェブのデジモン図鑑に追加され、詳細設定が判明した。

## な

### ナイトチェスモン（黒）
- 英名:KnightChessmon（Black） / 世代:成熟期 / タイプ(種族):パペット型 / 属性:ウィルス
- 必殺技:ギャロップホール、ビックダーツ / 得意技:ナイトランサー

チェスの駒の1つ「ナイト」をモデルとしたパペット型デジモン。巨大なダーツを装備し、遠距離戦を得意とする。口癖は「一騎討ち！」。
アニメ『デジモンセイバーズ』ではDATSオペレーターである黒崎美樹のパートナーであるポーンチェスモン（黒）の成熟期として登場。

### ナイトチェスモン（白）
- 英名:KnightChessmon（White） / 世代:成熟期 / タイプ(種族):パペット型 / 属性:ウィルス
- 必殺技:ギャロップホール、ビックダーツ / 得意技:ナイトランサー

2つのタイプが存在するナイトチェスモンのうち、こちらは白い体を持っている。性質は黒とほぼ同じ。
アニメ『デジモンセイバーズ』ではDATSオペレーターである白川恵のパートナーであるポーンチェスモン（白）の成熟期として登場。

### ナイトモン
- 英名:Knightmon / 世代:完全体 / タイプ(種族):戦士型 / 属性:データ
- 必殺技:ベルセルクソード / 得意技:ザ・デュエル

『デジモンペンデュラム5』で初登場。
“クロンデジゾイド”製の甲冑で身を包んだ騎士のようなデジモン。主人に忠実で善にでも悪にでもなりうる存在。盾には希望の紋章が刻まれている。
アニメではそれなりに出番は多い。
アニメ『デジモンアドベンチャー02』ではダークタワーで作られた個体が登場。ホーリーリングを破壊しようとした。
『デジモンフロンティア』と『デジモンセイバーズ』ではロイヤルナイツの部下として多数登場。2作とも台詞は無し。倒されたり、データを取られ消えた大地に落下していったりとやられ役だった。
アニメ『デジモンクロスウォーズ』ではレイクゾーンで初登場し、後にバステモンや部下のポーンチェスモンズ共々クロスハートに加わった。声はてらそままさき（日本語版）。アニメで出番が多い方だが、まともな台詞や活躍の場があるのは今作が初めてである。

### ナニモン
- 英名:Nanimon / 世代:成熟期 / タイプ(種族):インベイド型 / 属性:ウィルス
- 必殺技:ウンチダンク / 得意技:

『デジタルモンスターVer.4』で初登場。
OYAJIの通称を持つ異次元からのインベイド型デジモン。元の世界では酒に溺れる生活をしていたが弱肉強食のデジタルワールドに来て逞しく生まれ変わった。
アニメ『デジモンアドベンチャー』ではヴァンデモンの部下として登場。兵隊を集めるも成熟期のグレイモンたちの前にあっさり降参して、部下共々逃げ出した。
モチーフは『たまごっち』のおやじっち。

### ナマケモン
- 英名:Namakemon / 世代:成熟期 / タイプ(種族):パペット型 / 属性:ウィルス
- 必殺技:パラライズリック / 得意技:

『バイタルブレス デジタルモンスター』のDimカード「インパルスシティ」で初登場。
食うことと寝ることのみに喜びを見出しているパペット型デジモン。極度の運動嫌いゆえデジモンの闘争本能も喪失しており、基本的に誰も近寄らない高い木の上などの高所で生活している。
樹上生活においては両腕だけでなく麻痺毒を含んだ唾液を分泌する長い舌を器用に動かしてそれを第三の手として活用する。
2021年1月15日にデジモンウェブのデジモン図鑑に追加され、詳細設定が判明した。

## に

### ニセアグモン博士
- 英名:NiseAgumonDoctor / 世代:成長期 / タイプ(種族):恐竜型 / 属性:ウィルス
- 必殺技:ニセハカセボウ、ニセハカセボー / 得意技:

デジタルワールド大学デジタルモンスター学博士号をもつ天才アグモン、という肩書きすらアグモン博士のパクリである。アグモン博士ほどデジモンの種類や生態に詳しくはなく、むしろ平気でウソの情報を流すため注意が必要。しかし、アグモン博士に対するライバル心だけはホンモノであり、アグモン博士を困らせるためのアイデア研究を欠かさない勤勉な一面を持つ。

### ニセドリモゲモン
- 英名:NiseDrimogemon / 世代:成熟期 / タイプ(種族):獣型 / 属性:データ
- 必殺技:ニセドリルスピン / 得意技:ニセボーン

ゲーム『デジモンワールド』で初登場。
鼻先に巻き髭のようなモノが生えたドリモゲモンの亜種である。

### ニセムゲンドラモン
- 英名: / 世代: / タイプ(種族): / 属性:
- 必殺技: / 得意技:

ゲーム『デジモンワールド』で初登場。
ムゲンドラモンを倒した後に出現する隠しダンジョンの裏次元の奥に出現。フルポテンシャル、サンダージャスティス、オールレンジビームなどの技を使う。

### ニャロモン
- 英名:Nyaromon / 世代:幼年期II / タイプ(種族):レッサー型 / 属性:
- 必殺技:フォックステイル / 得意技:

『デジモンペンデュラムZERO』で初登場。
猫のように気まぐれな性格の幼年期デジモン。好奇心旺盛だが、同時に寂しがり屋でもある。

### ニョキモン
- 英名:Nyokimon / 世代:幼年期I / タイプ(種族):種子型 / 属性:
- 必殺技:クラッカーシード、シードクラッカー / 得意技:

『デジモンペンデュラム4』で初登場。
透き通ったカラに包まれているボタモンの突然変異性幼体。性格は穏やかだが、敵には勇気を出してタネを飛ばして威嚇する。

### ニーズヘッグモン
- 英名:NidHoggmon / 世代:究極体 / タイプ(種族):魔竜型 / 属性:ウィルス
- 必殺技:アナイアレンション、ルウダメント / 得意技:

アニメ『デジモンアドベンチャー:』で初登場。
体内に莫大なエネルギーを取り込み、常に熱暴走状態に陥っている複数の目を持った蛇のような超巨大デジモン。翼からの放たれる光の色はその熱暴走のレベルを意味しており、その光が赤いほど危険であるとされている。破壊と吸収を繰り返すため、ニーズヘッグモンが通った跡には何も残らない。
2020年10月5日にデジモンウェブのデジモン図鑑に追加され、詳細設定が判明した。
アニメ『デジモンアドベンチャー:』ではオロチモンが異常によるネットワークエネルギーを取り込んで進化した姿として登場した。

## ね

### ネオ
- 英名:N.E.O / 世代:不明 / タイプ(種族):不明 / 属性:不明
- 必殺技:ジャッジメント、ゼロ・ジェネシス / 得意技:

漫画『デジモンネクスト』で初登場。
大きな宝玉が光る燃え盛る焔のような鬣が伸び、レザーを纏ったような小柄な身体を持つ。現在の技術では解析不能な新種のデジタル生命体で、そもそも「デジモン」という定義に当てはまるかどうかすら不明な存在だとされる。
その身体には全てのデジモンが持つ性質が組み込まれており、一説にはデジタルワールドそのものが遣わした新たなデジモンの雛形ではないかとも言われている。
身体は小さいが、その秘めたる力は形容できないほど凄まじく、たとえ究極体のデジモンであっても無力な存在と化す。

### ネオヴァンデモン
- 英名:NeoMyotismon / 世代:究極体（クロスウォーズ） / タイプ(種族):アンデッド型 / 属性:ウィルス
- 必殺技:ギャディアックレイド、ギガギャディアックレイド（アニメ『デジモンクロスウォーズ～悪のデスジェネラルと七つの王国～』のみ） / 得意技:ナイトメアレイド、ブラッディストリームグレイド

アニメ『デジモンクロスウォーズ～悪のデスジェネラルと七つの王国～』での初登場を経て『デジモンクロスローダー』でも登場。
ビッグデスターズの月光軍団将軍（モチーフは月曜日）。敵対する勢力を痕跡残さず抹殺することを目的としており、配下のアンデッド型デジモンの軍を各地に潜ませ、不穏な動きをしたデジモンを跡形も無く次々と抹殺している。
常に暗闇に潜み生きたことからもはや感情を忘れ、破壊と殺戮そのものが好きも嫌いもない生活の一部と化しており、ただ月の下でデジモンが消滅して死んでいくのを見ることにのみ充実感を覚えている。
無尽蔵に生み出し、デジモンの精気を好む性質を持っている「イビルビル」（アニメ『デジモンクロスウォーズ～悪のデスジェネラルと七つの王国～』ではデザインが判明している）と呼ばれる使い魔を召喚し、それを攻撃に利用している。他にも両腕を自在に伸縮させて敵を確実に捕縛し、捕縛した敵に情報を全て吐かせた後その爪で引き千切る。そして、闇のエネルギーを集約し胸の月が満ちた時に必殺技の「ギャディアックレイド」を放つ（敵は周りを全て闇に変えられその先から一筋の閃光を見るが、その光は希望ではなく終焉の光である）。
これまで登場したヴァンデモンや同じ究極体であるヴェノムヴァンデモンとベリアルヴァンデモンと比べてスマートな体になっているのも特徴。
2011年6月10日にデジモンウェブのデジモン図鑑に追加され、詳細設定が判明し、さらに2020年10月2日に世代・属性が判明した。
アニメ『デジモンクロスウォーズ～悪のデスジェネラルと七つの王国～』ではバグラ軍の新幹部であるデスジェネラルの一人として登場。声は黒田崇矢（日本語版）、ニール・キャプラン（英語版）。公式設定とは違い、配下は堕天使型デジモンで統一されている。
漫画『デジモンクロスウォーズ』本編では登場しなかったが、単行本第2巻のカバー裏に収録されているオマケ漫画「ばぐら家の横顔 第0回」ではドルビックモン、スプラッシュモン、オレーグモンと共に登場し本編で登場しなかったことを怒っていた。続く第3巻のカバー裏では「お料理将軍・イタリアンのネオヴァンデモン」になった。ちなみに本作品では瞳のハイライトは独自のものになっている。
『バイタルブレス デジタルモンスター』のDimカード「ダイナスティ オブ ザ エビル」では究極体として登場している。
得意技
ナイトメアレイド
アニメ『デジモンクロスウォーズ～悪のデスジェネラルと七つの王国～』では第3話（通算第33話）と第21話（通算第51話）で使用。その時はデジモンのデータを吸い取る技になっている。
英語版での名称はNightmare Leeches（ナイトメアリーチーズ）。
ブラッディストリームグレイド
アニメ『デジモンクロスウォーズ～悪のデスジェネラルと七つの王国～』では第21話（通算第51話）で使用（ただし、不発に終わっている）。
英語版での名称はBlue Obliteration（ブルーオブリタレイション）。
必殺技
ギャディアックレイド
アニメ『デジモンクロスウォーズ～悪のデスジェネラルと七つの王国～』では第20話（通算第50話）、第21話（通算第51話）で使用（第20話（通算第50話）では心を失った状態で使用した）。
英語版での名称はDoom Cannon（ドゥームキャノン）。
ギガギャディアックレイド
アニメ『デジモンクロスウォーズ～悪のデスジェネラルと七つの王国～』オリジナル。第3話（通算第33話）と第4話（通算第34話）で使用。「ギャディアックレイド」の強化版といえる技で、ダークネスモード時に披露した。
英語版での名称はGiga-Neutron Blast（ギガニュートロンブラスト）。

### ネオデビモン
- 英名:NeoDevimon / 世代:完全体 / タイプ(種族):墮天使型（当初は人造堕天使型） / 属性:ウィルス
- 必殺技:ギルティクロー / 得意技:

漫画『デジモンアドベンチャー Vテイマー01』で初登場。
人為的に改造進化させたデビモン。顔に装着されたマスクは自身の力と意思をコントロールするためのものと言われており、主人には忠実に従う。
アニメ『デジモンアドベンチャー:』では第23話で登場。

### ネガーモン
- 英名:Negamon / 世代:幼年期II / タイプ(種族):不明 / 属性:
- 必殺技:ダウナーアイ / 得意技:

アニメ『デジモンアドベンチャー:』で初登場。
ネットワークに溢れている負のデータに浸かりながら成長した幼年期のデジモン。漆黒の闇の中でひっそりと暮らしており、自らの絶命を常に望んでいる。自身に近寄ってきたデジモンの前に現れると目から発する呪いでそのデジモンを操って自らを捕食させるのだが、このネガーモンを取り込んだデジモンは逆に内部から浸食され、次第に感情を失って闇に堕ちていき、最終的には新たなネガーモンが再生するための苗床にされてしまうという。 
2021年9月13日にデジモンウェブのデジモン図鑑に追加され、詳細設定が判明した。

### ネフェルティモン
- 英名:Nefertimon / 世代:アーマー体（カードゲームでは成熟期） / タイプ(種族):聖獣型 / 属性:フリー（カードゲームではワクチン種）
- 必殺技:カースオブクイーン、ロゼッタストーン / 得意技:ナイルジュエリー

『D-3』で初登場。
テイルモンが光のデジメンタルで進化したアーマー体。スフィンクスのような姿をした聖獣型デジモン。光のデジメンタルの力を100%発揮しており、光と古代の力をもって闇を浄化する能力を行使する。ライバルはバステモン。
アニメ『デジモンアドベンチャー02』に登場。ペガスモンとの連携で「サンクチュアリバインド」というアニメオリジナル技を発動した。
アニメ『デジモンフロンティア』では、オファニモンの城のデータをロックしているキーとして登場。声は永野愛。

#### ネフェルティモン（X抗体）
- 英名:Nefertimon X / 世代:成熟期 / タイプ(種族):聖獣型 / 属性:ワクチン
- 必殺技:カースオブクイーン、カルトゥーシュ / 得意技:

ネフェルティモンが「X抗体」を取り込んでさらなる進化を遂げた姿。動物的な俊敏性と格闘能力が高まっており、防御力は低いものの、その分装甲は動きやすいものとなっている。攻撃力もやや低いが、邪悪なデジモン相手には闇を浄化する光の力でその力は数十倍に跳ね上がり、サーベルレオモンのデータを反映させた爪で打ち倒す。

### ネプトゥーンモン
- 英名:Neptunemon / 世代:究極体 / タイプ(種族):神人型 / 属性:ワクチン
- 必殺技:ボルテックスペネトレート、ウェーブオブデプス / 得意技:

オリンポス十二神族の一角。魚の兜を被った人型のような姿をしている神人型デジモン。ギリシア神話のポセイドン、ローマ神話のネプチューンをモデルにしている。
超深海に建設された「深海神殿（アビスサンクチュアリ）」に住んでおり、ブルーデジゾイド製の「スケイルメイル（鱗鎧）」に身を包み、思念と意志を持つ槍「キングスバイト」を所持する。
全ての海生デジモンを統べる立場にあり、海中における遊泳スピードはあのメタルシードラモンをも凌駕すると言われる。
ゲーム『デジモンストーリー』で登場。
アニメ『デジモンクロスウォーズ』ではアイランドゾーンでのタクティモンの配下デジモンとして登場。声は真殿光昭（日本語版）、リアム・オブライエン（英語版）。本作品では頭部のデザインが従来とは若干異なり、本作品では深海魚の顔のようになっている。また、キングスバイトは「ボルテックスペネトレート」使用時には穂先が一つになる。最初は倒されたが、後に善良なデジモンとして復活する。

### ネーモン
- 英名:Neemon / 世代:成長期 / タイプ(種族):獣型 / 属性:データ
- 必殺技:たぬきねいり / 得意技:逃げ足ダッシュ

アニメ『デジモンフロンティア』で初登場。
いつもボーっとして暢気な性格の獣型デジモン。ボコモンといつも一緒にいるが、口うるさいボコモンにしょっちゅうせっつかれている。
一見何の戦闘能力もないデジモンだが、多彩な進化をすることができ、成熟期に進化すれば並のデジモン以上の力を発揮することができる。

## の

### ノヘモン
- 英名:Nohemon / 世代:アーマー体（カードゲームでは成熟期） / タイプ(種族):パペット型 / 属性:フリー（カードゲームではウィルス種）
- 必殺技:デリジョンクロウ / 得意技:

『D-3』で初登場。
ワームモンが純真のデジメンタルで進化したアーマー体のパペット型デジモン。名前の由来は顔に書かれたへのへのもへじで、案山子のような姿をしているが本体はカラスのぬいぐるみであり、このカラスが超能力で案山子を操っている。
弓矢の名手で、その腕前は百発百中の腕前だが、性格は狡猾とされている。
アニメ『デジモンアドベンチャー:』では第47話、第64話、第67話（最終話）で登場。声は田中秀幸。ただし、台詞があったのは第47話のみ。

### ノーブルパンプモン
- 英名:Noblepumpmon / 世代:究極体 / タイプ(種族):パペット型 / 属性:データ
- 必殺技:トリックオアトリート・ウォレス、アトランティックダム、ワッサムリングジャック / 得意技:

ゲーム『デジモンリアライズ』で初登場。
パンプモンの究極体で、スラリとした頭身の身体に黒い翼のような燕尾服、そして頭には豪奢なシルクハットを被っている。
善も悪もなく常に中立の立場を取りながら全てのデジモンを笑顔にすることを志している紳士であり、明朗な性格に加えて時におちゃめな言動も取れるユーモアも併せ持っていることからどんなデジモンとすぐに打ち解けることができ、そのため彼を邪険に扱う者はほとんどいない。
手には「ワッサムリングジャック」という杖を持ち、特に親しいものにはこの杖から誰もが唸るような味のカボチャ料理を生み出してそれを振る舞う。
2019年12月2日にデジモンウェブのデジモン図鑑に追加され、詳細設定が判明した。

## は

### バアルモン
- 英名:Reapmon / 世代:完全体（クロスウォーズ） / タイプ(種族):魔人型 / 属性:フリー
- 必殺技:カミウチ、ギルティッシュ、リークインフォメーション / 得意技:

アニメ『デジモンクロスウォーズ』で初登場。
あらゆる知識を有する魔人型デジモンで『気高き王』とも呼ばれ、一説にはとある魔王型デジモンのもう一つの姿とも言われている。己の知識の全てを書き記した「アッピンの紅い本」を持ち、閲覧者を希望する者には自身の魂と引き換えにそのうちの1ページ分の知識を与えてくれる。聞けばどんな質問や疑問にも答えてくれるが、その時にはその者に一つずつ試練を与え、その試練をクリアできなければやはり魂を奪ってしまうとされる。マントは古今東西の護符を積層しており、その護符にはあらゆる対処法が記されているといわれ、その豊富な知識であらゆる攻撃をすべて防ぐことができる。
護符を様々なものに変化させて攻撃する技や、手にした打神鞭で強烈な雷撃を放つ技（特にホーリー系のデジモンには大ダメージを与える）を使う。
アニメ『デジモンクロスウォーズ』に登場し、後にベルゼブモンに転生した。声は岸尾だいすけ（日本語版）、マシュー・マーサー（英語版）。
『バイタルブレス デジタルモンスター』のDimカード「ダイナスティ オブ ザ エビル」では完全体として登場している。

#### バアルモン（X抗体）
- 英名:Reapmon X / 世代:完全体 / タイプ(種族):魔人型 / 属性:フリー
- 必殺技:トゥーリブラスト、ザイカミウチ、アブソマーク / 得意技:

X抗体を得て変化したバアルモンの姿。護符によって抑えていた内なる力がX抗体の影響でその一部が解放された。「アッピンの紅い本」に意思が芽生え、知識を問われし者が答えを間違えば、主より先に裁きを下す。
解放した右腕のショットガンで広範囲の敵をまとめて撃ち抜く技や、打神鞭と一体になった左腕を鋭く敵に打つ技を使う他、「アッピンの紅い本」から放たれる技で敵を取り込み本の１ページとして吸収する。
2022年10月28日にデジモンウェブのデジモン図鑑に追加され、詳細設定が判明した。

### ハイアンドロモン
- 英名:HighAndromon / 世代:究極体 / タイプ(種族):サイボーグ型 / 属性:ワクチン
- 必殺技:アトミックレイ / 得意技:コピー&ペースト

『D-3』で初登場。
アンドロモンを改良・改造し進化した究極体。頭脳のバイオシナプス回路の完成度が高まり、自ら思考が出来るようになった。右肩に青い中性子制御タービン、左肩に赤い原子制御タービンを備えている。

### ハイビジョンモニタモン
- 英名:Hi-VisionMonitamon / 世代:成熟期（クロスウォーズ） / タイプ(種族):液晶薄型 / 属性:データ
- 必殺技:電影烈破（でんえいれっぱ） / 得意技:光電殺法之陣（こうでんさっぽうのじん）、癒天光（いてんこう）、業火弾（ごうかだん）、爆水竜（ばくすいりゅう）、暴風車（ぼうふうしゃ）、雷電閃（らいでんじん）、瞬索敵（しゅんさくてき）

アニメ『デジモンクロスウォーズ』で初登場。
最新モデルのモニタモンで、戦闘能力だけでなく分析力や情報収集力のいずれも他のモニタモンを超えるエース的存在。手に「電磁丸（でんじまる）」を持ち、攻防一体に長けた武器である。「黒い電磁波」の異名を持ち、デジタルワールド全体から集めた最新情報を綿密に分析して戦術を練ってはそれをモニタモンたちに伝えている。
その優れた統制力によってモニタモン軍団を勝利に導いているが、時折熱が入りすぎて話が終わらなくなるのが玉に瑕。
アニメ『デジモンクロスウォーズ』では3体の赤い落ちこぼれモニタモンズがデジクロスした姿として登場。声は丸山優子（日本語版）。

### バイフーモン
- 英名:Baihumon / 世代:究極体 / タイプ(種族):聖獣型 / 属性:データ
- 必殺技:金剛 / 得意技:鉄甲爪、青銅砲

西方を守護する最若の四聖獣で白虎にあたる。四聖獣の中では中立的な存在である。
四聖獣としては最も若いとされているが、同時に四聖獣中最大のパワーを誇るとも言われている。
必殺技の金剛は相手の体を金属に変える、金属にされた者はその体が錆びて朽ち果てるまで死ぬことは出来ない
アニメ『デジモンテイマーズ』に登場。

### パイルボルケーモン
- 英名:PileVolcamon / 世代:究極体 / タイプ(種族):サイボーグ型 / 属性:データ
- 必殺技:ボルケニックドライバー / 得意技:ダイアモンドフィスト

ボルケーモンの7つある進化形態の一つ。「友情のデジメンタル」から進化できることも確認されている。
格闘戦を得意とするファイター型で、元の筋肉質な体からより格闘戦に適したスマートな姿へと生まれ変わり、背中のあった噴火口は両肩に移動している。
非常に凄まじいパワーを有するだけでなく、プロレスを始めとするあらゆる格闘技に精通しており、特にその拳の一撃はクロンデジゾイドすら砕くほどの破壊力を発揮する。
2021年9月1日にデジモンウェブのデジモン図鑑に追加され、詳細設定が判明した。

### バウトモン
- 英名:Boutmon / 世代:完全体 / タイプ(種族):獣人型 / 属性:ワクチン
- 必殺技:雷撃踵（らいげきしょう）、武電破弾（ぶでんはだん）、迅雷廻天戟（じんらいかいてんげき） / 得意技:

『バイタルブレス デジタルモンスター』のDimカード「インパルスシティ」で初登場。
空手を始めとする様々な格闘競技のデータによって進化したデジモン。正々堂々とした気質の相手が望む試合形式で戦うことを重んじている礼儀正しいスポーツマンでもある。
あらゆる格闘技のルールや戦い方をラーニングしており、バウトモンが使う技のバラエティも非常に豊富であるが、時に両手からエネルギー弾を飛ばすという格闘ゲームに出てくるような技を繰り出すこともある。
2021年2月5日にデジモンウェブのデジモン図鑑に追加され、詳細設定が判明した。

### パオモン
- 英名:Paomon / 世代:幼年期I / タイプ(種族):スライム型 / 属性:
- 必殺技:酸の泡 / 得意技:

ラブラモンの幼年期。アジアのデジモン研究者が共同で鑑賞や飼育用として誕生させた人工デジモン。

### バオハックモン
- 英名:BaoHackmon / 世代:完全体 / タイプ(種族):恐竜型 / 属性:データ
- 必殺技:バーンフレイム、ドラグレスパイカー / 得意技:フィフクロス、ティーンブレイド

ゲーム『デジモンコレクターズ』で初登場。
ハックモンがさらなる鍛錬と経験を積み、そのセンスを磨き上げて成長を遂げた姿。
長きに渡る研鑽に加え、強敵とのバトルを重ねて培われた戦闘経験を糧に進化を続ける戦闘巧者である。
ロイヤルナイツへの志も高まっており、自分が成すべきことは己の意志と考えで決めることを信条としている。
ゲーム『デジモンリアライズ』ではもん（声 - 石川由依）のパートナーデジモンであるハックモンの成熟期として登場。声は梅原裕一郎。

### パグモン
- 英名:Pagumon / 世代:幼年期II / タイプ(種族):レッサー型 / 属性:
- 必殺技:毒性の泡 / 得意技:

『デジタルモンスターVer.5』で初登場。失われた片目（右目）の代わりにはめ込んでいる大粒のルビーは、デジタルワールド内ならばどこでも覗き見る力を秘めており、この能力によって世界のあらゆる情報を瞬時に読み取ることが可能
頭に生えた耳のようなものを器用に使い、低空飛行をしたり、ものをつかんだり出来る。イジワルな性格をしており、相手をバカにすることが大好きで他の幼年期デジモンを追い回している。

### バグラモン
- 英名:Bagramon / 世代:究極体（クロスウォーズ） / タイプ(種族):魔王型 / 属性:ウィルス
- 必殺技:アストラルスナッチャー、インビジブルスネークアイズ、スカーレットブラッドワイン / 得意技:

アニメ『デジモンクロスウォーズ』で初登場。
かつては死を司る高位の天使型デジモンであったが、理不尽な世界の理（ことわり）に絶望したことで神に反旗を翻し、その結果堕天した魔王型デジモン。その時の罰により片目と半身を失い、それ以降は霊木から作った義体を着込み、半身の代わりとしている。長い義手の右腕は霊体を掴むことができ、その義手で生きているデジモンから魂だけを抜き取ってその魂を自在に操ることができる。
失われた片目（右目）の代わりにはめ込んでいる大粒のルビーは、デジタルワールド内ならばどこでも覗き見る力を秘めており、この能力によって世界のあらゆる情報を瞬時に読み取ることが可能で、このことから「死を司る賢者」としてその名が知られている。
他の堕天使型デジモンと違って神へ謝罪すればその罪を許される権利を持つが、本人は今の神が造った『理不尽な世界の理』に替わるものを探求し続けており、「新たな理」によって世界から神を追放することし、新たな世界を作り出すことを目的として生きている。
アニメおよび漫画『デジモンクロスウォーズ』では主人公たちと敵対するバグラ軍の皇帝として登場。アニメ版の声は草尾毅（日本語版）、ニール・キャプラン（英語版）。アニメ版第2期『悪のデスジェネラルと七つの王国』の終盤ではダークネスバグラモンに強化し倒されたが、第3期『時を駆ける少年ハンターたち』では人間の老人である時計屋のおやじに転生する。

### ハグルモン
- 英名:Hagurumon / 世代:成長期 / タイプ(種族):マシーン型 / 属性:ウィルス
- 必殺技:ダークネスギア / 得意技:巻き込み、コマンドインプット、ハグルアタック、クラッシュデバイス

『デジモンペンデュラム5』で初登場。
歯車のような形をしている。自身の体内にも無数の歯車が内蔵されており、それが一つでも欠けると機能停止してしまう。自身の歯車を埋め込んだデジモンを操ることが可能だが、善悪の区別がつかないため自分が悪いデジモンに利用されることが多い。
アニメ『デジモンアドベンチャー』ではムゲンドラモンの部下として登場。
アニメ『デジモンクロスウォーズ』ではグランドロコモンの補佐として登場。声は菊池こころ。

#### ハグルモン（X抗体）
- 英名:Hagurumon X / 世代:成長期 / タイプ(種族):マシーン型 / 属性:ウィルス
- 必殺技:ダークネスギア / 得意技:

ハグルモンが「X抗体」を受け進化した姿。さらに強力なコンピュータウイルスが入った「コハグルモン」が現れている。しかし、コハグルモンも自我を持っておらず、互いが正確に噛み合って規則正しく回転することだけが唯一の繋がりであり、回転が不規則になるとコハグルモンは本体から外れてしまい、被害を出してしまう危険性もある。ドリル状に変化した歯車も追加されており、不用意に近付くと痛い目を見る。 
2021年6月30日にデジモンウェブのデジモン図鑑に追加され、詳細設定が判明した。

### バケモン
- 英名:Bakemon / 世代:成熟期 / タイプ(種族):ゴースト型 / 属性:ウィルス
- 必殺技:ヘルズハンド、デスチャーム / 得意技:

『デジタルモンスターVer.3』で初登場。
白い布で体を覆った幽霊のようなデジモン。呪われたウイルスプログラムの塊で、こいつに取り付かれたコンピューターはシステムを破壊されてしまう。布の中は異次元に繋がっているらしい。
他にも数匹のバケモンが合体して巨大化したバケモン様や、バケモン様並の大きさのバケモン親分がいる。
アニメ『デジモンフロンティア』では第11話にて3体登場し、2体は占い師の村の住民として、もう1体は魔法使いのような帽子を被っている占い師として登場。

### バコモン
- 英名:Bacomon / 世代:成長期（クロスウォーズ） / タイプ(種族):突然変異型 / 属性:データ
- 必殺技:トランスデリバリー / 得意技:ガムロール

全身をダンボール箱のようなもので覆っているデジモン。普段は引きこもりなほど恥ずかしがり屋な性格で、ダンボールを纏っている時だけ安心できて外を出歩ける。
ただしダンボール自体は非常に脆いため戦闘は好きではなく、無理に中身を覗こうとすると身体を引っ込めて閉じこもってしまう。
デジモンクロスウォーズ オリジナルデジモンコンテスト受賞作品。
アニメ『デジモンクロスウォーズ～時を駆ける少年ハンターたち～』に登場。声は今野宏美。

### バステモン
- 英名:Beastmon / 世代:完全体 / タイプ(種族):獣人型 / 属性:ウィルス
- 必殺技:ヘルタースケルター、ヴァンパイアダンス / 得意技:

ゲーム『デジモンワールド3』で初登場。
妖艶な姿の獣人型デジモン。ズル賢く派手好きな性格。光の化身ネフェルティモンのライバル。モデルはエジプト神話に登場する猫の女神バステト。
アニメ『デジモンクロスウォーズ』で初登場を果たした。声は河西智美（AKB48（当時））。
アニメ『デジモンゴーストゲーム』の第55話に登場。声は生天目仁美。

### パジラモン
- 英名:Pajramon / 世代:完全体 / タイプ(種族):聖獣型 / 属性:ウィルス
- 必殺技:ヴァフニジュヴァーラ / 得意技:宝弓（パオゴン）

スーツェーモンに仕える十二神将で未にあたる。デーヴァの中では秘密が多いとされ、性格は冷酷で夢を支配することから「闇の十二神将」と呼ばれる。

### バタフラモン
- 英名:Butterflymon / 世代:アーマー体（カードゲームでは成熟期、ゲーム『デジモンセイバーズ アナザーミッション』では完全体） / タイプ(種族):昆虫型 / 属性:フリー（カードゲームではワクチン種）
- 必殺技:スウィートフェロモン / 得意技:

アニメ『デジモンアドベンチャー02』のドラマCD「未知へのアーマー進化」で初登場。
テイルモンが知識のデジメンタルで進化したアーマー体。その名の通り蝶をモデルにした昆虫型デジモン。温暖な地域に生息しており、戦うことを好まない性格である。

### バッカスモン
- 英名:Bacchusmon / 世代:究極体 / タイプ(種族):神人型 / 属性:ウィルス
- 必殺技:クック・オブ・ザ・ヘル、パーティー・オブ・ザ・ヘブン、リバース・オブ・ザ・デッド / 得意技:

ゲーム『デジモンクルセイダー』で初登場。
デジタルワールド一の酒豪を自称するオリンポス十二神族の一体。陽気な性格で面倒見が良く、成長期や成熟期のデジモンを集めて昼夜を問わず宴会を開いている。その体內ではあらゆる種類の酒を精製することが出来るため、宴会で仲良くなったデジモンのリクエストに応えて酒を振る舞うという。果実酒を好んで口にし、一番好きな果実酒はケレスモンの背負う森『カルポスヒューレ』に実るスイーツを発酵させた物で、暇さえあればケレスモンに「果実酒を作らせてくれ」と頼み込んでいる。そのためケレスモンとは非常に仲が良く、共に行動することが多い。
また、バッカスモンの精製する毒のデータはクラックチームの研究対象になっており、細菌兵器の作成や偉人暗殺計画の一部にバッカスモンの毒のデータが関わっているのではないかという噂がまことしやかに囁かれている。
]
モデルはローマ神話のバックス。
2022年5月25日にデジモンウェブのデジモン図鑑に追加され、詳細設定が判明した。

#### バッカスモン：泥酔モード
- 英名:Bacchusmon Crapulence Mode / 世代:究極体 / タイプ(種族):神人型 / 属性:ウィルス
- 必殺技:クック・オブ・ザ・ヘル、パーティー・オブ・ザ・ヘブン、リバース・オブ・ザ・デッド / 得意技:

ゲーム『デジモンクルセイダー』で初登場。
バッカスモンが酔った時の姿で、体に禍々しい紋様がある。

### ハックモン
- 英名:Hackmon / 世代:成長期 / タイプ(種族):小竜型 / 属性:データ
- 必殺技:フィフスラッシュ、ティーンラム / 得意技:ベビーフレイム

ゲーム『デジモンコレクターズ』で初登場。
首元のマントが特徴的なクールホワイトに輝く小竜型デジモン。ガンクゥモンより自分の後継者候補として見出され、シスタモン姉妹を目付役としガンクゥモンから課された試練を乗り越えることを使命としている。ロイヤルナイツの中でも奔放なガンクゥモンの影響か束縛を嫌う自由気ままな性格で、生まれ持った高い戦闘センスから例え相手が格上の存在であろうとも互角以上の戦いができる。
アニメ『デジモンユニバース アプリモンスターズ』にも同名のキャラクターが存在するが、直接的な関係は無い。
アニメ『デジモンアドベンチャー tri.』で登場。声は武内駿輔。
ゲーム『デジモンストーリー サイバースルゥース』で登場。声は江森浩子。
ゲーム『デジモンリアライズ』ではもん（声 - 石川由依）のパートナーデジモンとして登場。声は梅原裕一郎。

### ハッスルナニモン
- 英名:HustleNanimon / 世代: / タイプ(種族): / 属性:
- 必殺技: / 得意技:

漫画『デジモンクロスウォーズ』に登場。

### バドモン
- 英名:Budmon / 世代:幼年期II / タイプ(種族):植物型 / 属性:
- 必殺技:ドクトゲトゲ / 得意技:

ララモンの幼年期。毒を持つ植物のデータをたくさんつぼみのような姿に閉じ込めている。こちらから攻撃してこない限り無害な存在。

### ハニービーモン
- 英名:Honeybeemon / 世代:アーマー体（カードゲームでは成熟期） / タイプ(種族):昆虫型 / 属性:フリー（カードゲームではデータ種）
- 必殺技:ポイズンパウダー / 得意技:

ブイモンが知識のデジメンタルで進化を遂げたアーマー体。蜜蜂をモデルにしている。
小さな体のため攻撃力自体は低いが、その代わりとても動きが素早く、目にも止まらぬスピードで敵の後ろに回り込んで針で突き刺す。
アニメ『デジモンフロンティア』では第26話で登場。声は小栗雄介、森訓久、内藤玲。
アニメ『デジモンクロスウォーズ』第1期ではフォレストゾーンの住民として登場し、第2期『悪のデスジェネラルと七つの王国』では別個体が第5話（通算第35話）から第6話（通算第36話）でデスジェネラルの一人であるザミエールモンの配下デジモンとして多数登場。声は赤羽根健治（第2期）。
アニメ『デジモンアドベンチャー:』では第57話で登場。

### パニモン
- 英名:Panimon / 世代:究極体 / タイプ(種族): / 属性:
- 必殺技: / 得意技:

漫画『デジモンアドベンチャー Vテイマー01』で登場。
ゲノデジモンの一体で、メフィスモンに酷似している。

### ハヌモン
- 英名:Apemon / 世代:成熟期 / タイプ(種族):獣人型 / 属性:ワクチン
- 必殺技:怒髪天 / 得意技:如意ボーン

『デジモンペンデュラム3』で初登場。
中央アジア圏のネットワークで稀に目撃される伝説の獣人型デジモン。黄金のデジモンといわれるほど希少なデジモンで、孫悟空のように雲やケムリに乗って移動する。
アニメ『デジモンアドベンチャー02』では第33話で登場し、後に別個体が中国の選ばれし子供の一人である月紅のパートナーデジモンとして登場。
アニメ『デジモンテイマーズ』では第6話で他のデジモンと混じって牧野留姫を自分のテイマーにしようとし、デジモンクィーンに異名を取る彼女の前に現れたデジモンの群れとしてシルエットとして登場（左側のビジョンにおり、他にはマミーモン（『デジモンアドベンチャー02』で見せた人間態の姿で、本来のデジモンとしての姿は見せていない）、ツブモン、バクモン、ファントモンが映っていた）。
アニメ『DIGITAL_MONSTER X-evolution』では2体ずつ登場。声は滝知史。
アニメ『デジモンクロスウォーズ～時を駆ける少年ハンターたち～』では第12話（通算第66話）で登場。
アニメ『デジモンアドベンチャー:』では第56話で登場。声は田邊幸輔。
アニメ『デジモンゴーストゲーム』では第18話、第31話で登場。声は半田裕典（第31話）。

### ババモン
- 英名:Babamon / 世代:究極体 / タイプ(種族):エンシェント型 / 属性:ワクチン
- 必殺技:エンプレスヘイズ / 得意技:トライバニッシュ

『デジタルカードバトル』で初登場。
右手にホウキを持つおばさんの姿をしたエンシェント型デジモン。
ゲームではとあるデジモンが一時的に姿を変えた姿だったが、アニメ『デジモンテイマーズ』では一種族として登場していた。
アニメ『デジモンフロンティア』では第11話にて占い師の村の住民として登場。

### バブモン
- 英名:Pabumon / 世代:幼年期I / タイプ(種族):スライム型 / 属性:
- 必殺技:粘着性の泡 / 得意技:

『デジモンペンデュラム1』で初登場。
ドロッとした体でおしゃぶりをしている。見掛けに寄らず表情豊かな性格をしている。コンピュータウイルスとして利用されそうになったこともあるらしいが、まだ脆弱なので役には立たなかった。

### パフモン
- 英名:Pafumon / 世代:幼年期I / タイプ(種族):精霊型 / 属性:
- 必殺技:パフバルーン / 得意技:

クダモンの幼年期。精霊型という希少なデジモン。空中をフワフワと浮かんでいるだけで、風向きで移動方向が変わる。

### パブリモン
- 英名:baboongamon / 世代:成熟期 / タイプ(種族):突然変異型 / 属性:データ
- 必殺技:デュアルプレッサー、ジュークラック / 得意技:

デジモン観察を好み作り上げたデータをデジタルワールド内に発信する、貝殻フードをかぶった突然変異型デジモン。内容はとても些細なことから、時には三大天使に興味を向け天使型デジモンと対立するなど、命の危険すら顧みない取材を行う。発信される内容から多数の読者に支持されているが、嫌う読者も少なくはない。しかし、読者を害する者は力による強制取材の餌食となる。
2つの巨大ウィンドウで勢いよく挟む技やウィンドウを紙飛行機のようにして飛ばし敵を貫通する技を使う。
2022年10月2日にデジモンウェブのデジモン図鑑に追加され、詳細設定が判明した。

### バブンガモン
- 英名:baboongamon / 世代:成熟期 / タイプ(種族):獣型 / 属性:ワクチン
- 必殺技:マウントストーン、グライドロックス / 得意技:

体の一部が岩石のような甲殻で覆われたヒヒに似た獣型デジモン。岸壁や岩山といった高低差のある場所に群れをなして巣を作る性質を持ち、非常に縄張り意識が強い。
その体についている岩石は砕けるたびに硬くなって再生し、そして群れの中で最も硬い岩の装甲を持つ個体がその縄張りを統べるボスとなる。
2020年6月8日にデジモンウェブのデジモン図鑑に追加され、詳細設定が判明した。

### パラサイモン
- 英名:Parasimon / 世代:究極体 / タイプ(種族):寄生型 / 属性:ウィルス
- 必殺技:エレクトリックバインド / 得意技:デジカボリックステロイド

映画『デジモンテイマーズ 暴走デジモン特急』で初登場。
究極体でありながら他のデジモンに寄生することでしか生きられないデジモン。寄生されたデジモンはその能力をフルに発揮できるが、理性を失い凶暴化してしまう。
映画『デジモンテイマーズ 暴走デジモン特急』で登場。声は肝付兼太。
アニメ『デジモンクロスウォーズ～時を駆ける少年ハンターたち～』では第13話（通算第67話）で洲崎アイルが所有するデジモンとして登場。声は飛田展男。
アニメ『デジモンアドベンチャー:』では第45話で登場。

### パラサウモン
- 英名:Parasaurmon / 世代:成熟期 / タイプ(種族):恐竜型 / 属性:ウィルス
- 必殺技:パルシースイート、ウェイビーオクタヴィスト / 得意技:

『デジモンペンデュラムZII』で初登場。
温暖な気候の環境に棲む穏やかな性質の草食恐竜に似た姿のデジモン。首の周りに果実にも見える器官をぶら下げており、そこから個体ごとに微妙に異なる甘い香りを出して仲間に自分の位置を知らせることができる。
その匂いにつられて他のデジモンに襲われることも少なくないが、その時は口から吐く痺れガスや周囲数十メートル以上に響き渡る岩も砕く超低音の咆哮で応戦する。
2020年10月5日にデジモンウェブのデジモン図鑑に追加され、詳細設定が判明した。

### パラレルモン
- 英名:Parallelmon / 世代:究極体 / タイプ(種族):突然変異型 / 属性:ウィルス
- 必殺技:アブソーベントバン / 得意技:

漫画『デジモンアドベンチャー Vテイマー01』の番外編に登場。
様々なパラレルワールドを移動しテイマーのデータを吸収していく突然変異型デジモン。

### バリスタモン
- 英名:Ballistamon / 世代:成熟期（クロスウォーズ) / タイプ(種族):マシーン型 / 属性:ワクチン
- 必殺技:ホーンブレイカー、ヘヴィスピーカー、アームバンカー（漫画『デジモンクロスウォーズ』のみ）、アルティメットスピーカー、ヘヴィ・ザ・ショット（アニメ『デジモンクロスウォーズ』のみ） / 得意技:

アニメおよび漫画『デジモンクロスウォーズ』で初登場。
強大なパワーと堅固な装甲を持つカブトムシに似たマシーン型デジモン。見た目によらず非好戦的で大人しい性格だが、戦闘時にはその力を遺憾なく振るい、敵を一掃する強力無双の戦士となる。
凄まじいポテンシャルを有するも、その巨体のため機動性に乏しく、高速タイプのデジモンとの戦いは苦手としている。
2010年6月21日にデジモンウェブのデジモン図鑑に追加され、詳細設定が判明し、さらに2020年10月2日に世代・属性が判明した。
アニメおよび漫画『デジモンクロスウォーズ』では主人公である工藤タイキ率いるクロスハートの一員として活躍した。アニメ版での声は草尾毅（日本語版）、カイル・エベール（英語版）。
必殺技
ヘヴィ・ザ・ショット
アニメ『デジモンクロスウォーズ～時を駆ける少年ハンターたち～』オリジナル。第24話（通算第78話）でリボルモンとデジクロスし、クロスアップした際に使用。胸の銃から強力な音波を纏ったエネルギー弾を発射する。

#### バリスタモンMC（マッシュコテージ）
- 英名:Ballistamon Mush Cottage / 世代: / タイプ(種族): / 属性:
- 必殺技: / 得意技:

漫画『デジモンクロスウォーズ』に登場。
バリスタモンとマッシュモンズがデジクロスした形態で、巨大な家になっている。

#### バリスタモンSR（シクステッドランチャー）
- 英名:Ballistamon Sextet Launcher / 世代: / タイプ(種族): / 属性:
- 必殺技:嵐の六重奏（シクステッド・ストーム） / 得意技:

漫画『デジモンクロスウォーズ』第5話に登場。
バリスタモンとドルルモンがデジクロスした形態。全身の6か所の砲台から「嵐の六重奏（シクステッド・ストーム）」を放つ。
ランチャーは正しくは「Launcher」だが、Rと表記されている。

#### バリバステモン
- 英名:BalliBeastmon / 世代: / タイプ(種族): / 属性:
- 必殺技:キャットスピーカー、ベリーバリダンス、ソニックダンシング、アルティメットスピーカー / 得意技:

アニメ『デジモンクロスウォーズ』に登場。
バリスタモンとバステモンがデジクロスした姿。
必殺技
キャットスピーカー
第23話で初使用。 体のドアを開いて強力なな音波砲を発射して攻撃をする。
ベリーバリダンス
第23話で初使用。「ベリベリバリバリダンスダンス」という掛け声と共にクネクネとしたダンスを踊り、相手の戦意を喪失させる。
ソニックダンシング
第2期第10話（通算第40話）で使用。胸部にスピーカーを展開させて音波を発生させる。特殊な音波による洗脳などを解くことが可能。

### バルキモン
- 英名:baluchimon / 世代:成熟期 / タイプ(種族):聖獣型 / 属性:データ
- 必殺技:サイキックチェーン、クラウドビジョン / 得意技:

四肢や頭部の周りに美麗な装飾具を付けているキリンに似た聖獣型デジモンで、背中からは靄のようなものが立ち上っている。
フォルダ大陸で発見されたかつて天使型デジモンが要塞として利用していた建造物の遺跡に群れで生息しており、その遺跡の守護者と考えられている。
知能が高く穏やかな性質であり、ただ遺跡に迷い込んで来ただけの者は幻影を見せて遺跡の外に連れ出すだけだが、悪意を持って遺跡に侵入する者に対しては念動力で攻撃を加えるという獰猛な一面を見せる。
2020年10月27日にデジモンウェブのデジモン図鑑に追加され、詳細設定が判明した。

### バルクモン
- 英名:balkmon / 世代:成熟期 / タイプ(種族):竜人型 / 属性:データ
- 必殺技:エレクトリカルフィスト、サンダードレッド / 得意技:

『バイタルブレス デジタルモンスター』のDimカード「インパルスシティ」で初登場。
生物の筋肉量を調べる体組成計のデータによって進化した筋肉質の大柄な体を持つ竜人型デジモン。好戦的な性格をしているが、一方で食事と睡眠の時以外は常にトレーニングを行って自己研鑽を重ねる努力家でもある
異常に発達した上半身の筋肉から生み出されるパワーは成熟期デジモンの中でもトップクラスを誇り、加えてこれほども巨体でありながら瞬発力も非常に高い。
接近戦では電撃を纏った拳を振るい、遠距離戦では角からの雷撃で対応する。
2021年1月15日にデジモンウェブのデジモン図鑑に追加され、詳細設定が判明した。

### パルスモン
- 英名:Pulsemon / 世代:成長期 / タイプ(種族):獣人型 / 属性:ワクチン
- 必殺技:エレキラッシュ、プチインパルス / 得意技:

『バイタルブレス デジタルモンスター』のDimカード「インパルスシティ」で初登場。
病院やスポーツジムなどに置かれた機械に保存されている人間の心拍波形のデータの影響を受けて進化したデジモン。誰に対しても分け隔てなく接することのできる活発な性格の持ち主で、特徴的な前髪は自身の感情とリンクしており、元気がなくなるとヘタレてしまう。
持ち前の素早さを生かした稲妻のような動きを相手を翻弄するトリッキーファイターであり、加えて体内で電気を生成する能力を有し、それも攻撃に利用する。
他にも人間のバイタルデータに影響を受けて身体能力が向上したり、あるいは進化が促されるデジモンが多く発見されている。
2020年12月18日にデジモンウェブのデジモン図鑑に追加され、詳細設定が判明した。

### バルチャモン
- 英名:Vultuermon / 世代:完全体 / タイプ(種族):鳥人型 / 属性:ウィルス
- 必殺技:リーパーストライク、デザートデスサイズ、ウィザーウィング / 得意技:

猛禽類のような姿をした鳥人型デジモン。銃身に鎌状の刃がついた優れた消音性能を持つ圧縮した砂を弾丸として撃ち出すライフル「CND-96」を装備している。
自身の利益のみを求める冷酷な性格をしていることから「砂塵の死神」の異名で恐れられており、砂嵐の中でも獲物の姿を見逃さない優れた視力を有している。
体に纏っているマントは迷彩マントになっており、開けた場所ではそれで姿を隠して標的を仕留めるチャンスを待つ。
基本的な戦法はCND-96を用いたものだが、複数の敵を相手にする時には砂から大量のコンドルを生成して応戦する。
2021年6月11日にデジモンウェブのデジモン図鑑に追加され、詳細設定が判明した。

### バルバモン
- 英名:Barbamon / 世代:究極体 / タイプ(種族):魔王型 / 属性:ウィルス
- 必殺技:パンデモニウムロスト / 得意技:デスルアー、地獄の火炎

漫画『デジモンネクスト』で初登場。
強欲を司る七大魔王の一体。長い顎鬚を生やし、「デスルアー」と呼ばれる魔杖を持った老人の姿をしている。
性格は狡猾かつ残忍。また、高い知能を生かして世界を支配しようとしている策略家でもあり、同じ魔王型の究極体であるデスモンでさえも操ることが可能とされる。
“強欲”の感情を司る通り、あらゆる財宝や金品に執着しており、己の物欲を満たすためならどんな悪事も厭わない。

#### バルバモン（X抗体）
- 英名:Barbamon X / 世代:究極体 / タイプ(種族):魔王型 / 属性:ウィルス
- 必殺技:セブンス・ジュエライズ、パンデモニウムロスト / 得意技:デスルアー

バルバモンが「X抗体」によって変化した姿。魔杖デスルアーは右手と一体化しており、その腕には“強欲の冠”という紋章が浮かび、より巧みに技を使いこなせるようになっただけでなく、その魔力で抉り取った敵のデジコアを宝石に変えて蒐集する。
強いデジモンであればあるほど輝く宝石へと変化するため、戦う前にその相手を品定めする。

### バルブモン
- 英名:Bulbmon / 世代:完全体 / タイプ(種族):マシーン型 / 属性:データ
- 必殺技:マッドポンプ / 得意技:

ゲーム『デジモンワールド3』で初登場。
一度に40体もの兵士デジモンを兵士を輸送するマシーン型デジモン。敵に襲われてもその巨体で容易に撃退できる。
アニメ『デジモンクロスウォーズ』に登場。

### パロットモン
- 英名:Parrotmon / 世代:完全体 / タイプ(種族):巨鳥型 / 属性:ワクチン
- 必殺技:ソニックデストロイヤー / 得意技:

別次元のデジタルワールドから時空の裂け目から迷い込んでしまったオウムの姿の巨鳥型デジモン。
ホーリーリングを2つも所持することから、神聖なデジモンと見られ、進化後はクロスモンになると言われている。
映画『デジモンアドベンチャー』に登場。

### バロモン
- 英名:Baromon / 世代:アーマー体（カードゲームでは成熟期） / タイプ(種族):魔人型 / 属性:フリー（カードゲームではウィルス種）
- 必殺技:メテオダンス / 得意技:

『D-3』で初登場。
パタモンが勇気のデジメンタルで進化したアーマー体。額の第三の目で未来を見ることが出来る。旧世代デジモンの生き残りであり、密林の奥にある寺院（データベース）の守護神とされ、ロストテクノロジーを持っている。
アニメ『デジモンテイマーズ』では劇場版に登場。研究所を乗っ取った悪のデジモンの一体として登場。身体から小型ミサイルを出せる。グラウモンに倒された。
アニメ『デジモンフロンティア』では拓也たちにルーチェモン復活の予言を見せるが、デュナスモンに殺された。
アニメ『デジモンセイバーズ』では聖なる都の長として登場。大たちと共に戦うも最後はギズモンに殺された。
漫画『デジモンクロスウォーズ』では蒼沼キリハ率いるブルーフレアの一員として登場。こちらは今までのアニメシリーズとは異なり最後まで生存している。

### ハンギョモン
- 英名:Divermon / 世代:完全体 / タイプ(種族):水棲獣人型 / 属性:データ
- 必殺技:ストライクフィッシング / 得意技:

『デジモンペンデュラム2.5』で初登場。
半魚人をモデルにした水棲獣人型デジモン。サカナ型のウェットスーツに身を包み、背中のモーターで水中を自在に移動する。陽気な性格だが、水中での戦闘能力は非常に高く、愛用している鋭利な銛“トレント”で獲物を仕留める。
アニメ『デジモンアドベンチャー』では第42話でメタルシードラモンの手下として多数登場。声は櫻井孝宏、竹内順子、菊池正美、小桜エツ子。
アニメ『デジモンアドベンチャー02』では第13話で登場。声は植村喜八郎。ゲートを介さずに現実世界とつながった異様なデジタルワールドに住まうダゴモンに仕える「深きものども」の姿として描かれるが、本来の姿ではない模様。ナレーターもテンション低く紹介していた。また、イレギュラーなデジタルワールドのはずだが、デジモンカイザー（正体は一乗寺賢）の支配を受けていた。
アニメ『デジモンアドベンチャー:』では第60話、第64話、第67話（最終話）でオレーグモン率いる海賊集団の一員として多数登場。声は角倉英里子、中村光樹。

### パンジャモン
- 英名:IceLeomon / 世代:完全体 / タイプ(種族):獣人型 / 属性:ワクチン
- 必殺技:氷獣拳、冷気功破斬 / 得意技:冷気功

ゲーム『デジモンワールド』で初登場。
氷の属性を持つレオモンの亜種。極寒の地で修行を積んだレオモンが進化をした姿とされるが、その心はいまだ熱いままの正義漢。
名前はジャングル大帝のキャラに由来している。
漫画『デジモンアドベンチャー Vテイマー01』ではレオの完全体として登場。究極体を一刀両断し、その強さを見せ付けた。

#### パンジャモン（X抗体）
- 英名:IceLeomon X / 世代:完全体 / タイプ(種族):獣人型 / 属性:ワクチン
- 必殺技:氷獣拳、雪花火 / 得意技:

パンジャモンが「X抗体」を取り込み、未知の力を引き出した姿。正義のために悪を徹底的に叩くという姿勢を貫いており、その戦い様は冷酷無比で、“冷徹なる白獅子”の異名で呼ばれる。
伝説のレアメタルである“ミスリル”の原石から削り出されたという氷の斧「雪花火」を装備し、その切れ味はそびえる永久凍土の山を切り裂く。
2021年3月19日にデジモンウェブのデジモン図鑑に追加され、詳細設定が判明した。

### パンダモン
- 英名:Pandamon / 世代:完全体 / タイプ(種族):パペット型 / 属性:データ
- 必殺技:アニマルネイル / 得意技:

パンダの姿をしたパペット型デジモン。非常に数の少ないレアデジモンの一匹。自分は一匹狼だと思っているが、秘かにもんざえモンに憧れているらしい。
アニメ『デジモンフロンティア』第7話と『デジモンカードゲーム』に登場。

### バンチョーゴーレモン
- 英名:BanchoGolemon / 世代:究極体 / タイプ(種族):鉱物型 / 属性:ウィルス
- 必殺技:天波返し / 得意技:漢癪ダスト、世掘クロードリル

「バンチョー」の称号を持つデジモンの1体。ゴーレモンと同種の鉱物系デジモンだが、通常のゴーレモンと違って自分の意志を持って活動している。
誰に対しても甘えは微塵も許さない厳格な性格をの持ち主で、如何なる物事にも動じない常に堂々とした佇まいでいる。
自分の前に例え助けを求める者がいても手を差し伸べることはほぼないとされるが、拳を交えた友の窮地にはどこからともなく現れて力を貸すという。
一方で普段は自らもムゲンマウンテンの奥底という非常に過酷な環境に身を置き、そこでの厳しい修行を続けている。

### バンチョースティングモン
- 英名:BanchoStingmon / 世代:究極体 / タイプ(種族):昆虫型 / 属性:フリー
- 必殺技:ブラッディーフィニッシュ、爆雷天、レッドバット / 得意技:

「バンチョー」の称号を持つデジモンの1体。常に高い自尊心に溢れており、常に周りのデジモンを威圧しているという気難しい性格の持ち主。
とにかくプライドが高く、その高さは全デジモンの中でも一番といわれ、少しでも己のプライドに傷をつけるような言動を取った相手には容赦しない。
そのプライドの高さとそれに対して一切の妥協を許さない姿勢から「バンチョー」の称号を獲得したとされる。
身体に纏う「GAKU-RAN」は様々な虫の甲殻を綿密に編み込んで作ったもので、非常に硬質である。

### バンチョーマメモン
- 英名:BanchoMamemon / 世代:究極体 / タイプ(種族):突然変異型 / 属性:データ
- 必殺技:護王流伝羅守（ごーるでんらっしゅ）、千本爆砕（せんぼんどっかーん） / 得意技:特攻漢弾（ぶっこみおとこだま）

「バンチョー」の称号を持つデジモンの1体。デジタルワールドの規律に馴染めず、その規律への反抗を繰り返しながら一人で生きてきた孤高のデジモンだった。一方で、同じく世界から孤立しているデジモンを数多く助けており、その結果彼の下には多くの舎弟が付き今や「豆門連合」と呼ばれる一大集団を作っている。規律遵守を強制するデジモンに対しては連合総出で相手取り、それでありながら誰一人とて犠牲を出すことなく勝利して来たことが番長の名を冠する所以と言われる。戦いの際には愛用の棍棒「黄金罰斗（ごーるでんばっと）」を振りかざし、羽織っている物理攻撃をほぼ無効化する上着「GAKU-RAN」で仲間を守る。
ブラックヒッキーズなる舎弟を多数引き連れている。
アニメでは『デジモンアドベンチャー:』で初登場した。声は石川英郎。

### バンチョーリリモン
- 英名:BanchoLilimon / 世代:究極体 / タイプ(種族):妖精型 / 属性:データ
- 必殺技:アブソリュートテリトリー、ナイトメアアッセンブル / 得意技:トゥインペタル

ゲーム『デジモンフォーチュン』で初登場。
今までデジタルワールドで5体しか確認されていない「バンチョー」の称号を持つ数少ないデジモンの1体。自らの信念を貫き「バンチョー」の称号を得て手に入れた真紅の特攻服に身を包み、頭部の花弁は闇のように漆黒に染まっている。弱肉強食のデジタルワールドの中で何より弱い者を守ろうという意思を秘め、これまで数多くの凶悪なデジモンに襲われてきた者たちを救ってきた。指から伸ばす蔦の鞭の先はヨーヨー型になっており、その威力は物質だけでなく空間すら切り裂いてしまう。
2021年3月29日にデジモンウェブのデジモン図鑑に追加され、詳細設定が判明した。

### バンチョーレオモン
- 英名:BanchoLeomon / 世代:究極体 / タイプ(種族):獣人型 / 属性:ワクチン
- 必殺技:フラッシュバンチョーパンチ、獅子羅王漸 / 得意技:男気

『デジモンアクセル』で初登場。
今までデジタルワールドで5体しか確認されていない「バンチョー」の称号を持つ数少ないデジモンの1体。己が“正義”と“信念”を最後まで貫き、その“正義”に相対する者にはロイヤルナイツであろうと三大天使が相手であろうと躊躇無くぶつかって行く。
自慢の短刀「男魂」で幾多の死闘を乗り越え、そして身に付けた上着「GAKU-RAN」は物理攻撃を89.9%無効化してしまう。
アニメでは『デジモンセイバーズ』で初登場した。声は竹本英史。

#### バンチョーレオモン：バーストモード
- 英名:BanchoLeomon Burst Mode / 世代: / タイプ(種族): / 属性:
- 必殺技:バーニングバンチョーパンチ / 得意技:

アニメ『デジモンセイバーズ』に登場。
バンチョーレオモンが一時的に限界能力を開放した姿。

### ハンナモン
- 英名:Hannahmon / 世代:幼年期相当 / タイプ(種族):スライム型 / 属性:
- 必殺技: / 得意技:

漫画『デジモンクロスウォーズ』の単行本に収録されているオマケ漫画「ばぐら家の横顔」で登場。
この漫画の作者である中島諭宇樹が手掛けた『エレメントハンター』のキャラクターである「ハンナ・ウェーバー」がデジモンに変身した姿。後にキングハンナモンに進化した。

### パンプモン
- 英名:Pumpkinmon / 世代:完全体 / タイプ(種族):パペット型 / 属性:データ
- 必殺技:トリックオアトリート / 得意技:

『デジモンペンデュラム3』で初登場。斧が刺さったジャック・オ・ランタンを頭部にしたパペット型デジモン。
もともとはハロウィンの時期にのみ活動するコンピュータウイルスだったらしい。
ウイルス自体は無害だったため大人しい性格で、感情を顔に出すことは無いが完全体なので外見に似合わず強大な攻撃力を持つ。
アニメ『デジモンアドベンチャー』ではヴァンデモンの部下として登場。ゴツモンと共に「渋谷系デジモン」と名乗り、仕事そっちのけで渋谷で遊んでいたものの、ヴァンデモンにバレて消されてしまう。他の作品でもゴツモンとセットで登場することがある。
アニメ『デジモンフロンティア』では第11話にて占い師の村の住民として2体が登場。

### パンバチモン
- 英名:Panbachimon / 世代: / タイプ(種族):爬虫類型 / 属性:
- 必殺技: / 得意技:

アニメ『デジモンクロスウォーズ』に登場。
矢口真里のデザインしたパンダとハチを合わせた爬虫類型デジモン（声も担当）。

### バーガモン

#### バーガモン（成長期）
- 英名:Burgermon（Rookie） / 世代:成長期 / タイプ(種族):食物型 / 属性:ワクチン
- 必殺技:デリシャスパティ / 得意技:グリーンピクルス

アニメ『デジモンフロンティア』で初登場。
ハンバーガー作りが得意な心優しき食物型デジモン。とりからボールモンと共にピュアバーガー作りに励んでいる。
2021年3月8日にデジモンウェブのデジモン図鑑に追加され、詳細設定が判明した。
アニメ『デジモンアドベンチャー:』では第39話、第64話、第67話（最終話）で登場。声は齋藤彩夏。

#### バーガモン（成熟期）
- 英名:Burgermon / 世代:成熟期 / タイプ(種族):食物型 / 属性:ワクチン
- 必殺技:スパイシーオニオン / 得意技:デリシャスパティ

アニメ『デジモンフロンティア』で初登場。
タマネギのような顔を持つ食物型デジモン。調理を生き甲斐としており、他のデジモンたちに無償で料理を振る舞う優しい性格の持ち主。夫婦の二人一組で働いており、この夫婦の作るハンバーガーは天下一品の美味しさとされる。
2021年7月14日にデジモンウェブのデジモン図鑑に追加され、詳細設定が判明した。

### バードラモン
- 英名:Birdramon / 世代:成熟期 / タイプ(種族):巨鳥型 / 属性:ワクチン
- 必殺技:メテオウイング / 得意技:ファイアフラップ、マッハグライド

『デジタルモンスターVer.2』で初登場。
燃え盛る炎を身に纏う火の鳥のような姿をした巨鳥型デジモン。ファイヤーウォールから生まれたと言われる。本来は非好戦的な性格であるが、外敵には容赦はしない。
アニメ『デジモンアドベンチャー』では武之内空のパートナーデジモンであるピヨモンの成熟期として登場。

### ハーピモン
- 英名:Harpymon / 世代:アーマー体（カードゲームでは成熟期） / タイプ(種族):幻獣型 / 属性:フリー（カードゲームではデータ種）
- 必殺技:ウィンドシーカー / 得意技:サイレントシンフォニー

『D-3』で初登場。
ホークモンが光のデジメンタルで進化を遂げたアーマー体。美しい翼の腕と女性のような体を、疾風の如く現れて大きな爪で宝を奪う盗賊デジモン。
「かすめ取る者」と呼ばれることもあり、遺跡から貴重なデータ（秘宝）を奪い取ったりしている。ゴートモンが天敵。

### ば～ぷモン
- 英名:Burpmon / 世代:不明 / タイプ(種族):突然変異型 / 属性:不明
- 必殺技: / 得意技:

『デジモンツイン』で初登場。
食欲旺盛なデジモンが許容以上のエサを食べ過ぎた結果、この姿に変異したという突然変異型デジモン。この姿になってしまうとどれだけ食べても満腹にはならず、体を動かすことも嫌って惰眠を貪るようになる。動く際には転がるようにして周りにあるものを食べ続け、さらに腹が空くと何でも口に入れてそのまま飲み込んでしまう。
食事制限や運動などダイエットを続けることで以前の姿を取り戻せるらしい。
2021年6月7日にデジモンウェブのデジモン図鑑に追加され、詳細設定が判明した。
アニメ『デジモンアドベンチャー:』では第51話で登場。声は堀越真己。

## ひ

### ビクトリーグレイモン
- 英名:VictoryGreymon / 世代:究極体 / タイプ(種族):竜人型 / 属性:ワクチン
- 必殺技:ドラモンブレイカー、トライデントガイア / 得意技:ビクトリーチャージ

別名“豪傑の竜戦士”とも呼ばれる竜人型デジモンでウォーグレイモンの亜種。
クロンデジゾイド製の鎧を身に纏い、巨大な剣ドラモンブレイカーを振りかざして、独自の剣技で戦う。

### ヒシャリュウモン
- 英名:Hisyaryumon / 世代:完全体 / タイプ(種族):獣竜型 / 属性:ワクチン
- 必殺技:成龍刃 / 得意技:

『デジモンペンデュラムエックス』で初登場。
リュウダモンの完全体で“龍”や“武将”といったデータの封印が解かれて完全な姿へとなった獣竜型デジモン。神のように崇められており、普段は大人しい性格であるが、両手に持つ2つの玉は同朋の魂・金竜と角竜の物で傷つけられると逆鱗に触れたかのように怒り狂う。

### ビショップチェスモン
- 英名:BishopChessmon / 世代:完全体 / タイプ(種族):パペット型 / 属性:ウィルス
- 必殺技:ビショップレーザー、ビショップクロス、マジカルスティック / 得意技:

『デジウィンドウ』で初登場。
チェスの駒の1つ「ビショップ」をモデルとしたパペット型デジモン。あらゆる術を使いこなすことが可能で、砲撃系の技を駆使して遠距離の敵も仕留めることができる。「主よ、我に力を！」が口癖。
アニメ『デジモンセイバーズ』ではDATSオペレーターである白川恵のパートナーデジモンであるポーンチェスモン（白）の完全体に進化した姿として登場。

### ピストモン
- 英名:Pistmon / 世代:完全体 / タイプ(種族):植物型 / 属性:ウィルス
- 必殺技:ランブルショット、クリムゾンスポアーズ、キリングケイデンス / 得意技:

『バイタルブレス デジタルモンスター』のDimカード「インパルスシティ」で初登場。
ロードレーサーの訓練用プログラムから誕生したデジモンで、下半身がロードバイクそのものになっている。
上半身部分は人型をしているが、実は植物系のデジモンであり、バイクのホイール部分は植物の蔓が輪の形になって構成されている。
足はないものの、たとえ走っていない状態であっても静止状態を維持できる優れたバランス感覚を有し、走行時には道に合わせてホイールの形状を変化させることでどんな悪路もパンクすることなくスピーディーに走破できる。
2021年2月12日にデジモンウェブのデジモン図鑑に追加され、詳細設定が判明した。

### ピチモン
- 英名:Pichimon / 世代:幼年期 / タイプ(種族):スライム型 / 属性:
- 必殺技:シャボンの泡 / 得意技:

『デジモンペンデュラム2』で初登場。
プランクトンのようなスライム型デジモン。数多くのデジモンの中でも最小といわれる。好奇心が強く、いつもあちらこちらを動き回っている。

### ビッグマメモン
- 英名:BigMamemon / 世代:完全体 / タイプ(種族):突然変異型 / 属性:データ
- 必殺技:ビッグスマイリーボマー / 得意技:バスターダイブ

『デジモンペンデュラム5』で初登場。
マメモンの親玉とも集合合体した姿だとも言われている巨大な球体の姿をした変異型デジモン。普段は部下のマメモンと遊んでいる。

### ピックモン
- 英名:Pickmon / 世代:幼年期（クロスウォーズ） / タイプ(種族):マイナー型 / 属性:
- 必殺技:チンチクリン、シュガープラム / 得意技:

アニメおよび漫画『デジモンクロスウォーズ』で初登場。
スターモンズとして軍団を構成するその名の通りギターのピックのような姿をしたデジモン。軍団には厳しい上下関係があるため、途中で田舎に帰ってしまうピックモンも少なくないが、その試練に耐えて独り立ちしたピックモンがスターモンとして進化できる。
アニメおよび漫画『デジモンクロスウォーズ』では主人公である工藤タイキ率いるクロスハートの仲間であるスターモンズの一員として登場。アニメ版ではスターモンと合体してスターソードやスターアックスに変形する。

### ピッコロモン
- 英名:Piximon / 世代:完全体 / タイプ(種族):妖精型 / 属性:データ
- 必殺技:ビットボム / 得意技:

『デジタルモンスターVer.4』で初登場。
愛用の槍「フェアリーテイル」を装備でコンピュータを暴走させる妖精型デジモン。別次元のプログラム言語を駆使して魔法を自由に操ることができるため、あらゆる場所、時間、空間に出現すると言う。
アニメ『デジモンアドベンチャー』にも登場しており、進化に自信を失った太一とアグモンに修行を促し、進化と自信を取り戻させた。

### ビットモン
- 英名:Bitmon / 世代:アーマー体（カードゲームでは成熟期） / タイプ(種族):哺乳類型 / 属性:フリー（カードゲームではワクチン種）
- 必殺技:イヤーランサー / 得意技:

テイルモンが友情のデジメンタルでアーマー進化した姿。ウサギのような姿をしている。ダイヤモンドをも砕く鋭い爪で地中を掘り、古代の化石を集めている“化石コレクター”である。

### ピッドモン
- 英名:Piddomon / 世代:成熟期 / タイプ(種族):天使型 / 属性:ワクチン
- 必殺技:ファイアーフェザー / 得意技:アポロトルネード、ピッドスピード

2枚の大きな羽を持ち、炎の属性を持つエンジェモンの亜種。地位的にはエンジェモンよりも下位に位置するが、パワーはエンジェモンに勝るとも劣らない。右手には先端が月の形をした「ホーリーロッド」を持っている。
2021年7月14日にデジモンウェブのデジモン図鑑に追加され、詳細設定が判明した。

### ピナモン
- 英名:Pinamon / 世代:幼年期 / タイプ(種族):雛鳥型 / 属性:
- 必殺技:ピリピリスパーク / 得意技:

常に走り回っている落ち着きの無い雛鳥型デジモン。感情を走ることで表しているため関心の無い時や寝ている時以外は常に動き回っている。

### ピノッキモン
- 英名:Puppetmon / 世代:究極体 / タイプ(種族):パペット型 / 属性:ウィルス
- 必殺技:ブリットハンマー / 得意技:フライングクロスカッター、ウッドクロス、うそ

『デジモンペンデュラム4』で初登場。
とあるハッカーが呪われたジュレイモンのデータから作り出したパペット型デジモン。純真な人形であったピノッキオをモデルにしているが、性格は邪悪で嘘つきであり、ドリルになっている鼻が良く伸びる。
アニメ『デジモンアドベンチャー』ではダークマスターズの一員として登場。声は小桜エツ子。
アニメ『デジモンクロスウォーズ』ではダストゾーンで初登場し、第3期でも登場。『アドベンチャー』のピノッキモンとは違い、根は善人である。声は難波圭一（日本語版）。

### ピピスモン
- 英名:Pipismon / 世代:アーマー体（カードゲームでは成熟期、ゲーム『デジモンストーリー サンバースト&ムーンライト』では完全体） / タイプ(種族):突然変異型 / 属性:フリー（カードゲームではデータ種）
- 必殺技:クレイジーソニック / 得意技:スカイジャッカー

『D-3』で初登場。
パタモンが愛情のデジメンタルで進化したアーマー体。大きな耳を持ったコウモリのような姿をしている。その大きな耳であらゆる音の周波数を捉え、その音をコピーして発する。夜での戦闘が得意。

### ピピモン
- 英名:Datirimon / 世代:幼年期I / タイプ(種族):スライム型 / 属性:
- 必殺技: / 得意技:

アニメ『デジモンアドベンチャー02』の第50話（最終話）で初登場。
大樹の木の実から生まれたというデジモン。希望をなくした人間が再び希望を取り戻した時にパートナーとして現れるといわれている。
2018年4月24日にデジモンウェブのデジモン図鑑に追加され、詳細設定が判明した。
アニメ『デジモンアドベンチャー02』では第50話（最終話）で登場し、及川悠紀夫のパートナーデジモンとなった。声は藤田淑子。
アニメ『デジモンフロンティア』では第11話にて占い師の村の住民として、第17話にてアキバマーケットの客として登場。
漫画『デジモンネクスト』では第2巻で登場。かつて植物デジモンの楽園だったというオアシスに生息していたデジモンの一体だったが、バルバモンの影響で荒廃してしまったために消滅してしまった。
映画『デジモンアドベンチャーLASTEVOLUTION 絆』ではメノアが電子空間に捕らえた選ばれし子供である少年のパートナーデジモンとして一瞬だけ登場。
アニメ『デジモンアドベンチャー:』では第67話（最終話）で登場。

### ビビモン
- 英名:bibimon / 世代:幼年期II / タイプ(種族):レッサー型 / 属性:
- 必殺技:ミニマルフラッシュ / 得意技:

『バイタルブレス デジタルモンスター』のDimカード「インパルスシティ」で初登場。
ドキモンが少し成長した姿のデジモンで、四肢が生えたことで歩行が可能となった。落ち着きがなく、いつもやんちゃに動き回っているが、まだ四肢の扱いに慣れておらず走っている最中にバランスを崩して転がってしまうことも多い。勇敢な性格でもあり、敵との戦いでは静電気を身に纏っての体当たりで応戦する。
2021年1月29日にデジモンウェブのデジモン図鑑に追加され、詳細設定が判明した。

### ヒポグリフォモン
- 英名:Hippogriffmon / 世代:完全体 / タイプ(種族):獣型 / 属性:データ
- 必殺技:ヒートウェーブ / 得意技:

グリフォモンほどの知性は無く、非常に荒々しい性格の幻獣型デジモン。しかし、進化するとグリフォモンになると言われている。
映画『デジモンフロンティア 古代デジモン（オニスモン）復活!!』に登場。

### ヒヤリモン
- 英名:hiyarimon / 世代:幼年期 / タイプ(種族):レッサー型 / 属性:
- 必殺技:ダイヤモンドダスト / 得意技:

ユキミボタモンから進化したレッサー型デジモンで、氷でできた嘴のようなものが形成されている。繊毛がなくなった代わりに体表面が常に雪で覆われるようになり、気温の低い雪山に住んでいるが、太陽光に当たるだけでも身体が溶けてしまうため陽が沈んでから行動する。
クチバシの先から垂れるツララが大きくなるほど元気が出るらしい。
2021年4月16日にデジモンウェブのデジモン図鑑に追加され、詳細設定が判明した。

### ヒュドラモン
- 英名:Hydramon / 世代:究極体 / タイプ(種族):ウィルス / 属性:バイオトキシン、インテンスランテール、ディビジョンブレイク
- 必殺技: / 得意技:

『バイタルブレス デジタルモンスター』のDimカード「ハーミットインザジャングル」で初登場。
無数の蔦や根が絡まりあったような身体を持つ多頭竜のような姿をした植物型デジモン。全身から強力な溶解性の猛毒液を分泌しており、捕らえた獲物はその毒液で溶かしてから捕食する。主に沼地に生息しているが、時に身体から大量の毒液を撒き散らして大地を侵食し、そうやって新たな沼地を形成することで自身の縄張りを広げる習性を持ち、このヒュドラモンの生息する沼地は周囲の生態系が狂ってしまうため、異常成長した禍々しい形状の草花が生育している場合が多い。
腹の部分に開いた口から出す毒液と同じ成分の猛毒ガスの他、複数の頭部から乱射するビーム、地中に張った根を激しく動かして発生させる地震など様々な攻撃手段を有する。
2021年8月17日にデジモンウェブのデジモン図鑑に追加され、詳細設定が判明した。

### ヒョコモン
- 英名:Hyokomon / 世代:成長期 / タイプ(種族):雛鳥型 / 属性:
- 必殺技:からたけわり、ひけんピヨピヨぎり / 得意技:

ゲーム『デジモンストーリー ロストエボリューション』で初登場。
剣の道を究めるべく歩み出した鳥型のヒヨコ侍。

### ピョコモン
- 英名:Yokomon / 世代:幼年期 / タイプ(種族):球根型 / 属性:
- 必殺技:シャボンフラワー / 得意技:

『デジモンペンデュラム4』で初登場。
ニョキモンが成長して頭に花が咲いた根っこのような足を持つ小型デジモン。行動的な性格で、数百匹もいる仲間と群れを成して生活しているとされる。花びらのような形のシャボン玉を投げる。
アニメ『デジモンアドベンチャー』では空のパートナーデジモンであるピヨモンの幼年期として登場。4話では大量のピョコモンが登場した。

### ピョンモン
- 英名:Pyonmon / 世代:幼年期I / タイプ(種族):スライム型 / 属性:
- 必殺技:イヤンタ / 得意技:

『バイタルブレス デジタルモンスター』のDimカード「アンゴラモン」で初登場。
髷に似た大きな1つの耳と柔らかい体毛に覆われている幼年期デジモン。生まれた時から恥ずかしがり屋で、目を見つめられるとすぐに顔を伏せてしまうが、それでいて人懐っこいところもあり、気になるデジモンには体を擦り付けて積極的にスキンシップを取る様子も見られている。一方で、ちょっかいを出してくる者を嫌い、そんな相手には大きな耳で成長期デジモンも吹っ飛ばすほどの一撃を食らわせ、また耳に響くような大きな音も嫌がり、そんな騒音を耳にすると耳を伏せて去っていく。 
2021年9月21日にデジモンウェブのデジモン図鑑に追加され、詳細設定が判明した。

### ヒョーガモン
- 英名:Hyogamon / 世代:成熟期 / タイプ(種族):氷雪型 / 属性:ウィルス
- 必殺技:氷丸投げ / 得意技:

氷雪地帯に生息するオーガモンの亜種。縄張り意識が強いデジモンで自分の縄張りに入ってくると容赦なく襲い掛かってくる。特にモジャモンとはしょっちゅう争っているらしい。

### ピラニモン
- 英名:Piranimon / 世代:完全体 / タイプ(種族):水棲型 / 属性:ウィルス
- 必殺技:クルーアルインバイト、カラミティバイス / 得意技:

尾びれが釣り針状になった魚のような水棲型デジモン。口には鋭利な牙が並び、さらに頭部を覆う外骨格は確実に敵を仕留められるように顎の力を増幅させており、その咬力はマンモンの足で踏みつける圧力に匹敵する。
その釣り針となった尾びれで獲物を水中に引きずり込み、群れで獲物に襲いかかってデータの塵も残さず食い尽くしてしまう。
2020年6月15日にデジモンウェブのデジモン図鑑に追加され、詳細設定が判明した。

### ピロモン
- 英名:Pillomon / 世代:成長期（クロスウォーズ） / タイプ(種族):哺乳類型 / 属性:ワクチン
- 必殺技:ララバイバブル、悪夢の泡 / 得意技:

枕のような身体に羊に似た顔と角を持ったデジモン。基本的に眠りながら空を浮遊しており、このピロモンに寄り添って眠れば心地よく眠れるが、その時相手が見た夢はこのピロモンの餌となる。
アニメ『デジモンクロスウォーズ～時を駆ける少年ハンターたち～』に登場。デジモンクロスウォーズ オリジナルデジモンコンテスト受賞作品。
アニメ『デジモンゴーストゲーム』では第22話で登場。声は齋藤彩夏。

### ピーコックモン
- 英名:Peacockmon / 世代:アーマー体（カードゲームでは成熟期、『バイタルブレス デジタルモンスター』では完全体） / タイプ(種族):マシーン型 / 属性:フリー（カードゲームではデータ種）
- 必殺技:レインボーシャワー / 得意技:ストレリチア

『D-3』で初登場。
ホークモンが奇跡のデジメンタルで進化したアーマー体のマシーン型デジモン。ブルーメタリックの“クロンデジゾイド合金”の頑丈な体を持ち、また両腕からレーザー状の翼を出して超高速で飛ぶ。

### ピーターモン
- 英名:Petermon / 世代:成熟期 / タイプ(種族):妖精型 / 属性:データ
- 必殺技:ミッドナイトナイトメア / 得意技:スナイプスティング、トゥインクルシュート

自由に空を舞う緑服の少年のような姿をした妖精型デジモン。ナイフの扱いに長けており、進化を拒む子供のデジモンを誘惑しては自らが築き上げた「ネバーエヴァーランド」へ誘っている。子供のように無邪気で天真爛漫な性格だが、同時に無垢な残酷さも合わせ持っており、約束を破った子供を「成敗ゴッコ」と称して容赦なく殺してしまう。
アニメ『デジモンゴーストゲーム』では第18話で登場。声は野島健児。ただし、仲間関係にあるティンカーモンは登場していない。

## ふ

### ファイラモン
- 英名:Firamon / 世代:成熟期 / タイプ(種族):獣型 / 属性:ワクチン
- 必殺技:フレイムダイブ、ファイラクロー / 得意技:ファイラボム

ゲーム『デジモンストーリー サンバースト』で初登場。
コロナモンの成熟期。「空を翔る獅子」の異名を持つ。勇敢な性格と面倒見の良さを合わせ持ったリーダー的存在のデジモンでもある。
ゲーム『デジモンストーリー サンバースト』では主人公のパートナーデジモンであるコロナモンの成熟期として登場。

### ファスコモン
- 英名:Phascomon / 世代:成長期 / タイプ(種族):魔獣型 / 属性:ウィルス
- 必殺技:エビルスノア / 得意技:

エビルフォレストに生息する魔獣型デジモン。その名前はコアラの学名からついている。
一日の睡眠時間が長く、起きている時も眠そうにしているが、これでも魔獣型であるため、気を許した途端に木の上から跳びかかって襲ってくる。
アニメ『デジモンアドベンチャー:』では第67話（最終話）で登場。声は風間勇刀。

### ファラオモン
- 英名:Pharaohmon / 世代:究極体 / タイプ(種族):魔人型 / 属性:ウィルス
- 必殺技:ネクロミスト / 得意技:

『D-3』で初登場。
マミーモンから進化したと考えられている魔人型デジモンで、ツタンカーメンのように黄金を身にまとっている。古代デジタルワールドで絶対的な権力を誇っていたと言われ、数多のデジモンを率いて、巨大建造物を短期間で構築させた。

### ファングモン
- 英名:Fangmon / 世代:成熟期 / タイプ(種族):魔獣型 / 属性:データ
- 必殺技:ブラストコフィン / 得意技:スナイプスティール

童話に登場するオオカミのデータから誕生したといわれているワニのように伸びた口を持つ邪悪な赤いオオカミのような姿をした魔獣型デジモン。狡賢い性格で、獲物に定めた者の友人に化けて襲う。

### ファンクンモン
- 英名:Huankunmon / 世代:完全体 / タイプ(種族):水棲型 / 属性:ワクチン
- 必殺技:孤籠泡（ころうほう）、冰乱結突（ひょうらんけっとつ）、潮流旋禍（ちょうりゅうせんか） / 得意技:

ゲーム『デジモン新世紀』で初登場。
クロンデジゾイドに匹敵する硬度を誇る鱗に全身を覆われた、巨大な水棲型デジモン。温厚な性格で綺麗な水を好み、湖周辺を環境汚染から守っている。食事の時間になると湖から飛び出して空中を泳ぐように移動し、飛んでいるデジモンを丸呑みして腹を満たす。また、体格が大きく狙われやすいため、シーチューモンの群れに交ざって移動することが多い。そのため、移動の際は身を守るため大量のシャボン玉で群れを覆う。シャボン玉が光が屈折させることで、自身を含めた群れ全体が透明になり周囲から見えなくなる。
ヒレから生成されるシャボンで敵を包み込み動きを封じる技や、口から無数の鋭い氷柱を吐き出す技や、どこからともなく渦潮を発生させて水柱を作り出し敵に叩きつける技を使う。
2022年10月21日にデジモンウェブのデジモン図鑑に追加され、詳細設定が判明した。

### ファントモン
- 英名:Phantomon / 世代:完全体 / タイプ(種族):ゴースト型 / 属性:ウィルス
- 必殺技:ソウルチョッパー / 得意技:

『デジモンペンデュラム3』で初登場。
鎖鎌を持ちバケモンより高位にあるゴースト型デジモン。所持する水晶により千里眼の能力を有しており、死期の近いデジモンを見分けていると言われている。
アニメ『デジモンアドベンチャー』、『デジモンフロンティア』、『デジモンセイバーズ』に登場。死神のような外見から悪役を演じることが多いが、『アドベンチャー』では成熟期であるエンジェモンの「ヘヴンズナックル」による一発だけで敗れるなど、やられ役という扱いが多い。
アニメ『デジモンテイマーズ』では第6話で他のデジモンと混じって牧野留姫を自分のテイマーにしようとし、デジモンクィーンに異名を取る彼女の前に現れたデジモンの群れとしてシルエットとして登場（左側のビジョンにおり、他にはマミーモン（『デジモンアドベンチャー02』で見せた人間態の姿で、本来のデジモンとしての姿は見せていない）、ハヌモン、ツブモン、バクモンが映っていた）。
アニメ『デジモンフロンティア』では第11話にて占い師の村の住民として登場（後ろ姿のみ）。

### ファンビーモン
- 英名:Fanbeemon / 世代:成長期 / タイプ(種族):昆虫型 / 属性:ウィルス
- 必殺技:ギアスティンガー / 得意技:

『デジモンペンデュラムエックス』で初登場。
空中秘蜜基地ローヤルベースに所属する働き蜂。草や花のデータを基地建設の材料にするために持ち帰るのでウィルスに区分されているが、性質は極めて友好的。
漫画『デジモンネクスト』に登場。
アニメ『デジモンアドベンチャー:』では第13話、第62話で登場。声は釘宮理恵、角倉英里子、厚地彩花。

### ファンロンモン
- 英名:Fanglongmon / 世代:究極体 / タイプ(種族):神獣型 / 属性:NO DATE（以前はデータ種）
- 必殺技:太極（たいきょく）、黄廻（おうかい） / 得意技:

五行思想の『黄龍』をモデルとするデジモンで、デジタルワールドの中心に位置し、四聖獣を纏め上げる神獣型デジモン。
四聖獣たちのそれを超える8つの目と12のデジコアを持ち、体はファンロン鉱という特殊な金属で構成され、デジタルワールドの善と悪を常に平衡させている。
アニメ『デジモンクロスウォーズ～悪のデスジェネラルと七つの王国～』ではデスジェネラルの一人であるドルビックモンの配下デジモンとして登場。声は伊藤健太郎（日本語版）、トラヴィス・ウィリン（英語版）。

### フィルモン
- 英名:Filmon / 世代:成熟期 / タイプ(種族):獣人型 / 属性:データ
- 必殺技:ライトニングスティンガー、クリムゾンスラッシュ / 得意技:

ゲーム『デジモンリアライズ』で初登場。
エリスモンの成熟期。身体の各所に鋭利な針状の体毛を備えた細身の獣人型デジモン。四肢の赤い爪はどんなものも切り裂く威力を誇り、黄色い棘状の体毛は刺し貫いた相手にエネルギーを流し込む。
こう見えてのんびり屋な性格で、基本的に寝心地の良さそうな素材を集めたり、好物を探したりしている。
ゲーム『デジモンリアライズ』では主人公のパートナーデジモンであるエリスモンの成熟期として登場。声は種田梨沙。

### フウジンモン
- 英名:Fujinmon / 世代:究極体 / タイプ(種族):サイボーグ型 / 属性:ワクチン
- 必殺技:マルトサイクロン / 得意技:クリティカルアーム

ゲーム『デジモンワールド3』で初登場。
ジャスティモンのクリティカルアームを持つサイボーグ型デジモン。疾風将の異名を持ち、スピーディに舞いながらの格闘戦および接近戦を得意としている。

### フウマモン
- 英名:Fumamon / 世代:完全体 / タイプ(種族):サイボーグ型 / 属性:データ
- 必殺技:燕（つばくろ）、舎利弗（しゃりほつ）、黄泉戻（よみもどし） / 得意技:

『VITAL BRACELET BE』のDimカード「BEMEMORY ガンマモンDim」で初登場。
優れた暗殺術であるフウマ流忍術を極めた忍者デジモン。依頼を受けることでターゲットを始末する暗殺業を生業としている。卓越した身体能力を駆使した近接攻撃を得意とするが、手裏剣等の飛び道具も扱えるため中・遠距離でも隙の少ない攻撃スタイルを持つ。狙ったターゲットはたとえ逃げられたとしても執拗に追い続けるため、フウマモンを倒すことでしか助かるすべはない。
両手の籠手に装着している手裏剣はフウマモンの意思で自由に軌道を操作することができ、相手の手足にダメージを与え動きを封じたのちに背中の忍者刀での斬撃でとどめを刺す。また両腰に下げた巻物でアンデッド型デジモンを口寄せするし復活させる忍術も扱う。
2022年11月4日にデジモンウェブのデジモン図鑑に追加され、詳細設定が判明した。

### フェアリモン
- 英名:Kazemon / 世代:ハイブリッド体（成熟期相当） / タイプ(種族):妖精型 / 属性:ヴァリアブル
- 必殺技:トルナード・ガンバ、ロゼオ・テンポラーレ / 得意技:ブレッザ・ペタロ、カリーノ・アンカ、フィオレンテ・フリアータ、アスタート・ヴェスパ、ルーナ・アサルト、二段ジャンプ、ヴェルジネ・ボンバ、ファータ・ダンツァ （アニメ『デジモンフロンティア』のみ）

『ディースキャナVer.1』で初登場。
風のヒューマンスピリットで誕生した闘士。白いバイザー風仮面で目元を覆い、背中に蝶の羽根を生やした妖精型デジモン。風のように楽天家で、雲のように自由闊達な妖精姫と呼ばれる。前向きで強い精神力を持っており、情報戦に長けているとされる。風の能力を持ち、蜃気楼に踊り真空状態（カマイタチ）などの大気を自在に操り、「疾風の旋闘士（ストライカー）」の異名を持つ。
アニメ『デジモンフロンティア』では織本泉が風のヒューマンスピリットを使って進化するデジモンとして登場。カポエイラのような蹴り技を主体とした戦い方を得意としている。
得意技
全てアニメ『デジモンフロンティア』オリジナル。
ブレッザ・ペタロ
両手に装着した篭手の五指から、計10本の竜巻を発生させ、対象に向けて放出する。
カリーノ・アンカ
相手へ向けてヒップアタックを行う。命中した相手は目がハートになり一定時間彼女に見惚れて、行動不能になる。
必殺技
トルナード・ガンバ
逆立ちをして旋風脚を繰り出す。
アニメ『デジモンフロンティア』での演出は逆立ちして開脚、地面に付いた両手で身体を高速回転させ、その勢いのまま空中に浮かび上がり、相手に連続蹴りを見舞う。
ロゼオ・テンポラーレ
敵に向かって突進し、蹴りの連打のあとバク転蹴りを出す。
アニメ『デジモンフロンティア』での演出は空中に浮かび上がったまま、両足で相手に連続蹴りを行い、最後に蹴り上げる。

### フェレスモン
- 英名:Phelesmon / 世代:完全体 / タイプ(種族):墮天使型 / 属性:ウィルス
- 必殺技:デーモンズシャウト / 得意技:

ブギーモンから進化したと考えられている墮天使型デジモン。魂と引き換えに願い事を叶えてくれると言われている。

### プカモン
- 英名:Bukamon / 世代:幼年期 / タイプ(種族):レッサー型 / 属性:
- 必殺技:空気の泡 / 得意技:

『デジモンペンデュラム2』で初登場。
タツノオトシゴのようなレッサー型デジモン。さびしがり屋だが臆病で他のデジモンが近づいてくると、すぐ逃げ出してしまう。

### ブギーモン
- 英名:Boogeymon / 世代:成熟期 / タイプ(種族):魔人型 / 属性:ウィルス
- 必殺技:デスクラッシュ / 得意技:

暗闇から突然襲い掛かってくる魔人型デジモン。体中に邪悪な刺青が刻まれており、その刺青の数だけ呪文が使える。

### プクモン
- 英名:Pukumon / 世代:究極体 / タイプ(種族):突然変異型 / 属性:ウィルス
- 必殺技:ニードルスコール / 得意技:

『デジモンペンデュラム2』で初登場。
ハリセンボンのように体にトゲを纏った突然変異型デジモン。イギリスのハッカーが作成したコンピュータウイルスが突然変異し誕生した。性格は極めて攻撃的で、相手が強くても弱くてもかまわず戦いを仕掛ける。
アニメ『デジモンアドベンチャー02』ではドラマCDで登場。声は阪口大助。

### ブシアグモン
- 英名:bushiagumon / 世代:成長期 / タイプ(種族):恐竜型 / 属性:ワクチン
- 必殺技:超低速一文字斬り、超高速一文字斬り / 得意技:

流浪の超剣士を名乗る羽織のような衣装を纏い、そして頭にチョンマゲを生やしたアグモン。超剣士というのは本人の自称で、その証という胸の家紋のことを含めて意味も由来も不明だが、剣の腕は確かである。

### プスモン
- 英名:Pusumon / 世代:幼年期I / タイプ(種族):スライム型 / 属性:
- 必殺技:おしゃぶり / 得意技:

ゲーム『デジモンリアライズ』で初登場。
全身が綿のような産毛で覆われ、頭頂部にそこそこ硬い黄色い毛を生やしたスライム型のデジモン。常におしゃぶりを咥えているが、それが無いと落ち着かない性格で、失くした場合は大声で泣き続ける。
一方で、威嚇の際には体に空気をためて自らそのおしゃぶりを飛ばす。

### プスリモン
- 英名:Pusurimon / 世代:幼年期II / タイプ(種族):レッサー型 / 属性:
- 必殺技:チクチクローリング / 得意技:

ゲーム『デジモンリアライズ』で初登場。
四足歩行の小動物のような体に少しばかり黄色い針が生えたレッサー型デジモン。いつも元気に駆け回っているが、いきなり立ち止まったかと思うとその場で眠ってしまう。外敵に対しては体を丸めて回転しながら体当たりをしかけて攻撃する。
ゲーム『デジモンリアライズ』では主人公のパートナーデジモンであるエリスモンの幼年期として登場。声は種田梨沙。
アニメ『デジモンアドベンチャー:』では第39話、第67話（最終話）で登場。

### フジツモン
- 英名: / 世代: / タイプ(種族): / 属性:
- 必殺技: / 得意技:

オクタモンの体表に生息するフジツボのようなデジモン。危機を察知し宿主に知らせる。

### プチマモン
- 英名:PetitMamon / 世代:成長期 / タイプ(種族):小悪魔型 / 属性:ウィルス
- 必殺技:プチナイトメア / 得意技:

漫画『デジモンアドベンチャー Vテイマー01』で初登場。
上級の闇デジモンに仕える小悪魔型デジモン。

### プチメラモン
- 英名:DemiMeramon / 世代:幼年期 / タイプ(種族):火炎型 / 属性:
- 必殺技:ファイアーボール / 得意技:

『デジモンペンデュラム3』で初登場。
火の玉のような幼年期の火炎型デジモン。気温の低い冬や冷たい場所と水や氷雪系のデジモンを弱点としている。

### プチモン
- 英名:Petitmon / 世代:幼年期 / タイプ(種族):スライム型 / 属性:
- 必殺技:熱い吐息 / 得意技:

大きな角と小さな翼が特徴のスライム型デジモン。体が非常に軽く、翼と口から吐く吐息で空中での姿勢を保っている。

### フックモン
- 英名:Hookmon / 世代:成熟期 / タイプ(種族):突然変異型 / 属性:ウィルス
- 必殺技:キャプテンキャノン / 得意技:

コエモンの成熟期。海賊のような出で立ちの突然変異型デジモン。ピーター・パンのフック船長のように片手がハルパーになっている。
幻の白いホエーモンを追っているという白鯨のエイハブ船長のような一面ももっている。

### プッチーモン
- 英名:Pucchiemon / 世代:アーマー体（カードゲームでは成熟期、『バイタルブレス デジタルモンスター』では完全体） / タイプ(種族):妖精型 / 属性:フリー（カードゲームではワクチン種）
- 必殺技:ハートナービーム / 得意技:

『D-3』で初登場。
ワームモンが優しさのデジメンタルによって進化したアーマー体。歌を歌ったりして相手を和ませる。頭を撫でられたり内緒話が大好きだが、尻尾を触られると機嫌が悪くなってしまう。

#### プッチーモン（緑）
- 英名:Pucchiemon（Green） / 世代:アーマー体（カードゲームでは成熟期、『バイタルブレス デジタルモンスター』では完全体） / タイプ(種族):妖精型 / 属性:フリー（カードゲームではデータ種）
- 必殺技:ハートナービーム / 得意技:

プッチーモンの亜種。赤い通常種よりも個体数が少ないとのこと。

### フットモン
- 英名:Footmon / 世代:完全体（クロスウォーズ） / タイプ(種族):サイボーグ型 / 属性:ワクチン
- 必殺技:ライトニングシュート、ライトニングオーバーヘッド / 得意技:

デジタルワールドでも屈指のスポーツマンなサイボーグ型デジモン。とりわけサッカーを好んでおり、常に光のボールを使ってドリブルやシュートの練習に励んでいる。夢はデジモン同士が戦うサッカーリーグを作ることである。
デジモンクロスウォーズ オリジナルデジモンコンテスト受賞作品。

### プットモン
- 英名:Puttimon / 世代:幼年期 / タイプ(種族):小天使型 / 属性:
- 必殺技:エンジェルダスト / 得意技:

『デジモンペンデュラムプログレス2』で初登場。
幸せや幸運をもたらすといわれる小天使型デジモン。天使型デジモンの源だが幼いため善悪が判断できない。
アニメ『デジモンクロスウォーズ』ではヘブンゾーンに登場。

### プテラノモン
- 英名:Pteramon / 世代:アーマー体（カードゲームでは成熟期） / タイプ(種族):翼竜型 / 属性:フリー（カードゲームではデータ種）
- 必殺技:ビークピアス / 得意技:サイド・ワインダー

『D-3』で初登場。
アルマジモンが愛情のデジメンタルで進化したアーマー体。翼を持つデジモンの中でも最も高い高度で飛行することが可能とされる。「蒼い爆撃機」の異名を持ち、高空域から爆撃できる。モデルはプテラノドン。
アニメ『デジモンセイバーズ』に登場。

#### プテラノモン（X抗体）
- 英名:Pteramon X / 世代:成熟期 / タイプ(種族):翼竜型 / 属性:データ
- 必殺技:ビークピアス、ネイルコーム / 得意技:サイド・ワインダー

プテラノモンが「X抗体」を取り込み、未知の力を引き出した姿。体全体の機械化が進んでおり、より戦闘機に近いフォルムへと変化、高速飛行の際には両足を収納して空気抵抗をなくす。
他のデジモンが存在しない超高空域の中で同族のプテラノモンとの戦いを繰り返した結果、さらに洗練された空対空の戦闘能力、機動力を持つに至っている。

### ブテンモン
- 英名:Butenmon / 世代:完全体 / タイプ(種族):神人型 / 属性:ワクチン
- 必殺技:日輪の舞（にちりんのまい）、暁光一閃（ぎょうこういっせん） / 得意技:

ゲーム『デジモンストーリー ロストエボリューション』で初登場。
チッチモンの完全体で、ブライモンが進化した姿。剣の道を極めた一騎当千の無敵の侍のような姿をした神人型デジモン。巨大な大剣を操り敵を薙ぎ払い、その一撃で山を打ち砕くと言われている。強さを極めつつあるが、剣の道ではデジタルワールドを救うには限界があると思い始め、さらにすべてを破壊する戦いに虚しさを感じ始めているという。

### プニモン
- 英名:Punimon / 世代:幼年期I / タイプ(種族):スライム型 / 属性:
- 必殺技:酸の泡 / 得意技:

『デジタルモンスターVer.2』で初登場。
身体を包む皮膚は薄く、赤い生体組織が透けて見えるほどである。頭から突き出た3本の触手は動かして敵を嗅ぎ分けるためのもの。
アニメ『デジモンフロンティア』では第11話にて占い師の村の住民として登場。

### フフモン
- 英名:Fufumon / 世代:幼年期 / タイプ(種族):スライム型 / 属性:
- 必殺技:小さな鉄のトゲ / 得意技:

『デジモンペンデュラムエックス』で初登場。
リュウダモンの幼年期。外敵には角を使って威嚇するが柔らかいため効果はない。

### ププモン
- 英名:Pupumon / 世代:幼年期I / タイプ(種族):スライム型 / 属性:
- 必殺技:毒性の泡 / 得意技:

『デジモンペンデュラムエックス』で初登場。
物体の動きに非常に敏感な性格。

### プヨモン
- 英名:Puyomon / 世代:幼年期I / タイプ(種族):スライム型 / 属性:
- 必殺技:バチバチガス / 得意技:

『バイタルブレス デジタルモンスター』のDimカード「ジェリーモン」で初登場。
「ネットの海」で発見された単眼のプランクトンに似たスライム型デジモン。体は柔らかく粘着性があり、空や海の中をふらふらと漂ってモノやデジモンに触手でくっつこうとする。対象に付着するとピリっとした静電気を放ってくるが、攻撃しているわけではなく、これがプヨモンのコミュニケーションと考えられている。プヨモン同士がくっつくと互いの静電気の出力が増し、その周囲には近寄れなくなる。 
2021年9月21日にデジモンウェブのデジモン図鑑に追加され、詳細設定が判明した。

### プヨヨモン
- 英名:Puyoyomon / 世代:幼年期II / タイプ(種族):レッサー型 / 属性:
- 必殺技:ゾーンバチバチ / 得意技:

『バイタルブレス デジタルモンスター』のDimカード「ジェリーモン」で初登場。
プヨモンがクラゲのデータを取り込んで進化したレッサー型デジモン。クラゲの生体的な特徴をコピーしたことで、短いながらも複数の触手が生えた。好奇心を湛えたつぶらな瞳の両目ができ、知能も向上して好き嫌いの感情が芽生え、自分にとって好むモノにくっつくと離れなくなるが、逆に嫌いと感じたモノには電撃を放って絶対に近づかせようとしない。一方で気分屋な性格で、特定の対象に好んでくっついていても、しばらくすると飽きて離れていき、また好みに合う別の刺激的なモノを探しに行ってしまう。
2021年9月21日にデジモンウェブのデジモン図鑑に追加され、詳細設定が判明した。

### フライビーモン
- 英名:Flybeemon / 世代:アーマー体（カードゲームでは成熟期） / タイプ(種族):昆虫型 / 属性:フリー（カードゲームではデータ種）
- 必殺技:フライスパーク / 得意技:ニードルスティンガー

『D-3』で初登場。
ホークモンが知識のデジメンタルで進化したアーマー体。羽で素早く移動して相手を瞬殺する。縄張り意識が非常に強く、侵入者は究極体相手であろうと攻撃してくる。
アニメ『デジモンクロスウォーズ～悪のデスジェネラルと七つの王国～』では第6話（通算第36話）でザミエールモンの配下デジモンとして多数登場。声は橋詰知久。

### フライモン
- 英名:Flymon / 世代:成熟期 / タイプ(種族):昆虫型 / 属性:ウィルス
- 必殺技:デッドリースティング / 得意技:

『デジタルモンスターVer.5』で初登場。
大きな羽を広げて高速で飛びまわるアシナガバチのような姿をした昆虫型デジモン。耳を麻痺させる羽音ハウリングノイズを発しており、さらにシッポの毒針で敵を貫いて死を至らしめる。頭部がクネモンのものと良く似ているが関係性はよく分かっていない。

### ブライモン
- 英名:Buraimon / 世代:成熟期 / タイプ(種族):鳥人型 / 属性:ワクチン
- 必殺技:ツバメ二枚返し（ツバメにまいがえし） / 得意技:

『デジモンストーリー ロストエボリューション』で初登場。
チッチモンの成熟期で、ヒョコモンが進化した姿。武者修行の旅を続け、流浪の旅を行っている。剣の道を進む間にならず者となり、用心棒をして暮らしており、報酬のためならどんな仕事でも受けるが、弱い者に対する優しさも持っている。

### ブラキモン
- 英名:Brachiomon / 世代:完全体 / タイプ(種族):首長竜型 / 属性:データ
- 必殺技:ブラキオバブル / 得意技:

ゲーム『デジモンワールド』で初登場。
恐竜ブラキオサウルスをモデルにしたデジモン。その長い首のため目で見ることのできる範囲が広く、大地の果てまで見えると言われている。恐竜デジモンの中でもかなりの重量を誇り、その巨体に踏みつけられればタダでは済まないが、性格は極めて温厚であり、こちらから攻撃することはない。
2021年6月25日にデジモンウェブのデジモン図鑑に追加され、詳細設定が判明した。

### ブラストモン
- 英名:Blastmon / 世代:究極体（クロスウォーズ） / タイプ(種族):鉱物型 / 属性:ワクチン
- 必殺技:ダイアモンドマシンガン、ダイアモンドヘッジホッグ、プリズムフラッシュ、クリスタルブレス、極上ダイヤモンドテール、ファイナルズバゴーンパンチ（アニメ『デジモンクロスウォーズ』のみ）、純情エメラルドチョップ、絢爛クリスタルボルケーノ（漫画『デジモンクロスウォーズ』のみ） / 得意技:

アニメおよび漫画『デジモンクロスウォーズ』で初登場。
ダイヤモンドかクリスタルのような体を有する超重量級の鉱物型デジモン。その超硬質の体はたとえ破壊されても再生する性質を持ち、そして自身の絶大な攻撃力と相まって難攻不落の要塞の如き戦闘能力を誇っている。堅牢な光り輝く体と凄まじいパワーからかナルシストかつ自信過剰なところがあるらしく、自分自身を「最も美しく気高い存在」と自称している。
2011年2月18日にデジモンウェブのデジモン図鑑に追加され、詳細設定が判明し、さらに2020年10月2日に世代・属性が判明した。
アニメおよび漫画『デジモンクロスウォーズ』にて主人公と敵対するバグラ軍の幹部である三元士の一人として登場。アニメ版の声は岸尾だいすけ（日本語版）、パトリック・ザイツ（英語版）。
必殺技
ダイアモンドマシンガン
ダイアモンドヘッジホッグ
設定のみで、登場作品内では未使用。
クリスタルブレス
アニメ『デジモンクロスウォーズ』では第25話で使用。この時は日中にもかかわらず使用された。
極上ダイヤモンドテール
アニメ『デジモンクロスウォーズ』オリジナル。第13話で使用（ただし、技の表記は無い）。先端にダイヤモンドがついた尻尾を叩きつけて攻撃を行う。
ファイナルズバゴーンパンチ
アニメ『デジモンクロスウォーズ』オリジナル。第25話で使用。両手を組んで勢いよく地面に叩きつけて土砂を巻き上げる技（蒼沼キリハからは「最悪のネーミングセンスだな」と言われた）。
また、『デジモンカードゲーム』では2020年12月18日に発売された拡張パック第4弾「グレイトレジェンド」ではオプションカードとして収録された。
純情エメラルドチョップ
漫画『デジモンクロスウォーズ』オリジナル。第14話で使用。巨大な体から繰り出される上から振り下ろすようなチョップを行う。
絢爛クリスタルボルケーノ
漫画『デジモンクロスウォーズ』オリジナル。第15話で使用。勢いよく突進しながら攻撃を行う。

### プラチナスカモン
- 英名:PlatinumSukamon / 世代:成熟期 / タイプ(種族):突然変異型 / 属性:ウィルス
- 必殺技:レアメタルウンチ、ウンチスライダー / 得意技:

レアメタルのデータを取り込んだスカモンの亜種。全身が銀色に輝いている。

### プラチナヌメモン
- 英名:PlatinumNumemon / 世代:究極体 / タイプ(種族):軟体型 / 属性:ウィルス
- 必殺技:プラチナエクスクレメント、エクスクレメント / 得意技:プラチナパープ

白金色の体で、黄金の歯、黄金の羽を手に入れたデジモン。「プラチィーナ鉱山」の成分を取り込んだヌメモンが進化したレアな存在。
アニメ『デジモンゴーストゲーム』では第26話で登場。また、本編で初めて登場した究極体である。

### ブラックウォーグレイモン
- 英名:BlackWarGreymon / 世代:究極体 / タイプ(種族):竜人型 / 属性:ウィルス
- 必殺技:暗黒のガイアフォース / 得意技:ブラックトルネード、ドラモンキラー

悪性のウィルス種になってしまい“漆黒の竜戦士”と呼ばれるウォーグレイモンの亜種。背中にある勇気の紋章がなくなっているのが特徴で、心は闇に染まっているが性格は高潔で卑劣なことを嫌い、低俗な者は仲間だと思わない。
アニメ『デジモンアドベンチャー02』に登場。声は檜山修之（日本語版）。
ゲーム『デジモンストーリー サンバースト&ムーンライト』では、ボタモン、アグモン（黒）、モノクロモン、ヴァーミリモン、ブラックウォーグレイモンと進化していく。

### ブラックガオガモン
- 英名:BlackGaogamon / 世代:成熟期 / タイプ(種族):獣型 / 属性:データ
- 必殺技:ダッシュダブルクロー、ガオガハウンド / 得意技:スパイラルブロー

ガオガモンの黒色亜種。成長の過程で “ブラックデジトロン”が体内に混入したせいで体色の一部が黒くなった姿とされ、属性自体は変わっていない。通常のガオガモンよりも防御力は上がったが、その代わり運動能力が低下している。

### ブラックガルゴモン
- 英名:BlackGargomon / 世代:成熟期 / タイプ(種族):獣人型 / 属性:ワクチン
- 必殺技:ダムダムアッパー / 得意技:

闇に紛れ、敵に奇襲をかけるのを専門とするガルゴモンの亜種。ウィルス種に見えるがれっきとしたワクチン種である。
2021年10月29日にデジモンウェブのデジモン図鑑に追加され、詳細設定が判明した。
アニメ『デジモンゴーストゲーム』に登場。

### ブラックキングヌメモン
- 英名:BlackKingNumemon / 世代:完全体 / タイプ(種族):軟体型 / 属性:ウィルス
- 必殺技:ダークピューピル / 得意技:ポイズンミュークス

闇のトラッシュデータ界の王様として君臨するヌメモン。体は黒ずみ、背中には王冠をカタツムリの殻のように背負い、口元にはヒゲが生えた。
気品と貫禄を付けたことからこれまでの糞便を用いた攻撃は控えるようにしたが、衝動に駆られるとやはり出してしまう。
一方で、目からのビームや口からの毒液など他の攻撃手段も得ている。
2021年5月26日にデジモンウェブのデジモン図鑑に追加され、詳細設定が判明した。

### ブラックグラウモン
- 英名:BlackGrowlmon / 世代:成熟期 / タイプ(種族):魔竜型 / 属性:ウィルス
- 必殺技:エキゾーストフレイム / 得意技:プラズマブレイド

「漆黒の魔竜」と呼ばれるグラウモンの亜種。ウィルス種としての破壊的な性質を濃く出している。

### ブラックセントガルゴモン
- 英名:BlackMegaGargomon / 世代:究極体 / タイプ(種族):マシーン型 / 属性:ワクチン
- 必殺技:ジャイアントミサイル / 得意技:

敵地に攻め込むタイプのセントガルゴモンの亜種。強襲揚陸型セントガルゴモンとも言われる。

### ブラックセラフィモン
- 英名:ShadowSeraphimon / 世代:究極体 / タイプ(種族):熾天使型 / 属性:ウィルス
- 必殺技:セブンヘルズ、テスタメント / 得意技:

アニメ『デジモンフロンティア』で初登場。
“三大天使”の最高位であるセラフィモンが内に秘めていた憤りが大きく膨れ上がり闇に飲み込まれ悪に染まった姿。ケルビモン（悪）と同じく堕天はしていないが、邪悪な心を持ったため姿が堕天使のように変化したのだと考えられる。黄金の翼と鎧が禍々しく変貌し、この状態が長く続けば魔王型デジモンへ堕天すると言われている。
デーモンに進化する途上と言われるが詳細は不明といわれている。
2021年4月9日にデジモンウェブのデジモン図鑑に追加され、詳細設定が判明した。

### ブラックテイルモン
- 英名:BlackGatomon / 世代:成熟期 / タイプ(種族):魔獣型 / 属性:ウィルス
- 必殺技:ネコパンチ / 得意技:ネコキック、キャッツ・アイ

闇を彷徨うテイルモンの黒色亜種。こちらは聖なる力は持っていないためホーリーリングは付けていない。性格は意地悪かつプライドが高く、弱いものいじめが大好きな困ったデジモンで、完全なる悪の申し子であり、後に堕天使型のデジモンに進化するとされる。
生まれるのは非常に稀で、その個体数は少ない。

#### ブラックテイルモン Uver.
- 英名:BlackGatomon Uver. / 世代:成熟期 / タイプ(種族):魔獣型 / 属性:ウィルス
- 必殺技:ネコパンチ、バコーニャ / 得意技:

近年になってデジタルワールドに大量に流れ込んできた宅配便のデータを吸収して変化したブラックテイルモンの姿。
意地悪だった性格も真面目かつ誠実なものに変わり、依頼された配達物をどんな日であっても確実に宅配する優秀な仕事人となった。
場合によっては仲の良いピストモンの背中に掴まり、彼の機動力を利用してより素早く配達を行っている様子もよく見かけられている。
背負っている宅配用ボックスは保温保冷機能を備え、どんな物でも常に最適な状態を保つことができるうえ、開閉もブラックテイルモン自身にしか不可能なため、中身が極秘のデータの場合でも安全になっている。
また、このボックスは極めて頑丈で、たとえ武器として乱暴に扱っても中の物は傷一つ付くことはない。
2021年11月29日にデジモンウェブのデジモン図鑑に追加され、詳細設定が判明した。
アニメ『デジモンゴーストゲーム』に登場。

### ブラックマッハガオガモン
- 英名:BlackMachGaogamon / 世代:完全体 / タイプ(種族):サイボーグ型 / 属性:データ
- 必殺技:ガオガトルネード、ウィニングナックル / 得意技:ハウリングキャノン

ブラックガオガモンの進化形態。体内に取り込んだ“ブラックデジトロン”の影響はそのままで、こちらも体色および装備の色が黒くなっている。通常種に比べると背中のジェットパックの滞空時間は伸びているが、飛行時の最高速度は落ちている。

### ブラックメガログラウモン
- 英名:BlackWarGrowlmon / 世代:完全体 / タイプ(種族):サイボーグ型 / 属性:ウィルス
- 必殺技:アトミックブラスター / 得意技:

黒い破壊竜の異名を持つメガログラウモンの亜種。

### ブラックラピッドモン
- 英名:BlackRapidmon / 世代:完全体 / タイプ(種族):サイボーグ型 / 属性:ワクチン
- 必殺技:ゴールデントライアングル / 得意技:

漆黒色のラピッドモンの亜種。黒い体色はウィルス感染によるモノではなく、夜戦に特化した進化形態だからである。レーダー機能も強化されている。
2021年10月29日にデジモンウェブのデジモン図鑑に追加され、詳細設定が判明した。

### ブリウエルドラモン
- 英名:Bryweludramon / 世代:究極体 / タイプ(種族):防具型 / 属性:データ
- 必殺技:グレンストーム、ブラストスマッシュ / 得意技:

ライジルドモンがさらなる進化を遂げた光のような体と盾のような装甲を持った龍の如き形態の防具型デジモン。様々な神話やゲームの中に存在する「伝説の盾」のデータを元に作り上げたどんな攻撃をも防ぎ切る最強硬度の盾でその身を覆っている。
さらに「フェイ」および「ゴース」と呼ばれる2機の自立型AIユニットを有しており、それらが持つ視覚機能により全方位に警戒の目を向けることが可能。
しかも両ユニットにも炎のシールドを展開する能力があり、その範囲を広げてブリウエルドラモン本体を守る防御システムとなる他、両ユニットはいかなる距離であろうと制限なく活動できることから、その気になれば世界全体をそのシールドで覆うことすら可能だとされる。
まさに鉄壁の防御力を誇り、いかなる敵の攻撃も通さないと言われるが、宿敵デュランダモンの攻撃だけは防ぎきれなかったと言われる。
「Ledeng-Arms」のデジモンとして盾に変形する能力を持ち、それを他のデジモンに持たせそのデジモンを守り抜く。
装甲の材質はレッドデジゾイドに似ているが、その硬質は解析不能とのこと。

### ブリキモン
- 英名:Tinmon / 世代:完全体 / タイプ(種族): / 属性:データ
- 必殺技:アンティマジック / 得意技:

ファイル島の玩具の街に置かれていた“ブリキ人形”がデジモン化したもの。

### ブリザーモン
- 英名:Korikakumon / 世代:ハイブリッド体（完全体相当） / タイプ(種族):獣型 / 属性:ヴァリアブル
- 必殺技:アヴァランチステップ / 得意技:グレッチャートルペイド、アヴァランチスロー

『ディースキャナ』で初登場。
氷のビーストスピリットから誕生したハイブリッド体。先端に銛のついたドレッドヘアと二本の戦斧・エジとオジが特徴の獣型デジモン。「氷結の剛獣戦士」の異名を持ち、目立ちがり屋のお調子者な性格とされるが、同時に常に戦いを有利に進める抜け目なさを持っている。
アニメ『デジモンフロンティア』では氷見友樹がビーストスピリットを使って進化するデジモンとして登場。声は渡辺久美子。

### ブリッツグレイモン
- 英名:BlitzGreymon / 世代:究極体 / タイプ(種族):サイボーグ型 / 属性:ウィルス
- 必殺技:プラズマステーク / 得意技:サンダーバーニア、エレックガード

グレイモン系統の究極体の一種で、ウォーグレイモンの亜種。ただしウォーグレイモンと違って属性はウイルスで、全身を機械的な真紅の装甲で覆い、さらにウォーグレイモンが格闘能力に長けていたのに対してこちらは強力な電磁武器による戦いを主体としているのが特徴。
アニメ『デジモンアドベンチャー:』では第36話で八神太一のパートナーデジモンであるアグモンの究極体の一つとして登場。声優は坂本千夏。

### ブリッツモン
- 英名:Beetlemon / 世代:ハイブリッド体（成熟期相当） / タイプ(種族):サイボーグ型 / 属性:ヴァリアブル
- 必殺技:トールハンマー、ミョルニルサンダー / 得意技:ライトニング・ブリッツ、ライトニング・ボンバー

『ディースキャナ』で初登場。
雷のヒューマンスピリットによって誕生した闘士。カブトムシのような巨大な角と装甲を持つ人型のサイボーグ型デジモン。「雷撃の巨闘士」の異名を持ち、サイボーグ型だが人間味溢れた性格をしている。プロレス技のような攻撃が得意。
アニメ『デジモンフロンティア』では柴山純平がヒューマンスピリットを使って進化するデジモンとして登場。

### フリモン
- 英名:Frimon / 世代:幼年期 / タイプ(種族):レッサー型 / 属性:
- 必殺技:シッポビンタ / 得意技:

『デジモンアクセル』で初登場。
フリルの付いた頭が特徴。動くもの全てに興味を示す性格、時には自分の尻尾を追っかけてぐるぐるとその場を回っている。

### プリンスマメモン
- 英名:PrinceMamemon / 世代:究極体 / タイプ(種族):突然変異型 / 属性:データ
- 必殺技:スマイリーウォーヘッド / 得意技:パープルレイン

ロイヤルナイツのパトロンである可能性を持つマメモン系デジモンの究極体。ネットワーク内のイギリスの王家のデータを吸収して進化したといわれている。

#### プリンスマメモン（X抗体）
- 英名:PrinceMamemon X / 世代:究極体 / タイプ(種族):突然変異型 / 属性:データ
- 必殺技:スマイリーウォーヘッド、デルモウォーキング / 得意技:

プリンスマメモンが「X抗体」を得てX-進化を遂げた姿。丸い身体はやや小さくなったが、代わりに頭身が微妙に伸びている。
取り込んだ王族の部分的に強調されているのが特徴で、その長い足はシークレットブーツという噂もあるが、その歩き方の優雅さから敵デジモンも道を譲ってしまうという。

### ブリンプモン
- 英名:Blimpmon / 世代:成熟期 / タイプ(種族):マシーン型 / 属性:データ
- 必殺技:ツェッペリンエクスプロージョン / 得意技:ヘリウムボム

飛行船の姿をしたマシーン型デジモン。最近続々と開発される乗り物型のデジモンの一種。実は未完成なので片側はメカがむき出しである。

### ブルムロードモン
- 英名:Bloomlordmon / 世代:究極体 / タイプ(種族):妖精型 / 属性:ワクチン
- 必殺技:マルチプルシード、スプラウトラッシュ、グラン・デル・ソル / 得意技:

『バイタルブレス デジタルモンスター』のDimカード「ハーミットインザジャングル」で初登場。
植物が流麗な甲冑を纏ったような姿の妖精型デジモンで、自然を守るために戦う心優しき騎士である。肩の花から太陽光を吸収してそれをエネルギーに変換、蓄積することができ、限界までエネルギーが高まった時の戦闘能力はロイヤルナイツにも匹敵するといわれており、さらにどんな悪天候も晴天に変える能力を持っているため、屋外では常に自分にとって有利な状況を作り出せる。
右手に携えた花の槍はそれで敵を貫くだけでなく、その花の槍が開花した時には巨大な光の剣が現れ、それから強力なビームを放って敵を吹き飛ばす。
2021年7月21日にデジモンウェブのデジモン図鑑に追加され、詳細設定が判明した。
アニメ『デジモンゴーストゲーム』では第65話より登場。声は池田秀一。

### ブルモン
- 英名:Bullmon / 世代:アーマー体（カードゲームでは成熟期） / タイプ(種族):哺乳類型 / 属性:フリー（カードゲームではワクチン種）
- 必殺技:マタドールダッシュ / 得意技:

『D-3』で初登場。
ワームモンが希望のデジメンタルで進化したアーマー体。希望の紋章が描かれたマントを纏う猛牛のようなデジモン。非常に気が荒く短気な性格で、敵を見つけると凄まじい突進をかましてくる。

### ブルコモン
- 英名:Bulucomon / 世代:成長期 / タイプ(種族):小竜型 / 属性:データ
- 必殺技:ベビーヘイル、アイスマッシュ / 得意技:

氷に閉ざされた寒冷の地に棲息する小竜型デジモン。小型ながら極寒の地で筋力が鍛えられており、自分の身体よりも大きなものを軽々と持ち上げるパワーを有するが、身体の大半が氷で出来ていることから気温が上がると身体が溶けて弱体化してしまう。
デジモンの絶対数が少ない厳しい土地に棲んでいるため、同じ土地に住む他のデジモンに対しては例え種族が違っていたとしても強い仲間意識を持ち、その中でも特にペンモンとは仲が良いとされる。

### プルルモン
- 英名:Pururumon / 世代:幼年期 / タイプ(種族):スライム型 / 属性:
- 必殺技:酸の泡 / 得意技:

ホークモンの幼年期。体がシリコンのようなものでできていて、這うよう移動する。ヒレを器用に使いこなすが、まだ飛ぶことはできない。

### プルートモン
- 英名:Plutomon / 世代:究極体 / タイプ(種族):神人型 / 属性:ウィルス
- 必殺技:ヘルズゲート、ハガードクラスター、ケイオスライツ / 得意技:

ゲーム『デジモンクルセイダー』で初登場。
恐怖と暴力をもって悪を討つ、冥界を統べるデジモン。冥界に墜ちるに相応しい罪人や悪人を求めて世界を流浪し、獲物を見つければ一面を濃い闇に包みプルートモンは現れるという。悪人を咀嚼することだけに悦びを見出すプルートモンは体中に鋭い牙の並んだ口を持ち、その口は獲物を求めてガチガチと音を立てており、その異様さに善良なデジモンからも恐れられている。持つ技はどれも悪人を冥界に突き落とす凶悪さを秘めている。
悪を罰するという目的ではオリンポス十二神族に属するユピテルモンと共通するが、その残虐さにユピテルモンは認めておらず、互いは長きに渡る険悪な状態が続いているという。
ゲーム『デジモンクルセイダー』および『デジモンカードゲーム』でデータが判明し、2022年5月25日にデジモンウェブのデジモン図鑑に追加され、詳細設定が判明した。

### ブルーメラモン
- 英名:BlueMeramon / 世代:完全体 / タイプ(種族):火炎型 / 属性:データ
- 必殺技:アイスファントム、アイスボム / 得意技:

ゲーム『デジモンワールド』で初登場。
メラモンの亜種でメラモンの形はそのままに体が青くなっている。
性格はそのままで非常に気性が荒い。設定では色が青いのは超高温ゆえとされているが、なぜか技は冷凍系となっている。
アニメ『デジモンクロスウォーズ』ではマグマゾーンで登場。声は三浦祥朗（日本語版）、サム・リーゲル（英語版）。

### フレアモン
- 英名:Flaremon / 世代:完全体 / タイプ(種族):獣人型 / 属性:ワクチン
- 必殺技:紅蓮獣王波（ぐれんじゅうおうは）、紅・獅子之舞（くれない・ししのまい） / 得意技:清々之咆哮（せいせいのほうこう）

ゲーム『デジモンストーリー サンバースト』で初登場。
コロナモンの完全体で、ファイラモンが進化した姿。見た目は怖そうだが、仲間のために戦う心の強さを持っている。その威風堂々とした姿と存在感はレオモンに近いものとなっている。
ゲーム『デジモンストーリー サンバースト』では主人公のパートナーデジモンであるコロナモンの完全体として登場。

### フレアリザモン
- 英名:Flarerizamon / 世代:成熟期 / タイプ(種族):火炎竜型 / 属性:データ
- 必殺技:フレイムヒット / 得意技:

『デジモンワールド』で初登場。
銀の兜をかぶり赤い炎を身に纏った火炎竜型デジモン。常に燃え続ける全身の炎の下は驚くべき再生力を持つ皮膚になっているため、死ぬまでその炎は燃え続ける。

### フレイウィザーモン
- 英名:FlameWizardmon / 世代:アーマー体（カードゲームでは成熟期） / タイプ(種族):魔人型 / 属性:ウィルス
- 必殺技:ファイアークラウド / 得意技:

勇気のデジメンタルで進化した魔人型デジモン。マッチ棒に似た2本の杖で高度な炎の魔法を操る。
別次元のデジタルワールド「ウィッチェルニー」からやってきたともされている。ウィザーモンとは正反対の性格である。
アニメ『デジモンクロスウォーズ～時を駆ける少年ハンターたち～』では第11話（通算第65話）で登場。声は阪口大助。

### ブレイクドラモン
- 英名:Breakdramon / 世代:究極体 / タイプ(種族):機竜型 / 属性:ウィルス
- 必殺技:デストロイドクラッシュ、インフィニティボーリング / 得意技:グラビティブレス

ありとあらゆるものを破壊することのみを目的とする機竜型デジモン。進化の際に建築機械のデータを多数取り込んでいる。
生体の部分がほぼゼロに近いほど失われており、意思や感情は無いため、機能停止するまで破壊と解体を繰り返す。

### ブレイドクワガーモン
- 英名:BladeKuwagamon / 世代:成熟期 / タイプ(種族):マシーン型 / 属性:ウィルス
- 必殺技:スパークブレイド / 得意技:

コカブテリモンの成熟期。昆虫と機械が融合したようなデジモン。
全身凶器に満ちたとても危険なデジモンで昆虫タイプの成熟期でありながら全身クロンデジゾイド化までされており、集団戦なら究極体デジモンさえも仕留める。

### フレイドラモン
- 英名:Flamedramon / 世代:アーマー体（カードゲームでは成熟期、ゲーム『デジモンストーリー』では完全体） / タイプ(種族):竜人型 / 属性:フリー（カードゲームではデータ種もしくはワクチン種）
- 必殺技:ファイアロケット、ナックルファイア / 得意技:

ブイモンが勇気のデジメンタルで進化したアーマー体。勇気のデジメンタルの力を100%引き出している。背中に勇気の紋章が刻まれている。格闘戦が得意で、アーマー体の中でも高い戦闘能力を誇る。
また、主人公らしくヒロイックな人型デザインから、アーマー体の中でも人気のデジモンの一つでもある。 
アニメ『デジモンアドベンチャー02』で登場。
ゲーム『デジモンリアライズ』の期間限定イベントの激突戦「ダークマスターズ～8月の冒険～」でブイモンのアーマー体デジモンとして登場。ミチとテイルモンを押しつぶされそうなところで助けた後に攻撃してピノッキモンを退けたが、エリスモンたちを守るためにムゲンドラモンの攻撃を食らい、元のブイモンに戻ってしまった。

### フレイモン
- 英名:Flamemon / 世代:ハイブリッド体（成長期相当） / タイプ(種族):魔人型 / 属性:ヴァリアブル
- 必殺技:ベビーサラマンダー / 得意技:

アグニモンがパワーを失った半獣半人の姿。やんちゃな性格だが、伝説の十闘士のスピリットを受け継いでいるため、成熟期クラスでは歯が立たないほどの強さを持っているが戦う気力が無くなってしまっている。
アニメ『デジモンフロンティア』では神原拓也が一時的にこの姿になった。

### プレイリモン
- 英名:Prairiemon / 世代:アーマー体（成熟期相当） / タイプ(種族):獣型 / 属性:フリー
- 必殺技:ソニックイヤー / 得意技:

『D-3』で初登場。
パタモンが優しさのデジメンタルで進化を遂げたアーマー体。プレーリードッグをモデルにしている。両腕の鋭利な爪で地中を時速100kmの高スピードで掘り進む。とても臆病な性格で、滅多なことでは地上には出てこない。

### プレシオモン
- 英名:Plesiomon / 世代:究極体 / タイプ(種族):首長竜型 / 属性:データ
- 必殺技:ソローブルー / 得意技:シェイキングパルス

『デジモンペンデュラム2.5』で初登場。
ネス湖のネッシーを思わせる風貌を持つ深い霧の中に現れる神秘的なデジモン。モデルはプレシオサウルスで、イギリスの未確認生物研究所で発見された。

#### プレシオモン（X抗体）
- 英名:Plesiomon X / 世代:究極体 / タイプ(種族):首長竜型 / 属性:データ
- 必殺技:ソローブルー、ファンタジーミスト / 得意技:シェイキングパルス

プレシオモンが「X抗体」を取り込み未知の力を引き出した姿。最新の研究の結果このプレシオモンを構成するデータの大半は“詩”であることが判明し、竜となって人前に姿を現すことができなくなった悲しみを詠う吟遊詩人の伝承との関連性も指摘されている。
長い髭を使って奏でる旋律は聞くものを幻想へと誘い、その中でのプレシオモンはまた違った姿になっているといわれるが、真相は明らかとなっていない。

### プロキシマモン
- 英名:Proximamon / 世代:究極体 / タイプ(種族):特異型 / 属性:ウィルス
- 必殺技:エクスティンクションクラウド、ライトオブリクリエイション / 得意技:

『VITAL BRACELET BE』のDimカード「BEMEMORY ガンマモンDim」で初登場。
シリウスモンとアルクトゥルスモンがジョグレス進化した姿で、破壊と創造を司る強大な力を持つといわれる幻のデジモン。高速演算装置内のシミュレーションで「理論上」の発現が予測されたデジモンであるため、現実のデジタルワールド内に存在するかは不明である。聖なるエネルギーと邪悪なエネルギーという相反する力を生成する能力があり、邪悪なエネルギーでデジタルワールド内のあらゆる構成物質を分解し、聖なるエネルギーで分解後の物質を再構築し新たなものへと創造することが可能だという。存在するだけで周囲のデジモンや環境などのすべてを分解および再創造してしまうため、このデジモンが発現することでデジタルワールドが瞬く間に書き換わってしまう恐れがある。そのため万が一の悪用を防ぐため、プロキシマモンを発現させる進化条件のシミュレーション情報は厳重に秘匿されている。
黒き粒子であらゆるものを最小単位まで分解する技と聖なる光を宿した巨大戦斧で分解したものを新たな存在へと再創造する技を永続的に発動する。
『バイタルブレス デジタルモンスター』の専用アプリ『デジタルモンスター バイタルブレスラボ』にてデータおよび詳細設定が判明した。

### フロスベルグモン
- 英名:Frosvelgrmon / 世代:究極体 / タイプ(種族):巨鳥型 / 属性:ウィルス
- 必殺技:イノセンスブリザード、フリージングレイ、ルインリバーヴ / 得意技:

『バイタルブレス デジタルモンスター』のDimカード「ブリザードファング」で初登場。
青白く輝く美しく巨大な尾羽根が特徴の孔雀によく似た巨鳥型デジモン。滅多に人前には姿を表さないと言われる希少なデジモンで、雪山で遭難したデジモンの前に現れるとそのデジモンの命の価値を見定め、生きるに値すると認めると山の下まで連れて行って助けるが、そうでないと見なした者は凍てつく吐息で静かに殺してしまうことから一部の地域では畏怖の対象となっている。
自ら冷気を操って吹雪を発生させるだけでなく、その美しい鳴き声の歌は聞いたものを内部から凍てつくして砕いてしまう。
2021年4月16日にデジモンウェブのデジモン図鑑に追加され、詳細設定が判明した。

### フロゾモン
- 英名:Frozomon / 世代:完全体 / タイプ(種族):マシーン型 / 属性:ウィルス
- 必殺技:リムーバルブロウ、デフロストブレード、グラシエイトミサイル / 得意技:

『バイタルブレス デジタルモンスター』のDimカード「ブリザードファング」で初登場。
豪雪地帯で活動している除雪用の装甲車のような姿をしたマシーン型デジモン。常に除雪を行い、吹雪などで遭難したデジモンを救出することを使命としているが、その妨げとなるものは例え幼年期のデジモンであっても排除しようとする過激な面を持つ。
強力なパンチを放つ巨大なアームや高熱を発するブレードを装備し、さらに除雪の際に取り込んだ雪を固めてそれを着弾と同時に氷塊に変化するミサイルとして発射することで、発生した雪崩などをせき止めたりもできる。
ガードロモンが寒冷地に適応して進化した姿になっている。
2021年4月16日にデジモンウェブのデジモン図鑑に追加され、詳細設定が判明した。
アニメ『デジモンゴーストゲーム』では第17話で登場。声は小山力也。

### フロッグモン
- 英名:Frogmon / 世代:アーマー体（成熟期相当） / タイプ(種族):突然変異型 / 属性:フリー
- 必殺技:リーフホイールカッター / 得意技:

『D-3』で初登場。
アルマジモンが純真のデジメンタルで進化を遂げたアーマー体。旧世代の遺伝子構造を持つ突然変異型デジモン。頭部を覆う葉っぱのようなマスクで衝撃を吸収する。

### ブロッサモン
- 英名:Blossomon / 世代:完全体 / タイプ(種族):植物型 / 属性:データ
- 必殺技:スパイラルフラワー / 得意技:ポリノシスシャワー

『デジモンペンデュラム4』で初登場。
巨大な花の形をしたデジモン。おとなしい性格をしていて、あまり姿を現さない。植物にしては寿命が長く多季節を生き延び、その度に花びらを生え変わらせる。
アニメ『デジモンクロスウォーズ～悪のデスジェネラルと七つの王国～』では第6話（通算第36話）で多数登場。声は橋詰知久。後に別個体が第3期『時を駆ける少年ハンターたち』では第4話（第58話）で登場。声は草尾毅。

### プロットモン
- 英名:Salamon / 世代:成長期 / タイプ(種族):哺乳類型 / 属性:ワクチン・データ
- 必殺技:パピーハウリング / 得意技:プチパンチ、スレッジダッシュ

ホーリーリングを所持するデジモン研究者により生み出された子犬のような哺乳類型デジモン。しかし性質的には不安定で、育て方によっては善にも悪にもなってしまう。テイルモンの成長期だからか大きさはかなり小さく、パタモンよりも小さい。
アニメ『デジモンアドベンチャー』と『デジモンフロンティア』に登場。
アニメ『デジモンフロンティア』では第11話にて占い師の村の住民として登場（後ろ姿のみ）。後に別個体がオファニモンの転生した姿として登場。
ゲーム『デジモンリアライズ』では新城ミチ（声 - 高橋李依）のパートナーデジモンとして登場。声は高森奈津美。

#### プロットモン（X抗体）
- 英名:Salamon X / 世代:成長期 / タイプ(種族):哺乳類型 / 属性:ワクチン
- 必殺技:パピーハウリング / 得意技:ハピーポー

プロットモンが「X抗体」を得てX-進化を遂げた姿。より人間を引きつけ幸福感を与える愛らしい姿になっている。
実は秘める神聖な力も増しており、歩いた跡は自分も知らないうちにウィルス種を跳ね除ける結界が形成されている。

### プロロモン
- 英名:Puroromon / 世代:幼年期 / タイプ(種族):幼虫型 / 属性:
- 必殺技:チックリット / 得意技:

『デジモンペンデュラムエックス』で初登場。
ププモンから進化した。縦横無尽に飛び回ることができるが、せいぜい敵を惑わす程度である。

### フローラモン
- 英名:Floramon / 世代:成長期 / タイプ(種族):植物型 / 属性:データ
- 必殺技:アレルギーシャワー / 得意技:

『デジモンペンデュラム4』で初登場。
爬虫類型と植物型のどちらの機能も持った珍しい進化形態のデジモン。普段はヘルメット状の花びらで身を守っているが、時には花を開いて顔を見せる。プライドが高くパルモンをライバル視している。
アニメ『デジモンアドベンチャー』では第43話、第46話、第47話で登場。声は前田愛（本編）、菊池こころ（PSPゲーム版）。当初はピノッキモンの配下としてデラモンと共に行動していたが、後に子供たちの協力者になった。
アニメ『デジモンアドベンチャー02』では第41話でフランスの選ばれし子供の一人であるカトリーヌのパートナーデジモンとして登場。
アニメ『デジモンフロンティア』では第4話でそよかぜ村の住民として、第15話でトーカンモンの妄想で2体登場（その他にもヌメモン、デラモン、ベジーモンも2体ずつ登場した）。声は能登麻美子、幸山奈央（第4話）。
アニメ『デジモンセイバーズ』では第30話で登場。
アニメ『デジモンアドベンチャー:』では第39話、第61話、第67話（最終話）で登場。
アニメ『デジモンアドベンチャー:』では第11話から登場。声は斉藤明日美。
ゲーム『デジモンサヴァイブ』では君島サキのパートナーデジモンとして登場。声は下地紫野。

### プワモン
- 英名:Puwamon / 世代:幼年期I / タイプ(種族):雛鳥型 / 属性:
- 必殺技:フワーフェザー / 得意技:

全身が柔らかな羽毛で覆われた雛鳥型デジモン。視力に優れている。人懐っこく好奇心の旺盛な性格でテイマーたちから人気が高い。ただし尻尾に触られるのだけは嫌らしい。

### フーガモン
- 英名:Fugamon / 世代:成熟期 / タイプ(種族):鬼人型 / 属性:ウィルス
- 必殺技:イビルハリケーン / 得意技:

ゲーム『デジモンワールド』で初登場。
オーガモンの亜種で、赤い体にトラ柄のパンツが特徴。
アニメ『デジモンテイマーズ』に登場。

### フーディエモン
- 英名:Hudiemon / 世代:成熟期 / タイプ(種族):昆虫型 / 属性:フリー
- 必殺技:フライングキック、インフィニティドリーム / 得意技:

人間の女性のような体つきに蝶の羽根を持った昆虫型デジモン。人見知りが激しい気質で、初対面の相手には強い警戒心を抱くが、打ち解けた者には時にとぼけた表情を見せるなど、素の性格で接するようになる。
デジタルワールド各地を渡り歩きながら、光の当たる場所で優雅に舞っている。
実はデジタルワールドのバックアップシステムに相当する存在であり、世界中の記録にアクセスして取り込んだ膨大な記録データを自身の中に保存しており、もしもデジタルワールドに何らかの異変が生じて全ての記録や情報が失われたとしても、フーディエモンがいればそれらの復元が可能であるという。
2020年6月5日にデジモンウェブのデジモン図鑑に追加され、詳細設定が判明した。

### ブーモン
- 英名: / 世代: / タイプ(種族): / 属性:
- 必殺技: / 得意技:

ゲーム『デジモンワールド3』に登場。

## へ

### ベアモン
- 英名:Bearmon / 世代:成長期 / タイプ(種族):獣型 / 属性:ワクチン
- 必殺技:小熊正拳突き / 得意技:ベアロール、ベアクロー

ゲーム『デジモンワールド3』で初登場。
小熊のような獣型デジモン。臆病な性格ながら誰とでも友達になれる人懐っこさを持つ一方で、強力なパンチ力を秘めているため手を傷めないようにベルトを手に巻いている。

### ペイルドラモン
- 英名:Paledramon / 世代:成熟期 / タイプ(種族):竜型 / 属性:データ
- 必殺技:アイスエイジ、メテオヘイル / 得意技:

プルコモンが進化した姿で、背中に氷でできた翼が形成されている。この翼により悪天候でも空を飛んで移動できるようになった他、身体も強化されたことで多少の温度変化では体に影響は出なくなったが、メラモンなど超高温を放つデジモン相手だとやはり身体の氷が溶けて弱体化してしまう。
仲間意識もさらに強くなり、行動を共にしたデジモンが危機に陥ると己の危険を顧みずに守ろうとするほど。
2019年12月2日にデジモンウェブのデジモン図鑑に追加され、詳細設定が判明した。

### ヘヴィーレオモン
- 英名:Heavyleomon / 世代:究極体 / タイプ(種族):マシーン型 / 属性:ワクチン
- 必殺技:バレッジスイーパー、レスティングバーナー、ソニックエクスカベーター / 得意技:

数いるレオモン種の中でも特に巨大な体を持つ全身を機械で武装したレオモンの究極体の一つ。繰り出す突進の勢いはマシーン型の中でも随一のものを誇り、その勢いの源はヘヴィーレオモン自身の熱き闘気とされ、この闘気が燃えあがるほど破壊力は倍増する。
決してただの戦闘兵器ではなく、弱い者を助けようという心優しい感情も併せ持ち、どこかに助けを求めるデジモンがいれば真っ先に駆けつけて自慢のパワーで障害を取り除いて救助する。
戦いにおいては常に闘気を滾らせながらもその立ち回りは至って知性的で、相手を冷静に分析しつつ状況に合わせて左肩の機関砲、胸部の火炎放射器、そして右腕の巨大パイルバンカーといった豊富な武装を使い分けることが出来る。
2020年10月16日にデジモンウェブのデジモン図鑑に追加され、詳細設定が判明した。
ゲーム『デジモンリアライズ』では玉田慧斗（声 - 入野自由）のパートナーデジモンであるエレキモン（声 - 畠中祐）の究極体として登場。シーズン2から進化することが可能となった。

### ベオウルフモン
- 英名:Beowolfmon / 世代:ハイブリッド体（完全体相当） / タイプ(種族):戦士型 / 属性:ヴァリアブル
- 必殺技:ツヴァイハンダー / 得意技:リヒトアングリフ

『ディースキャナ』で初登場。
光の闘士の融合形態。ヴォルフモンにガルムモンの前脚を装着したような姿を持つ。光速のスピードで移動して、ガルムモンの大剣で敵を切り裂く。
名前の由来は「ベオウルフ」から。
アニメ『デジモンフロンティア』では源輝二がヒューマンスピリットとビーストスピリットを使って進化するデジモンとして登場。声は神谷浩史。

### ペガスモン
- 英名:Pegasusmon / 世代:アーマー体（成熟期相当） / タイプ(種族):聖獣型 / 属性:フリー
- 必殺技:シューティングスター、シルバーブレイズ / 得意技:ニードルレイン、ロデオギャロップ

『D-3』で初登場。
パタモンが希望のデジメンタルで進化を遂げたアーマー体。名前の由来はペガサス。希望のデジメンタルの力を完全に引き出しており、邪悪な敵に対してはかなりの強さを誇る。
ネフェルティモンとの連携で「サンクチュアリバインド」という技を発動できる。
アニメ『デジモンアドベンチャー02』および『デジモンアドベンチャー:』では高石タケルのパートナーデジモンであるパタモンが進化した姿として登場。声は松本美和。
アニメ『デジモンクロスウォーズ』に登場。

#### ペガスモン（X抗体）
- 英名:Pegasusmon X / 世代:成熟期 / タイプ(種族):聖獣型 / 属性:ワクチン
- 必殺技:メテオライザー、ゴールデンスクエア / 得意技:シークレッドウォール

ペガスモンが「X抗体」を取り込んでさらなる力を引き出した姿。装着しているアーマーの性能がパワーアップしたことで、自身の周囲には退魔の結界「シークレッドウォール」を展開できるようになった。
この結界の内部では通常の空間とは異なる独自の法則が働いており、これを纏いながら飛行した際には最高速が光速に達するほどの超加速が可能となる。

### ヘクセブラウモン
- 英名:Hexeblaumon / 世代:究極体 / タイプ(種族):魔法騎士型 / 属性:データ
- 必殺技:サモンフロスト、ヘクトエッジブリザード、アブソリュートブラスト / 得意技:

氷の魔術（高級プログラム言語）を極めたものだけが進化できるという伝説の魔法騎士型デジモン。過去にデジタルワールドが氷河期で氷に閉ざされた時には他のデジモンたちを守り、その後別次元世界の「ウィッチェルニー」に移ったと言われている。
冷気およびそれから生み出す氷を自在に操り、生成した氷を使って剣や槌といった武器を作ったり、枷を作って標的を拘束したり、果ては敵の攻撃から身を守るための結界を張ったりと、様々な用途および目的に合わせてこれらの術を完璧に使いこなす氷のプロフェッショナルである。
2019年12月2日にデジモンウェブのデジモン図鑑に追加され、詳細設定が判明した。

### ベジーモン
- 英名:Vegiemon / 世代:成熟期 / タイプ(種族):植物型 / 属性:ウィルス
- 必殺技:ウンチ / 得意技:ウンチ投げ、シャープリーフ、甘い吐息、超悪臭噴射

『デジタルモンスターVer.2』で初登場。
口から甘い匂いの息を吐き、それにおびき出された小型デジモンを捕食する。凶暴な性格だが、同世代に比べて戦闘能力は低い。成熟すると実をつける。
アニメ『デジモンフロンティア』では第11話にて占い師の村の住民として、第15話でトーカンモンの妄想で2体登場（その他にもヌメモン、デラモン、フローラモンも2体ずつ登場した）。

### ペタルドラモン
- 英名:Petaldramon / 世代:ハイブリッド体（完全体相当） / タイプ(種族):植物型 / 属性:ヴァリアブル
- 必殺技:リーフサイクロン、サウザンドスパイク / 得意技:

『ディースキャナ』で初登場。
木のビーストスピリットで誕生した闘士。「森竜の緑獣戦士」の異名を持ち、トカゲのような姿をしている。食欲旺盛で、カメレオンのように長い蔦のような舌であらゆるものを飲み込んでしまう。
アニメ『デジモンフロンティア』ではアルボルモンがビーストスピリットで進化した姿として登場。声は乃村健次。
アニメ『デジモンアドベンチャー:』では第44話で登場。

### ペックモン
- 英名:Peckmon / 世代:成熟期 / タイプ(種族):鳥型 / 属性:ワクチン
- 必殺技:スパイラルクロー、サウザンドビーク / 得意技:苦無羽（くないばね）

アニメ『デジモンセイバーズ』および『デジヴァイスiC』で初登場。
ファルコモン（セイバーズ）が進化したデジモン。忍者のような風貌と発達した足が特徴で、苦無や手裏剣などを扱うことから忍者のデータが組み込まれていると推測される。飛ぶことは可能だが走ったほうが速い。

### ベツモン
- 英名:Betsumon / 世代:完全体 / タイプ(種族):パペット型 / 属性:データ
- 必殺技:コールドギャグ、つっこみパンチ / 得意技:

デジモンのスーツを着込むことで、あらゆるデジモンに成りすますことが出来るパペット型デジモン。
アニメ『デジモンクロスウォーズ～時を駆ける少年ハンターたち～』では第17話（通算第71話）で登場。声は岸尾だいすけ。
アニメ『デジモンゴーストゲーム』では第32話で多数登場し、続く第33話でも登場。リーダー格の声は『クロスウォーズ』と同じく岸尾だいすけ。

### べテルガンマモン
- 英名:BetelGammamon / 世代:成熟期[3] / タイプ(種族):竜人型 / 属性:ワクチン
- 必殺技:ソルブロー、ソルショット / 得意技:

『バイタルブレス デジタルモンスター』のDimカード「ガンマモン」で初登場。
二足で立つ赤い体の亜人のような姿をしたガンマモンの成熟期の一つ。素の運動能力が大きく向上しており、格闘戦における俊敏性、そしてパワーも高まっている。燃え滾る心を秘め、その感情のボルテージの昂ぶりに応じて攻撃力も倍増する。両手から炎を発する能力を持ち、その炎を纏った拳を振るう。
『バイタルブレス デジタルモンスター』の専用アプリ『デジタルモンスター バイタルブレスラボ』にてデータおよび詳細設定が判明し、2021年10月10日にデジモンウェブのデジモン図鑑に追加された。
アニメ『デジモンゴーストゲーム』では天ノ河宙のパートナーデジモンであるガンマモンの成熟期の一つとして第2話から登場。声は沢城みゆき。

### ベビドモン
- 英名:Babydmon / 世代:幼年期 / タイプ(種族):幼竜型 / 属性:
- 必殺技:ホットガス / 得意技:

竜の面影を色濃く露にした体と尾がタツノオトシゴに似た幼竜型デジモン。
近年、新たに発見されたデジモンであるが、古代種デジモン特有のプログラムコードを保有していることが判明した小さくも獰猛な古代種のデジモン。

### ベムモン
- 英名:Vemmon / 世代:成長期 / タイプ(種族):不明 / 属性:不明
- 必殺技:メッサークロー、フュージョナイズ / 得意技:

ゲーム『デジモンワールド3』で初登場。
何者かが実験的に作り出した人工デジモン。「食べる・強くなる」という指示コードのみが組み込まれており、敵を倒すと特殊な能力で血肉とする。
2022年9月9日にデジモンウェブのデジモン図鑑に追加され、詳細設定が判明した。

### ヘラクルカブテリモン
- 英名:HerculesKabuterimon / 世代:究極体 / タイプ(種族):昆虫型 / 属性:ワクチン（以前はデータ種）
- 必殺技:ギガブラスター、ハイメガブラスター / 得意技:ホーンバスター改

『デジモンペンデュラム』シリーズで初登場。
ヘラクレスオオカブトをモデルにした究極体の昆虫型デジモン。カブテリモン系とクワガーモン系の両方のデータを持っており、アトラーカブテリモンの時に失われた飛行能力は復活しそのスピードは音速を超える。
アニメ『デジモンアドベンチャー』のPSP版でテントモンの究極体として登場し（本編では未登場）、『デジモンアドベンチャー tri.』で本格的に登場する（第3章から登場）。『デジモンアドベンチャー:』では第59話から登場。

#### ヘラクルカブテリモン（X抗体）
- 英名:HerculesKabuterimon X / 世代:究極体 / タイプ(種族):昆虫型 / 属性:ワクチン
- 必殺技:ギガブラスター / 得意技:ホーンバスター改

ヘラクルカブテリモンが「X抗体」を得てX-進化した姿。グランディスクワガーモンと対を成す存在。昆虫のような姿から、より格闘戦に特化したマッシブな人型へと変化しており、両腕と両足は強靭な四肢に発達している。自身の体の何倍もの大きさの物を軽々と持ち上げるほどの圧倒的なパワーを誇るが、昆虫特有の素早さも失われていない。
ギガブラスターはさらにエネルギーが凝縮されて球状のものとなり、その威力は桁違いに跳ね上がっている。
2021年6月30日にデジモンウェブのデジモン図鑑に追加され、詳細設定が判明した。

### ベリアルヴァンデモン
- 英名:MaloMyotismon / 世代:究極体 / タイプ(種族):魔王型 / 属性:ウィルス
- 必殺技:パンデモニウムフレイム / 得意技:メルティングブラッド（アニメ『デジモンアドベンチャー02』のみ）、ハウリングブラッド、ブラッドレイン

溢れる力を理性で抑え、より高位の魔王へと進化を遂げたヴァンデモンの最終形態。両肩には生体砲のソドムとゴモラが寄生している。
前身よりも残虐非道で冷酷な性格を持ち、自らの欲望を満たすためには手段を選ばないとされている。
なお、名称の「ベリアル」は旧約聖書などに登場するヘブライ語で「無価値」や「無益」を意味する名前の悪魔から取っている。悪事を美徳とし、善人に罪を犯すよう唆すなどからも、まさにこのデジモンに相応しい名称と言える。
アニメ『デジモンアドベンチャー02』ではラスボスとして登場。
得意技
メルティングブラッド
アニメ『デジモンアドベンチャー02』オリジナル。血のような液体を放って対象を溶かす。

### ベルグモン
- 英名:Velgemon / 世代:ハイブリッド体（完全体相当） / タイプ(種族):巨鳥型 / 属性:ヴァリアブル
- 必殺技:ゾーンデリーター、マスターオブダークネス / 得意技:

『ディースキャナ』で初登場。
闇のビーストスピリットで誕生した闘士。「魔闇の凶獣戦士」の異名を持ち、闇の属性を持つ巨鳥型デジモンで“死者を飲み込む者”という別名も持っている。強大な力を持つが、醜悪な姿をしているため、プライドの高いダスクモンはこの姿になることを好まない。
モデルは北欧神話に登場する巨鳥「フレスベルグ」から。
アニメ『デジモンフロンティア』ではダスクモンが闇のビーストスピリット（悪）で進化した姿として登場し、後に変身していた木村輝一が正気を取り戻すと、カイザーレオモンに進化するようになる。
アニメ『デジモンアドベンチャー:』では第20話で登場。

### ベルスターモン
- 英名:BelleStarmon / 世代:究極体 / タイプ(種族):魔人型 / 属性:ウィルス
- 必殺技:ハリケーンビスショット / 得意技:フライバレット、ダブルクロウ

ベルゼブモンに酷似した格好の女性型魔人デジモンで、その姿から「ベルゼブモンレディ」とも呼ばれている。武器としてベルゼブモンの「ベレンヘーナ」の妹分にあたる二丁拳銃「リゾマデロート」を愛用しており、背中のマフラーは自身の意志で自在に変幻し、攻撃や防御に活用できる。
気さくな性格で誰とでも打ち解けあい、特に同じ銃使いのデジモンとは特に非常に仲が良く、マグナキッドモンなどからは「ベル子」の愛称で親しまれているが、ベルゼブモン本人との関係は険悪で互いに実力こそ認め合っているもののその距離は微妙なものになっている。

#### ベルスターモン（X抗体）
- 英名:BelleStarmon X / 世代:究極体 / タイプ(種族):魔人型 / 属性:ウィルス
- 必殺技:フライバレット・セグンド、ディスタンシア・セロ / 得意技:ダブルクロウ

ベルスターモンが「X抗体」を得てX-進化した姿。「リゾマデロート」はショットガンへと改造され、さらに新たな武器として小銃「ペピーノ」を装備している。
身体能力および射撃技術は大幅に向上しており、どんな体勢からでも正確に標的を射抜くことができるようになり、踊るような動きから放たれる射撃はもはや一種の芸術とさえ言われるほど華やかで美しいものとされている。

### ベルフェモン：スリープモード
- 英名:Belphemon Sleep Mode / 世代:究極体 / タイプ(種族):魔王型 / 属性:ウィルス
- 必殺技:エターナルナイトメア、ランプランツス / 得意技:

怠惰を司る七大魔王の眠りの姿で、目覚まし時計を巻いたパグモンに似た形態を持つ。1000年の間をこの姿で過ごし眠りが醒める“その時”を待つ。
アニメ『デジモンセイバーズ』に登場。

#### ベルフェモン：レイジモード
- 英名:Belphemon Rage Mode / 世代:究極体 / タイプ(種族):魔王型 / 属性:ウィルス
- 必殺技:ギフトオブダークネス、ランプランツス / 得意技:ダークホーン

怠惰を司る七大魔王の1体。1000年に一度目覚める山羊のような姿の魔王型デジモン。その力は圧倒的で、眠りから覚めたベルフェモンはその名の通り“怒りの権化”と化し、目に映る全てのものを徹底的に破壊すると言われている。
咆哮だけでも完全体以下のデジモンは即死すると言われ、葬られたデジモンは転生することなくダークエリアに送られて魔王デジモンの餌にされてしまう。
なお、レイジとは怠惰を意味する「lazy」と激怒を意味する「rage」の二つの意味を持っている。
アニメ『デジモンセイバーズ』に登場。

#### ベルフェモン（X抗体）
- 英名:Belphemon X / 世代:究極体 / タイプ(種族):魔王型 / 属性:ウィルス
- 必殺技:セブンス・ペネトレート、ギフトオブダークネス、ランプランツス / 得意技:

ベルフェモンが「X抗体」によって変化した姿。破壊衝動が増しているが、同時に直感力も鋭くなっており、戦いにおいて敵側の希望となっているデジモンを的確に見極めて最初に叩き潰し、そうして相手の戦意を挫いた後で壊滅に追いやる。

### ヘルムモン
- 英名:Hermmon / 世代:究極体 / タイプ(種族): / 属性:
- 必殺技: / 得意技:

漫画『デジモンアドベンチャー Vテイマー01』で初登場。
人造（ゲノ）デジモンの一体で、黒装束に杖を持った人間のような姿をしている。

### ペンモン
- 英名:Penguinmon / 世代:成長期 / タイプ(種族):鳥型 / 属性:ワクチン
- 必殺技:無限ビンタ / 得意技:スライドアタック、アイスプリズム

『デジモンワールド』シリーズで初登場。
ペンギンのような鳥型デジモン。南極地のコンピューターネットワーク内で発見された。氷上を猛スピードで滑り回る。

### ベーダモン
- 英名:Vademon / 世代:完全体 / タイプ(種族):宇宙人型 / 属性:ウィルス
- 必殺技:アクマの投げキッス、アブダクション光線 / 得意技:ミューティレート

『デジタルモンスターVer.2』で初登場。
宇宙人のような外見をしているが一説には植物の実から生まれたらしい。非常に頭が良いとされ、自作のUFOに乗って移動する。光線銃を装備する。

#### ベーダモン（X抗体）
- 英名:Vademon X / 世代:完全体 / タイプ(種族):宇宙人型 / 属性:ウィルス
- 必殺技:アクマの投げキッス、天使のローキック / 得意技:

ベーダモンが「X抗体」を取り込み、未知の力を引き出した姿。地球侵略のためにやってきたベーダモンが逆に地球の文化に影響されてしまった姿の“不良宇宙人”。
自分は以前よりも強く進化していると考えているがあくまで風貌が変わっただけであり、顔につけているサングラスも本当は前が見え難いものである。

## ほ

### ボアモン
- 英名:Boarmon / 世代:アーマー体（成熟期相当） / タイプ(種族):哺乳類型 / 属性:フリー
- 必殺技:ノーズブラスター / 得意技:

『D-3』で初登場。
アルマジモンが勇気のデジメンタルで進化したアーマー体の哺乳類型デジモン。火炎を纏うイノシシのような姿をしている。クロンデジゾイド突撃額当てを装備する。猪突猛進を地で行く性質で一度走り出すとなかなか曲がれない。

### ホウオウモン
- 英名:Phoenixmon / 世代:究極体（初期は完全体） / タイプ(種族):聖獣型 / 属性:ワクチン
- 必殺技:スターライトエクスプロージョン、クリムゾンフレア / 得意技:ライフフォース

『デジモンペンデュラム』シリーズで初登場。
鳳凰をモデルにする鳥系デジモンの頂点。 ホーリーリングを2つ所持しており、強大な聖なるパワーで邪悪の心を持つデジモンを滅ぼす。
アニメ『デジモンアドベンチャー』のPSP版で武之内空のパートナーデジモンであるピヨモンの究極体として登場し（テレビ本編では未登場）、『デジモンアドベンチャー tri.』では本格的に登場し（第4章から登場）、『デジモンアドベンチャー:』では第52話から登場。

#### ホウオウモン（X抗体）
- 英名:Phoenixmon X / 世代:究極体 / タイプ(種族):聖獣型 / 属性:ワクチン
- 必殺技:スターライトエクスプロージョン / 得意技:

ホウオウモンが「X抗体」により未知なる力を引き出した姿。足だけでなく翼にあるものも合わせて装着された「ホーリーリング」が12個まで増え、並の天使系デジモンを凌ぐほどの聖なるパワーを秘めている。
全身から放たれる神々しいオーラは最大級の「ファイアーウォール」となっており、一切のウィルスを受け付けることはない。しかもその力は羽の一枚一枚にも宿っており、舞い散る羽の1枚に触れただけでそのデジモンは邪悪な魔の手から守護されると言われている。

### ポキュパモン
- 英名:Porcupamon / 世代:成熟期 / タイプ(種族):パペット型 / 属性:ウィルス
- 必殺技:マッドネスブローチ / 得意技:

ファスコモンの成熟期で、邪悪なクマのぬいぐるみの形をしたパペット型デジモン。ダークエリアに住んでおり、その姿は強大な外敵から身を隠すための擬態であるらしい。個体数は少なく絶滅危惧種ともされている。

### ポコモン
- 英名:Viximon / 世代:幼年期II / タイプ(種族):レッサー型 / 属性:
- 必殺技:殺生石 / 得意技:

レナモンの幼年期II。月夜の晩にしか行動しないうえ動きが素早いために捕まえるのが難しい。油揚げが好物。
アニメ『デジモンテイマーズ』に登場。

### ボコモン
- 英名:Bokomon / 世代:成長期 / タイプ(種族):突然変異型 / 属性:ワクチン
- 必殺技:逃げ足猛ダッシュ / 得意技:

腹巻をしたオヤジのようなデジモンで、デジタルワールドの学者らしい。ものしりブックという辞典を携帯しており、様々な事柄に詳しい。主な戦闘能力は何一つないが、ネーモンと同じく多彩な進化ができ、成熟期になれば並のデジモン以上の力を発揮することができる。
アニメ『デジモンフロンティア』に登場。

### ボサモン
- 英名:Bosamon / 世代:幼年期II / タイプ(種族):レッサー型 / 属性:
- 必殺技:ミッコミ / 得意技:

『バイタルブレス デジタルモンスター』のDimカード「アンゴラモン」で初登場。
ピョンモンが進化したレッサー型デジモンで、長い耳が2つになった。耳が増えたことで聴覚がさらに発達、音を立体的に感知することが可能となっている。前髪が伸びて目が隠れたことで他人の視線が気にならなくなり、性格も恥ずかしがり屋から落ち着いた穏やかなものに変化した。デジモン同士の会話を遠くから聞くことが趣味で、そのため自分が経験していないこともそれの情報だけは豊富に持っている。戦いは好まず、敵の接近をいち早く察知して逃げてしまうが、もし逃げ場を塞がれても耳の連撃で相手が怯んだ隙に身を隠す。 
2021年9月21日にデジモンウェブのデジモン図鑑に追加され、詳細設定が判明した。

### ボタモン
- 英名:Botamon / 世代:幼年期I / タイプ(種族):スライム型 / 属性:
- 必殺技:酸の泡、アワ / 得意技:

『デジタルモンスターVer.1』で初登場。
黒い産毛に覆われたスライム型デジモン。
事実上のデジモン第一号である。

### ホップモン
- 英名:Hopmon / 世代:幼年期 / タイプ(種族):幼竜型 / 属性:
- 必殺技:ホップヒップ / 得意技:

ゲーム『ブレイブテイマー』で初登場。
モノドラモンの幼年期。肉眼では確認出来ないほど細かい鱗で全身を覆っており、見た目よりも体は頑丈になっている。
性格も臆病さを克服した勇敢なものとなり、幼いながらも曲がったことを嫌う正義感が芽生えている。
2020年10月16日にデジモンウェブのデジモン図鑑に追加され、詳細設定が判明した。

### ポテモン
- 英名:Potemon / 世代:成熟期 / タイプ(種族):食物型 / 属性:ワクチン
- 必殺技:シュバシュバポテト、バッシュドポテト / 得意技:

アニメ『デジモンアドベンチャー:』で初登場。
あらゆるフライドポテトのデータを読み取った食物型デジモン。バーガモンとはライバル関係にあり、どれがファストフードの主役かを競っている。
2021年3月8日にデジモンウェブのデジモン図鑑に追加され、詳細設定が判明した。
アニメ『デジモンアドベンチャー:』では第39話で登場。声はくまいもとこ。

### ホバーエスピモン
- 英名:HoverEspimon / 世代:成熟期 / タイプ(種族):サイボーグ型 / 属性:ウィルス
- 必殺技:スタンパーミサイル、ブレストキャノン、ドロンガー / 得意技:

『バイタルブレス デジタルモンスター』のDimカード「エスピモン」で初登場。
多数の調査を成功させたエスピモンがより精度の高い情報を得るために進化し、高機動化したサイボーグ型デジモン。長距離の航行、飛行、潜行が可能となり、行動範囲は「ネットの海」の深部や高度20,000mまでにも及び、隠匿されたデジモンも調査可能となった。進化したことで光学迷彩「ダイバニッシュ」もアップデートしており、姿と共に音も消し、高速機動時でも気付かれずに潜入や攪乱が可能となり、額のVRゴーグルにより、数秒先のターゲットの動きが予測表示され的確に行動できる。
後部2基のランチャーからミサイルを発射する技をはじめ、胸からバルカン砲を撃つ技、さらに両手から煙幕を張って味方も隠す技など、強行偵察向きの技を揃える。
また、クラックチームによって各地の諜報作戦に用いられていると噂されている。
『バイタルブレス デジタルモンスター』の専用アプリ『デジタルモンスター バイタルブレスラボ』にてデータおよび詳細設定が判明し、2023年2月5日にデジモンウェブのデジモン図鑑に追加された。
アニメ『デジモンゴーストゲーム』では第62話で登場。声は小林由美子。

### ポポモン
- 英名:Popomon / 世代:幼年期 / タイプ(種族):スライム型 / 属性:
- 必殺技:ヘアミスト / 得意技:

『デジモンアクセル』で初登場。
植物の姿に似たスライム型デジモン。とても臆病で近づくとすぐに逃げてしまうが、一度心を許した者には一生懐くと言われている。

### ボマーモン
- 英名:Bombermon / 世代:完全体 / タイプ(種族):突然変異型 / 属性:ウィルス種
- 必殺技:コンボブラスト、リミットエクスプロージョン / 得意技:

『VITAL BRACELET BE』のDimカード「BEMEMORY ガンマモンDim」で初登場。
爆発をこよなく愛する自称“爆発系アーティスト”。自身で生み出した爆弾がいかに美しく爆発するかのみが行動原理であり、爆発に伴う被害等に対する感情は皆無である。左手の指を鳴らすことで自立型爆弾「BB」を生成することが可能。「BB」はボマーモンの指示を受け爆発対象物に移動し取りついたのちに起爆する。「BB」の爆発威力はボマーモンの感情で変化し、高揚すればするほど威力は高まっていく。
戦いの際は複数の「BB」を目標に取りつかせ連鎖爆発を行う技（威力はあまり高くないが、起爆までの時間が短く即応性が高い）と単体の「BB」を単一爆発させる技を使い分ける（起爆までに一定の時間を要するが、極限の爆発力を持つ）。
2022年11月17日にデジモンウェブのデジモン図鑑に追加され、詳細設定が判明した。

### ボムモン
- 英名:Bombmon / 世代:幼年期I / タイプ(種族):スライム型 / 属性:
- 必殺技:パチパチパッチン / 得意技:

『デジモンアクセル』で初登場。
爆弾状の体と三つの目を持つスライム型デジモン。尻尾が火の付いた導火線となっているが、燃え尽きる前に進化してしまうため、その火が本体に到達するとどうなるかは不明となっている。

#### ボムモン（クロスウォーズ版）
- 英名:Bombmon(Xros Wars) / 世代:幼年期I（クロスウォーズ） / タイプ(種族):スライム型 / 属性:
- 必殺技:ボンバーヘッド、ファイヤーワークスレボリューション / 得意技:

アニメおよび漫画『デジモンクロスウォーズ』で初登場。
爆弾のような形態を持つスライム型デジモンで、オリジナルとは違い目が二つになっていて、常に笑っているような顔が特徴。些細なことでキレる短気な性格で、その時の怒り具合によって導火線代わりになっているチョンマゲがどんどん短くなり最後には大爆発する。
一応攻撃技も使えるが威力はバクチク程度であり、しかも見た目は非常に鮮やかで綺麗なのでよくパーティーの余興で楽しまれている。

### ポヨモン
- 英名:Poyomon / 世代:幼年期I / タイプ(種族):スライム型 / 属性:
- 必殺技:超酸の泡 / 得意技:

「ネットの海」で発見されたデジモンの中でもっとも原始的なスライム型デジモン。そのため研究者の間では“デジモン発生の謎を解くカギ”として注目を集めている。

### ボルグモン
- 英名:MetalKabuterimon / 世代:ハイブリッド体（完全体相当） / タイプ(種族):サイボーグ型 / 属性:ヴァリアブル
- 必殺技:フィールドデストロイヤー、アルティメットサンダー / 得意技:

『ディースキャナ』で初登場。
雷のビーストスピリットによって誕生した闘士。カブトムシのような頭部を持つ獣型のサイボーグ型デジモン。「轟雷の機獣戦士」の異名を持ち、強大な破壊力とパワーを持つが脚部はキャタピラになっていて機動力に欠けるが、本人もそのことは自覚しており戦闘時には味方の護衛や後方支援に徹している。
ピラミッド最奥部にあるスカラベ宝物庫をモチーフに作成された警備システムから発見されたと言われている。
英語名は「メタルカブテリモン」である。
アニメ『デジモンフロンティア』では柴山純平がビーストスピリットを使って進化するデジモンとして登場。
『デジモンアクセル』では究極体と設定されている。

### ボルケーモン
- 英名:Volcamon / 世代:完全体 / タイプ(種族):サイボーグ型 / 属性:データ
- 必殺技:ビッグバン・ボイス / 得意技:ビッグバン・タックル

当時のデジモン開発スタッフのボルケーノ太田をモデルにしているパワフルな巨体を誇るサイボーグ型デジモン。アメリカンフットボールのプロテクタを身にまとい、背中には火山を備えている。手にはマイクを持ち大声で吼える。
アニメ『デジモンフロンティア』にも登場。

### ホルスモン
- 英名:Halsemon / 世代:アーマー体（成熟期相当） / タイプ(種族):獣型 / 属性:フリー
- 必殺技:マッハインパルス、テンペストウィング / 得意技:ウジャトゲイズ

『D-3』で初登場。
ホークモンが愛情のデジメンタルで進化したアーマー体。名前の由来はエジプト神話のホルス。愛情のデジメンタルの風の力を100%発揮しているためパワー、スピードともにかなり高く空中から多彩な技を繰り出す。
アニメ『デジモンアドベンチャー02』にでは井ノ上京のパートナーデジモンであるホークモンのアーマー体として登場。

### ボルトモン
- 英名:Boltmon / 世代:究極体 / タイプ(種族):サイボーグ型 / 属性:データ
- 必殺技:トマホークシュタイナー / 得意技:暴走

『デジモンペンデュラム3』で登場。
アンドロモンと同時期に開発されたフランケンシュタインの怪物を思わせるサイボーグ型デジモン。サイボーグ型でありながら意思や感情を持っているが、コントロールが困難だったため、実験中の暴走事故を起こして記録から抹消されてしまった。

### ボルトバウタモン
- 英名:Voltobautamon / 世代:究極体 / タイプ(種族):魔人型 / 属性:ウィルス
- 必殺技:パラズィヴァルツァー、クオーツィオーネ / 得意技:

ダークエリアに満ちる怨念のデータ“深怨なる手”がピエモンにヴァンデモンを強制吸収させて生み出した魔を根源とする最凶最悪のデジモン。顔には仮面を被り、背中には悪魔の翼のような形状のマントを羽織った西洋の演劇役者を彷彿とさせる姿を持ち、「スピエディーニ」という剣と「アーラディポロ」という銃をそれぞれ二本づつ装備している。既にピエモンとヴァンデモンの自我はなく、“深怨なる手”の意思に基いて世界を闇で覆い尽くすため光の根絶を目的に動いている。

### ポロモン
- 英名:Poromon / 世代:幼年期 / タイプ(種族):小鳥型 / 属性:
- 必殺技:ポロロブリーズ / 得意技:

ホークモンの幼年期。幼年期には珍しくしっかりと小さな翼がついている。
時折仲間同士で毛繕いする。

### ポンチョモン
- 英名:Ponchomon / 世代:アーマー体（成熟期相当） / タイプ(種族):ゴースト型 / 属性:フリー
- 必殺技:テキーラナックル / 得意技:

パタモンが純真のデジメンタルで進化を遂げたアーマー体。植物型に見えるが実はゴースト型である。とても陽気な性格をしているが、表情が見えないため、他のデジモンからは恐れられている。
アニメ『デジモンフロンティア』では第11話にて占い師の村の住民として登場。
アニメ『デジモンアドベンチャー:』では太刀川ミミのパートナーデジモンであるパルモンが新たに進化した姿として登場。声優は山田きのこ。

### ボンバーナニモン
- 英名:BomberNanimon / 世代:成熟期 / タイプ(種族):突然変異型 / 属性:ウィルス
- 必殺技:フリースローボム / 得意技:

ナニモンの亜種で体全体が爆弾になっている“超絶爆弾オヤジ”。デジタルワールドでバトルを続けてるうちに体が爆弾になってしまったらしい。
2021年7月14日にデジモンウェブのデジモン図鑑に追加され、詳細設定が判明した。
アニメ『デジモンセイバーズ』に登場。声優は原口あきまさ。

### ポームモン
- 英名:Pomumon / 世代:成長期 / タイプ(種族):植物型 / 属性:データ
- 必殺技:ラピッドシード、フルーツラッシュ / 得意技:

『デジモンペンデュラムZII』で初登場。
一見すると鳥型のように見えるが、実際には植物型に分類されるデジモン。羽根は付いているものの飛行速度は遅く、むしろ無防備になってしまうことから主に陸上で活動している。
体内に高糖度の果汁が詰まっていることから鳥系や虫系のデジモンなど非常に天敵が多く、その時は身体を丸めて高速で転がりながら逃走する。
2020年10月5日にデジモンウェブのデジモン図鑑に追加され、詳細設定が判明した。

### ホーリーエンジェモン
- 英名:MagnaAngemon / 世代:完全体 / タイプ(種族):大天使型 / 属性:ワクチン
- 必殺技:ヘヴンズゲート / 得意技:エクスキャリバー、ヘヴンズヒール、ホーリー・ディスインフェクション、ソウルパニッシュ、ジャッジメントスラッシュ、フライングソード、シールドカウンター、ホーリージャンプ、エクスキャリバースト、シールドストライク、ホーリーフェザー

8枚の銀の翼を持つ大天使型デジモン。普段は法の執政官として神官の姿をして天使型デジモンの監督官の役目を負っている。
決戦の時には戦闘形態となり、聖剣「エクスキャリバー」、ビームシールド、ホーリーリングなど聖なる武具で全身を武装して戦いに臨む。
アニメ『デジモンアドベンチャー』および『デジモンアドベンチャー tri.』および『デジモンアドベンチャー:』では高石タケルのパートナーデジモンであるパタモンの完全体として登場。
漫画『デジモンアドベンチャー Vテイマー01』ではホーリーエンジェル城の主として登場。

#### ホーリーエンジェモン：神官形態
- 英名:MagnaAngemon Priest Mode / 世代:完全体 / タイプ(種族):神人型 / 属性:データ
- 必殺技:ヘヴンズゲート / 得意技:ホーリー・ディスインフェクション、ソウルパニッシュ

漫画『デジモンアドベンチャー Vテイマー01』で初登場。
ホーリーエンジェモンが戦闘時以外に見せる形態であり、天使型デジモンの監督をしている。
アニメ『デジモンアドベンチャー:』では第64話で登場。

### ホーリードラモン
- 英名:Magnadramon / 世代:究極体（初期は完全体） / タイプ(種族):聖竜型 / 属性:ワクチン
- 必殺技:ホーリーフレイム / 得意技:ハーミットフォッグ、アポカリプス

『デジタルモンスターVer.S ～デジモンテイマーズ～』で初登場。
デジタルワールドに邪悪なる存在が現れた時どこからともなく出現すると言われる四大竜。神獣デジモン究極の形態とされているが、生息場所が未だに確認されておらず、見た者は非常に少ないと言われている。
アニメ『デジモンアドベンチャー02』の劇場版、『デジモンアドベンチャー tri.』第6章と『デジモンアドベンチャー:』第50話では八神ヒカリのパートナーデジモンであるテイルモンの究極体の一つとして登場。

#### ホーリードラモン（X抗体）
- 英名:Magnadramon X / 世代:究極体 / タイプ(種族):聖竜型 / 属性:ワクチン
- 必殺技:ホーリーブレイズ / 得意技:アポカリプス

ホーリードラモンが「X抗体」を取り込んで未知の力を引き出した姿。既にその潜在能力を引き出しているため、X抗体による影響がほとんど見られず、あまり外見的にも能力的にも劇的な変化はないが、代わりに竜としての獣性が強くなっており、邪悪な存在に対しては動物的な凄まじい戦いぶりで叩き潰してしまうことから“荒ぶる神”として恐れられている。

### ポーンチェスモン（黒）
- 英名:PawnChessmon（Black） / 世代:成長期 / タイプ(種族):パペット型 / 属性:ウィルス
- 必殺技:ポーンバックラー / 得意技:ポーンスピアー

チェスゲームのスーパーコンピュータから流出したデータから誕生したパペット型デジモン。黒色をしている。
歩兵だが武勲を挙げれば究極体に進化する可能性も秘めている。白のポーンチェスモンをライバル視しており、互いに腕を競い合っている。
アニメ『デジモンセイバーズ』ではDATSオペレーターである黒崎美樹のパートナーデジモンとして登場。

### ポーンチェスモン（白）
- 英名:PawnChessmon（White） / 世代:成長期 / タイプ(種族):パペット型 / 属性:ウィルス
- 必殺技:ポーンスピアー / 得意技:ポーンバックラー

チェスゲームのスーパーコンピュータから流出したデータから誕生したパペット型デジモン。白色をしている。
性質は黒とほとんど同じで、やはり黒のポーンチェスモンをライバル視して功績を挙げようと奮闘している
アニメ『デジモンセイバーズ』ではDATSオペレーターである白川恵のパートナーデジモンとして登場。